# Battaglia di Cassino
La battaglia di Cassino (in inglese Battle of Cassino, in tedesco Schlacht um Monte Cassino, comunemente conosciuta anche come battaglia di Montecassino) si svolse tra il gennaio e il maggio 1944 tra le forze alleate e quelle tedesche durante la campagna d'Italia nella seconda guerra mondiale.
La 5ª Armata statunitense del tenente generale Mark Clark, che riuniva anche forze provenienti da paesi alleati, dopo il vittorioso sbarco a Salerno assaltò la linea Gustav, difesa dalle esperte truppe tedesche della 10ª Armata comandata dal colonnello generale Heinrich von Vietinghoff. Il perno difensivo tedesco era rappresentato dall'abitato di Cassino, che controllava l'accesso alla valle del Liri, e dall'abbazia di Montecassino, che sovrastava la valle e permetteva ai difensori di controllare i movimenti delle truppe nemiche. La valle era considerata l'unica via d'accesso agevole per le colonne di uomini e mezzi alleati in avanzata verso Roma e divenne, quindi, fulcro della difesa tedesca. La battaglia degenerò in un'accanita guerra di posizione che, per lunghi momenti, fu molto simile alla guerra di trincea che aveva contraddistinto la prima guerra mondiale.
La battaglia fu caratterizzata anche dal discusso bombardamento aereo alleato che distrusse la secolare abbazia, atto che procurò molte critiche ai comandi anglo-statunitensi, a cui vennero fatti presenti i fallimentari attacchi contro le posizioni difensive tedesche e il deludente sbarco di Anzio. Dopo un difficile inverno, in cui riuscirono a rinforzare e riorganizzare le proprie truppe, gli Alleati lanciarono l'imponente operazione Diadem a metà maggio: l'attacco dalla costa tirrenica fino a Cassino, e dalla testa di ponte di Anzio, riuscì a mettere in crisi e infine a spezzare la difesa tedesca, tanto che le forze alleate si ricongiunsero e poterono aprirsi la strada per Roma. Il comandante in capo tedesco in Italia, feldmaresciallo Albert Kesselring, non volle combattere per la capitale e ordinò la ritirata sulla successiva linea difensiva, la linea Gotica, lungo la quale il fronte italiano si stabilizzò fino alle ultime settimane della guerra.

## Contesto strategico

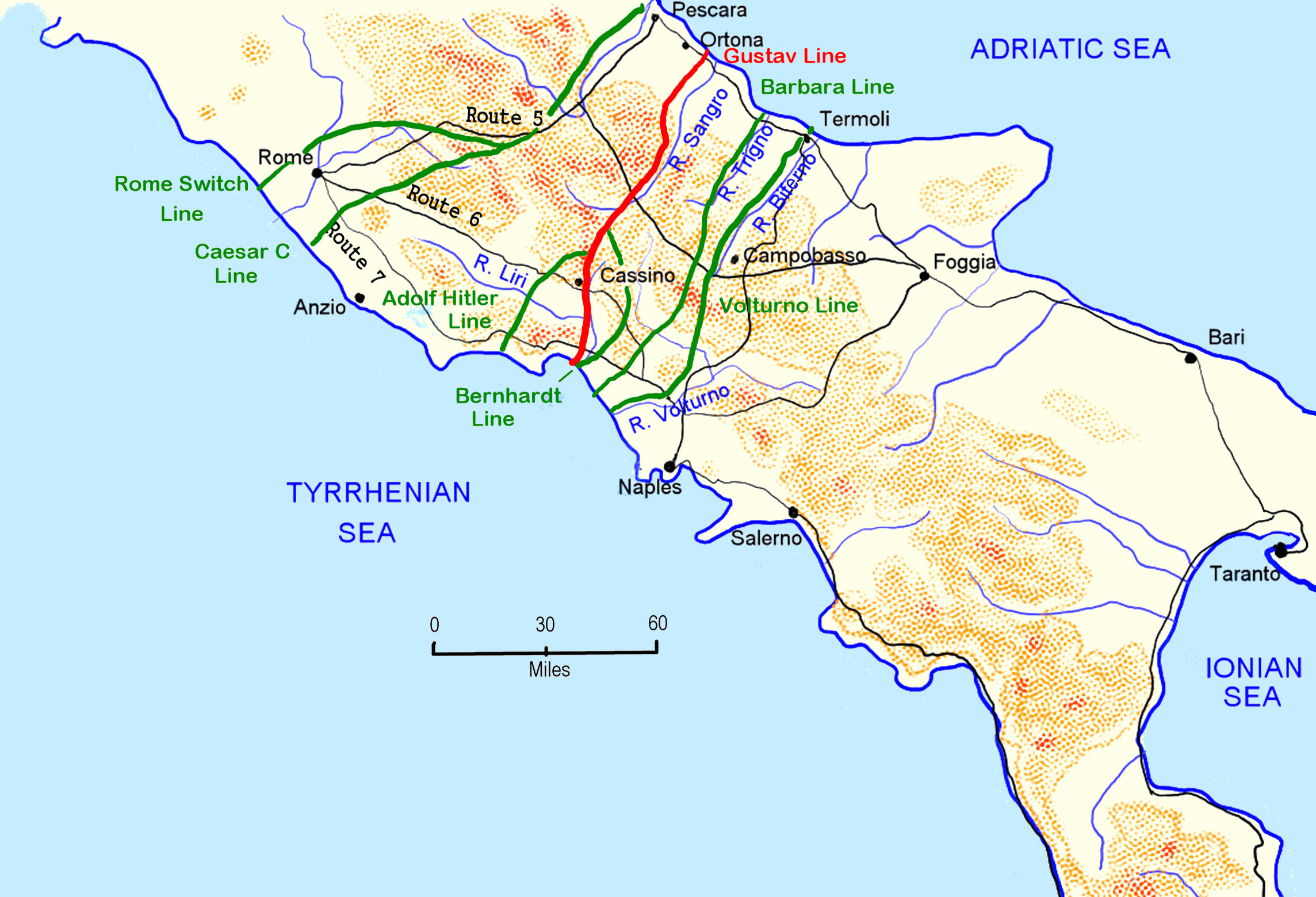
L'andamento generale della linea Gustav (in rosso) nel contesto geografico italiano

Fin dalla conferenza di Casablanca del gennaio 1943 erano sorte aspre divergenze tra gli Alleati sulla condotta della guerra in Europa: gli statunitensi guardavano con estrema diffidenza la volontà britannica di procrastinare l'invasione della Francia e consideravano il teatro del Mediterraneo un salasso di uomini e risorse. All'opposto il primo ministro Winston Churchill, memore come tutti i britannici delle débâcle subìte in Norvegia, Francia e Grecia, era deciso a rinviare l'operazione Overlord finché la sua riuscita non fosse risultata certa. Alla fine i britannici ebbero la meglio e si raggiunse un compromesso che prevedeva lo sbarco in Sicilia e a seguire in Italia meridionale, seppur con forze molto esigue e ancora da concordare. Dopo la vittoriosa campagna di Sicilia e la caduta del fascismo nell'estate 1943, i capi delle forze aeree alleate si espressero fortemente a favore dell'invasione dell'Italia continentale, che avrebbe permesso all'aviazione di utilizzare gli aeroporti attorno a Foggia come basi per bombardare la Germania meridionale e i Balcani. L'8 settembre 1943 l'Italia si arrese agli Alleati e, mentre i tedeschi procedevano all'occupazione della penisola, il giorno seguente gli anglo-statunitensi sbarcarono a Salerno. Nonostante il contrattacco tedesco a Salerno fosse arrivato vicino a provocare una crisi, le truppe della 5ª Armata del tenente generale Mark Clark resistettero tenacemente e dopo dieci giorni poterono incominciare la loro avanzata verso nord; pertanto il comandante tedesco del Gruppo d'armate C nell'Italia meridionale, il feldmaresciallo Albert Kesselring, con il comandante della 10ª Armata colonnello generale Heinrich von Vietinghoff, incominciò i preparativi per la difesa della penisola a sud di Roma, con il benestare dello stesso Adolf Hitler.
Nel frattempo, con l'appoggio tedesco, si era costituita una Repubblica Sociale Italiana nelle zone controllate dalla Germania, mentre nell'area abbandonata dai tedeschi e liberata dagli Alleati si era riformato un governo nazionale italiano, il cosiddetto Regno del Sud, che l'11 ottobre dichiarò guerra a Berlino. L'avanzata alleata era proseguita con la liberazione di Napoli, salvo arrestarsi di fronte alla linea del Volturno e alla linea Bernhardt, linee campali create dalla Wehrmacht con lo scopo di guadagnare tempo per consentire di sistemare il grosso delle difese dietro la linea Gustav. Intanto, il 2 ottobre, il maresciallo Harold Alexander, comandante del 15º Gruppo d'armate in Italia, aveva stabilito le operazioni future per l'8ª Armata britannica del tenente generale Bernard Law Montgomery e per la 5ª Armata statunitense di Clark. L'ordine per quest'ultimo era d'impadronirsi di una testa di ponte al di là del Volturno, procedere verso la valle del Liri e la provincia di Frosinone e quindi verso Roma; Montgomery sarebbe passato per Termoli verso Pescara, da dove partiva la troppo impervia via Tiburtina Valeria (strada statale nº 5) per la capitale. Sia Alexander sia Montgomery pensavano che questa direttrice fosse la via più diretta per Roma, dato che, superata la Gustav nel settore di Pescara, non avrebbero trovato altri ostacoli difensivi lungo la strada, mentre gli uomini di Clark avevano di fronte a loro un sistema difensivo ben più articolato in profondità lungo tutta la valle del Liri. Questi ordini fecero nascere il presentimento nel generale statunitense che i britannici intendessero prendersi, se non completamente, almeno in parte i meriti per la futura conquista della capitale: Clark e i comandi statunitensi ne furono irritati, perché pensavano che l'onore spettasse alla 5ª Armata, dopo gli enormi sforzi profusi a Salerno e nei combattimenti seguenti. La presenza del X Corpo d'armata britannico nella grande unità statunitense divenne quindi la prova, per Clark, che Londra voleva assicurarsi in qualunque caso la presenza di sue forze al previsto ingresso a Roma.

## L'avvicinamento degli Alleati alla Gustav

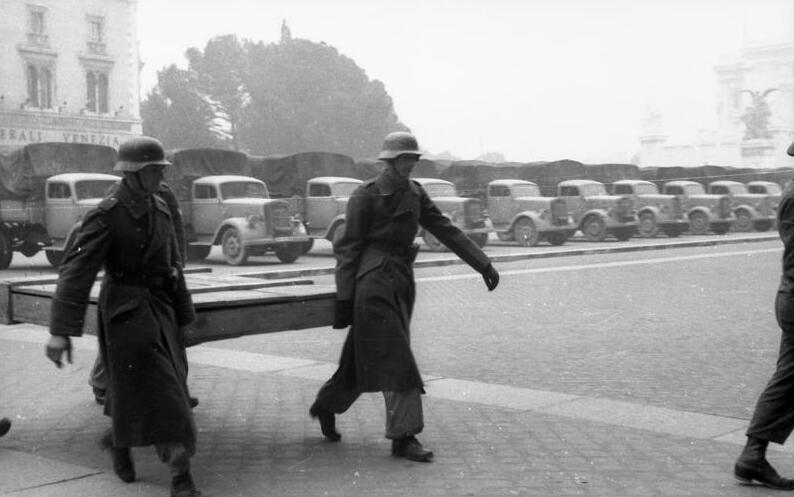
Roma: uomini della "Hermann Göring" mettono al sicuro le opere d'arte provenienti da Montecassino e Napoli

La situazione alleata in Italia era peraltro dipendente dagli sviluppi dell'operazione Overlord, cui furono assegnate anche le migliori unità anglo-statunitensi nella penisola; non a caso, il capo di stato maggiore dell'esercito statunitense, generale George Marshall, e i comandi subalterni puntavano solo a tenere a una posizione sicura per le basi aeree di Foggia, da dove gli stormi di bombardieri pesanti potevano colpire l'Austria e la Germania meridionale: sul fronte terrestre si sarebbero accontentati di mantenere impegnati i tedeschi. Nacque così l'esigenza di trovare nuove forze da schierare in Italia: il II Corpo polacco, i neozelandesi e le forze coloniali della Francia libera, oltre alle divisioni britanniche che avevano quasi completato il riaddestramento e le nuove divisioni allestite negli Stati Uniti con personale di leva.

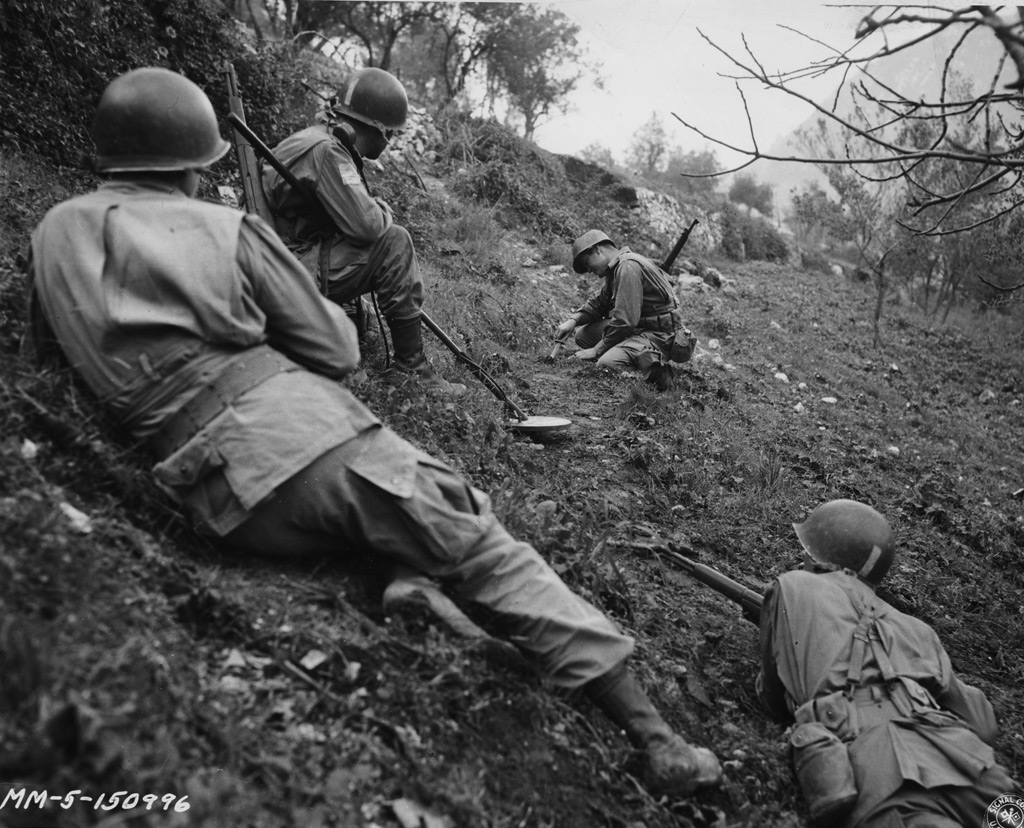
La progressione alleata a nord di Napoli fu intralciata dal clima e dalle difese passive tedesche, compresi i campi minati che richiedevano laboriose bonifiche

Nonostante le enormi difficoltà poste dal terreno, dalle piogge e dalla metodica opera di demolizione delle infrastrutture compiuta dai tedeschi in ritirata, il 13 ottobre le truppe alleate attraversarono il Volturno, 65 chilometri a sud della linea Gustav. Imperniata sulla zona di Cassino, questa linea rappresentava un sistema difensivo che attraversava la parte più stretta della penisola, tra Gaeta e Ortona, e che si appoggiava a ogni rilievo naturale per dominare dall'alto i numerosi fiumi presenti: in particolare le valli fluviali del Garigliano e del Rapido dinanzi a Cassino. La Gustav, in realtà, era un complesso di più strati difensivi con posizioni predisposte per contrattacchi immediati, integrato da un sistema di campi minati antiuomo e reticolati, disposti in modo da coprire i tratti pianeggianti alle pendici dei colli per un tratto di circa 400 metri dagli argini dei fiumi; per capitalizzare le proprie risorse, i tedeschi fecero esplodere la diga del Rapido, che esondò nella pianura davanti a Cassino, trasformandola in un pantano. La città, il cui ingresso era dominato dall'abbazia di Montecassino, rappresentava la porta alla valle del Liri, lungo la quale si estendeva la via Casilina (strada statale nº 6) che portava fino a Roma. I tedeschi avevano infine provveduto a rimuovere edifici e alberi per creare o migliorare i campi di tiro, oltra a fortificare e ampliare grotte e ricoveri sotterranei, collegati da gallerie. Il feldmaresciallo Kesselring, per la tenuta della linea, puntò anche sulla presenza degli Appennini e la deficienza di moderne infrastrutture, che obbligarono gli Alleati a dividere il 15º Gruppo d'armate senza possibilità di appoggio reciproco: gli statunitensi a ovest, sulla costa tirrenica, i britannici a est, sul litorale adriatico. Il Gruppo d'armate C, al contrario, poteva usufruire della ben superiore rete stradale che passava per Roma e aveva tenuto molte forze di riserva a nord, per gran parte riunite nella 14ª Armata del tenente generale Eberhard von Mackensen. Kesselring e suoi collaboratori, perciò, avrebbero potuto trasferire truppe e mezzi da un versante all'altro della Gustav a seconda delle necessità più agevolmente di quel che avrebbero potuto fare i loro avversari.

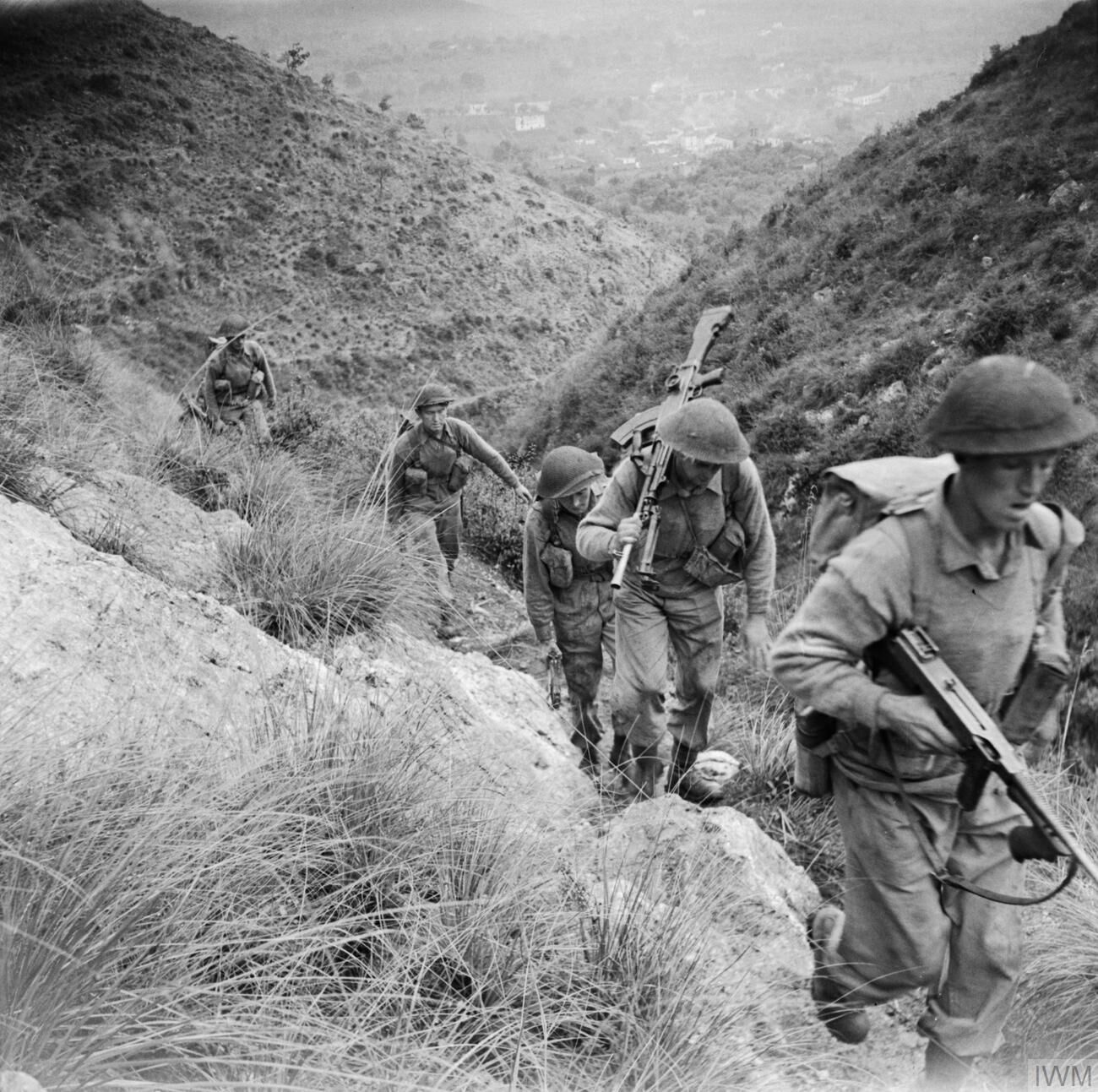
Soldati britannici avanzano nei pressi di Calvi Risorta durante le dure marce verso la Gustav

Alla fine di novembre la linea Bernhardt cedette al centro e a nord di Venafro: i tedeschi potenziarono i possenti capisaldi di monte Sambucaro e monte Camino a nord e a sud della Casilina, oltre a far affluire la 26ª Divisione corazzata e la 29ª Divisione granatieri corazzati che, subito dispiegate, rialzarono il morale delle truppe. Lentamente, tra fine novembre e inizio dicembre, gli Alleati riuscirono a conquistare le due cime, mentre a cavallo della Casilina continuavano aspri combattimenti nei pressi di monte Lungo e di San Pietro Infine; a metà mese arrivò l'autorizzazione da Berlino di incominciare una ritirata combattuta sulla linea Gustav. Dopo aver superato il Volturno l'avanzata degli Alleati si rivelò lenta e penosa; il fango e il maltempo, il terreno impervio, la mancanza di strade adatte agli enormi convogli meccanizzati di rifornimenti e le distruzioni subite dalla rete stradale italiana si rivelarono grossi ostacoli, amplificati dai combattimenti che richiamavano la guerra di posizione del primo conflitto mondiale.
Gli scontri a San Pietro Infine avevano logorato la 36ª Divisione fanteria statunitense che, dopo Natale, ricevette il cambio dalla 34ª Divisione fanteria "Red Bull": il 3 gennaio 1944 essa avviò le operazioni davanti alla Gustav per liberare i paesi e le alture rimanenti. Il 6 prese San Vittore del Lazio e il 12 Cervaro, l'ultimo paese antecedente Cassino; l'ultima altura che si ergeva di fronte al monastero, monte Trocchio, fu raggiunta il 15 dal 3º Battaglione del 168º Reggimento della divisione. I soldati di Kesselring si ritirarono nelle postazioni predisposte sulla Gustav, lasciando sguarnito il terreno davanti al Garigliano e al Rapido. Per la 5ª Armata spezzare la Gustav era diventato ora l'obiettivo più urgente e il primo ministro Churchill persuase gli statunitensi a concedere una considerevole quantità di mezzi da sbarco per procedere con lo sbarco ad Anzio (operazione Shingle), deciso per il 22 gennaio, l'ultima data disponibile prima di dover spedire il naviglio necessario in Gran Bretagna in vista di Overlord. In concomitanza a questo attacco la 5ª Armata progettò un'offensiva contro la valle del Liri, che avrebbe permesso alle forze di Clark di congiungersi con le unità sbarcate a nord.

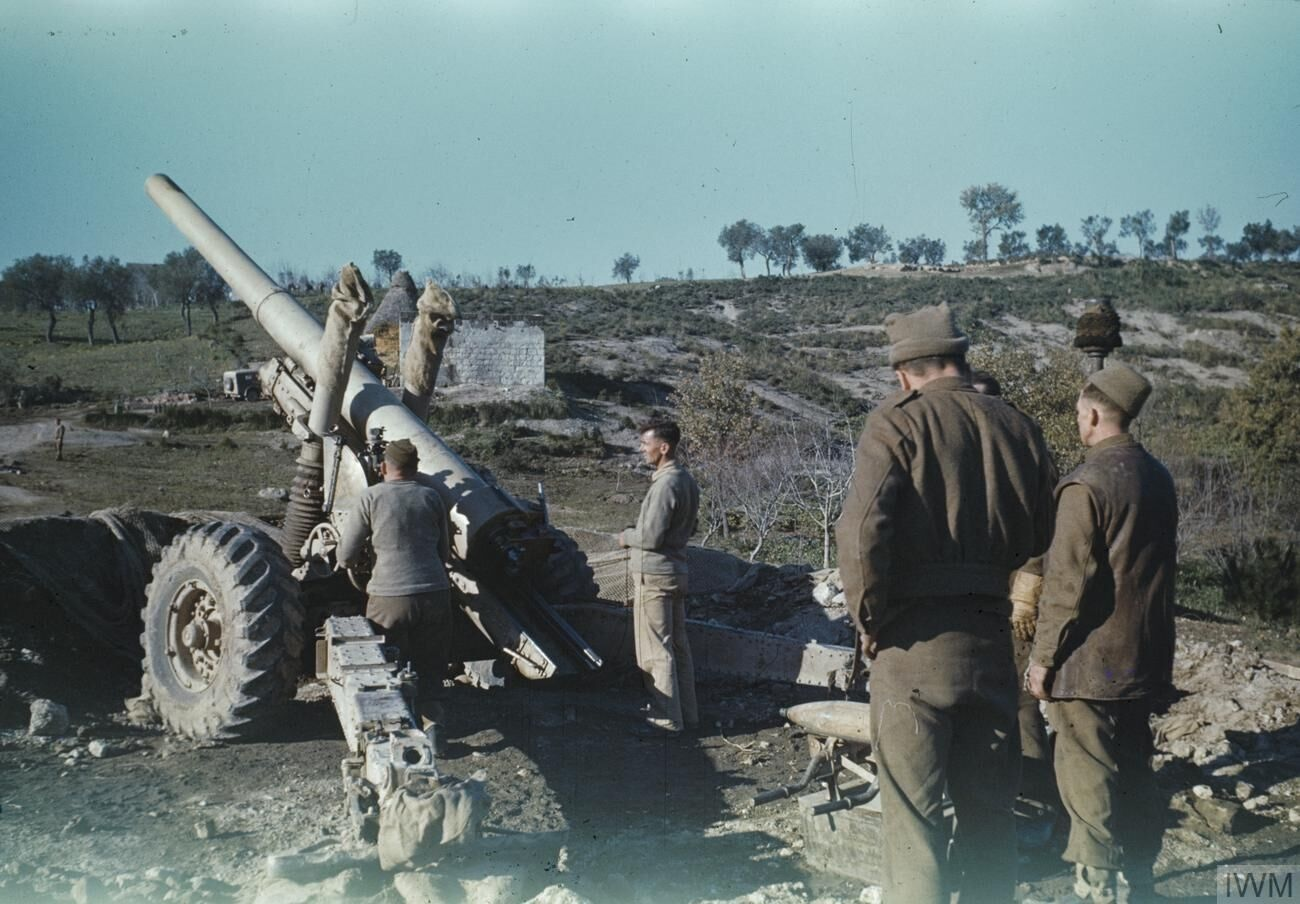
L'artiglieria britannica prende posto vicino a Sessa Aurunca, in vista dell'attacco al Garigliano: in primo piano un BL 5.5 inch Medium Gun

Clark ebbe solo due settimane per portare la 5ª Armata oltre il Rapido e il Garigliano e fissò l'inizio dell'offensiva principale al 17 gennaio, con un attacco del X Corpo britannico rinforzato dalla 5ª Divisione, proveniente dal fronte dell'8ª Armata: esso avrebbe passato il basso corso del Garigliano nei pressi di Minturno e Castelforte, creato una testa di ponte e minacciato i tedeschi di un aggiramento dalle alture poste sul lato sinistro della valle del Liri. Dal 20 febbraio, dunque, la 36ª Divisione tornata in linea avrebbe superato il Garigliano nei pressi dell'abitato di Sant'Angelo con un attacco frontale alle difese tedesche, appoggiati a nord di Cassino dalla 34ª Divisione e dal Corps expéditionnaire français en Italie o CEF (generale Alphonse Juin) che avrebbero tentato un aggiramento da destra lungo le alture a nord di Cassino per emergere 5-6 chilometri dietro le linee tedesche nella Valle: il CEF era stato inserito nell'armata americana in novembre e si articolava sulla 2ª Divisione fanteria marocchina (Division d'Infanterie Marocaine o DIM) e sulla 3ª Divisione fanteria algerina (Division d'Infanterie Algérienne o DIA). Gli strateghi della 5ª Armata pensavano così di distogliere forze tedesche dal fronte principale e, allo stesso tempo, di spezzare la Gustav ricongiungendosi con il VI Corpo d'armata del maggior generale John Lucas sbarcato tra Anzio e Nettuno. L'azione anfibia avrebbe dovuto minacciare le linee di comunicazione nel Lazio meridionale e i tedeschi, di fronte a un attacco ad ampio raggio, non avrebbero avuto altra scelta che ritirarsi a nord di Roma.
L'aggiramento sull'ala destra era stato introdotto da alcune azioni preliminari effettuate dal CEF a nord di Cassino, il quale doveva puntare verso Sant'Elia ed Atina, impadronirsi delle alture immediatamente a nord e nord-ovest di Cassino e saggiare così i primi approntamenti difensivi della Gustav. Il 16 dicembre, dopo aver dato il cambio alla 34ª Divisione, la 2ª Divisione fanteria marocchina sferrò il primo attacco e, insieme con la 45ª Divisione fanteria statunitense, avanzò di circa 11 chilometri prima di incontrare formazioni tedesche il 21 dicembre. A quel punto la 3ª Divisione algerina del maggior generale Joseph de Monsabert rimpiazzò la divisione statunitense e, dopo un periodo di studio delle alture a nord di Cassino, il 12 gennaio 1944 sferrò l'assalto sul fianco destro ordinato da Clark. Nonostante fosse composto da formazioni che non avevano ancora sperimentato il combattimento, come il 7º Reggimento algerino incaricato del difficile attacco a monte Monna Casale, per il 15 il CEF era avanzato di circa 6 chilometri e aveva preso contatto con opere difensive della Gustav, che si preparò ad attaccare.
Sul versante tirrenico della Gustav era schierato il XIV Corpo corazzato del generale di corpo d'armata Fridolin von Senger und Etterlin: l'attacco francese coinvolse la 5ª Divisione da montagna proveniente dal fronte orientale, che aveva appena dato il cambio alla 305ª Divisione fanteria. I reparti tedeschi non si erano ancora ambientati nell'aspro terreno montagnoso del centro Italia e le divisioni di Juin si rivelarono più combattive del previsto. Le forze di von Senger riuscirono a reggere il primo urto con grande difficoltà e preferirono ripiegare ordinatamente, consentendo di portare a termine gli ultimi apprestamenti difensivi sulla Gustav nel settore a nord di Cassino. Anche il feldmaresciallo Kesselring era ben consapevole della precarietà delle sue difese, minacciate lungo la Gustav e dal mare, così predispose l'arrivo di quattro divisioni di riserva con le quali contava di poter agire contro le prevedibili offensive alleate – due delle quali però non arrivarono in tempo. A nord di Roma si sistemò la 92ª Divisione fanteria e a sud la 4ª Divisione paracadutisti, mentre la 29ª e la 90ª Divisione granatieri corazzati furono messe nella riserva mobile.

## Le forze in campo

### Alleati

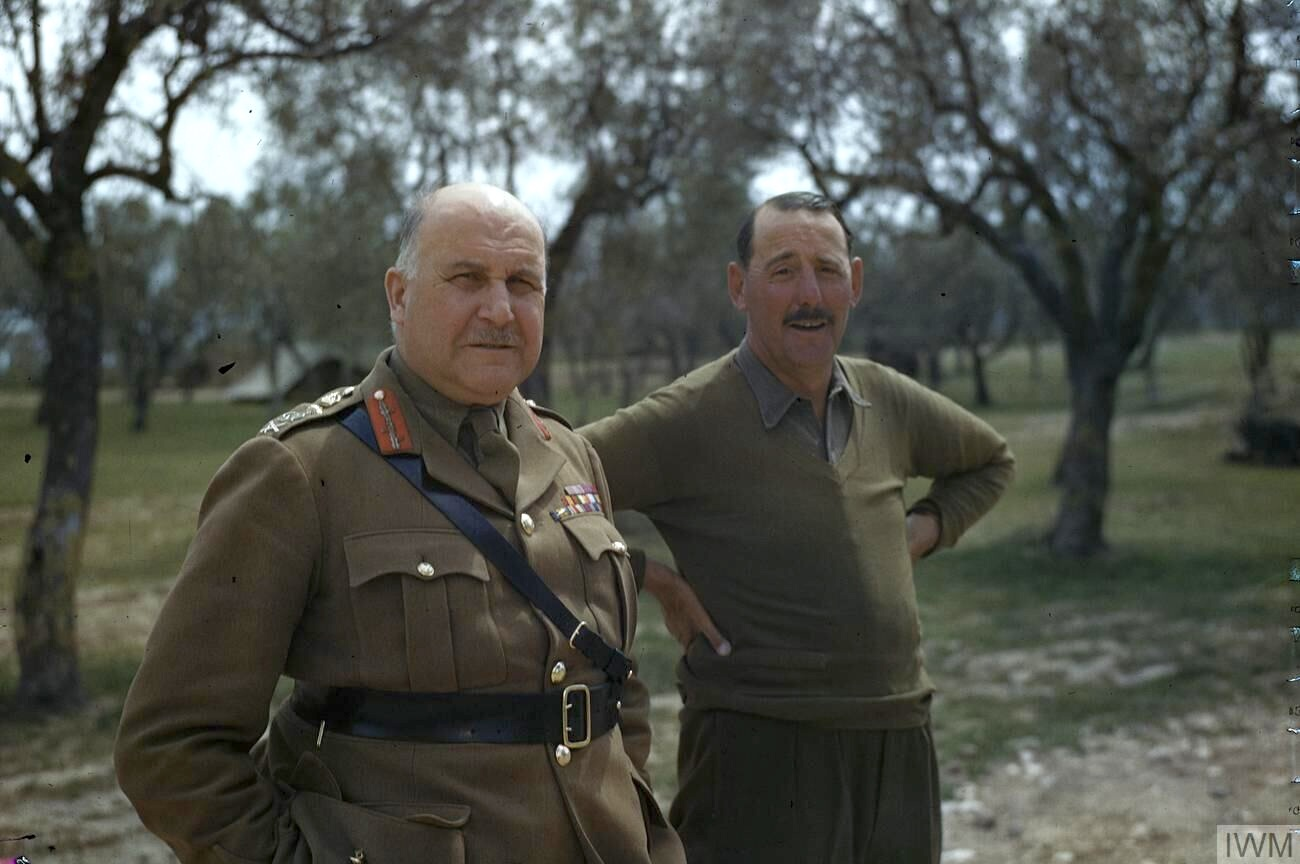
Maitland Wilson, comandante supremo alleato del teatro del Mediterraneo (a sinistra) a colloquio con Oliver Leese

L'inizio del 1944 portò grossi cambiamenti nella gerarchia alleata del teatro italiano. Il generale Montgomery fu richiamato in Gran Bretagna per partecipare allo sbarco in Francia e l'8ª Armata passò al tenente generale Oliver Leese, mentre Eisenhower cedette il posto di comandante supremo nel Mediterraneo al generale Henry Maitland Wilson per assumere la guida dello SHAEF. Al fronte si erano già avuti avvicendamenti dato che a novembre, oltre al CEF, erano arrivate la 1ª Divisione corazzata statunitense del maggior generale Ernest Harmon, alcuni elementi della quale avevano combattuto a Salerno, e la First Special Service Force del generale di brigata Robert Frederick, formata da un contingente di cinque battaglioni misti canadesi e statunitensi. Nel settore orientale l'8ª Armata fu rinforzata dal II Corpo polacco (circa 25000 uomini) al comando del maggior generale Władysław Anders, costituita sulla 3ª Divisione fucilieri "Karpackich" e sulla 5ª Divisione "Kresowa"; dalla 2ª Divisione neozelandese, giunta i primi giorni di novembre dopo un lungo periodo di riposo a seguito della vittoria in Nordafrica; e infine dalla veterana 4ª Divisione indiana, ripresasi dai combattimenti a El Alamein e in Tunisia e schierata durante dicembre. In ultimo, comparve un reparto italiano organizzato dal Regno del Sud e detto I Raggruppamento Motorizzato: a metà novembre fu inviato ad Avellino sotto il comando della 5ª Armata, ma ebbe un disastroso battesimo del fuoco nella battaglia di Montelungo, avvenuta a dicembre; pertanto, i comandi alleati decisero di concentrare le proprie risorse nell'equipaggiare prima di tutto le undici divisioni francesi in Africa settentrionale e poi i partigiani jugoslavi, le cui attività avevano costretto la Germania a schierare un crescente numero di divisioni nei Balcani. Le truppe italiane furono limitate al mantenimento dell'ordine pubblico, ai servizi nelle retrovie e alla fornitura di battaglioni di lavoro.
Quando si presentò dinanzi alla Gustav, la 5ª Armata era dunque un assembramento multinazionale. Radunava infatti il II Corpo statunitense (maggior generale Geoffrey Keyes) con la 34ª Divisione fanteria (maggior generale Ryder) e la 36ª Divisione fanteria (maggior generale Fred Walker), l'85ª Divisione fanteria  (maggior generale John Coulter), l'88ª Divisione fanteria (maggior generale John Sloan) e la 1ª Divisione corazzata; il X Corpo britannico del tenente generale Richard McCreery, composto dalla 5ª Divisione fanteria (maggior generale Gerard Bucknall), dalla 46ª Divisione fanteria (maggior generale John Hawkesworth) e dalla 56ª Divisione fanteria del maggior generale (Gerald Templer); il VI Corpo d'armata del maggior generale Lucas (comunque distaccato per sbarcare ad Anzio); e infine il II Corpo d'armata neozelandese, il CEF e parte delle formazioni dell'8ª Armata britannica, che si aggiunsero nel corso della battaglia.

### Germania

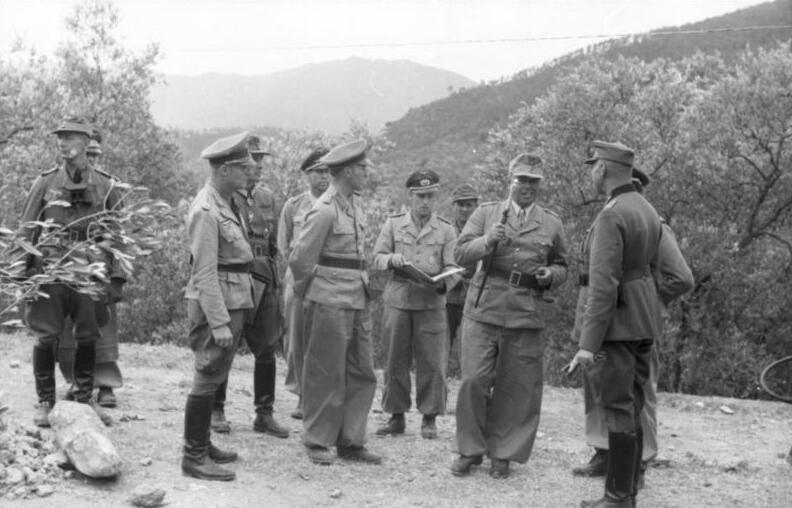
Il feldmaresciallo Kesselring in Italia, attorniato dai suoi ufficiali

Nel settembre 1943 i tedeschi si confrontarono su due alternative, di cui i feldmarescialli Kesselring e Erwin Rommel erano i principali sostenitori. Secondo Rommel, comandante del Gruppo d'armate B in Italia settentrionale, la penisola avrebbe dovuto essere difesa sull'Appennino tosco-emiliano, lungo quella che sarebbe divenuta la Linea Gotica. Il primo, invece, intendeva resistere ovunque se ne fosse presentata l'occasione, posizione preferita da Adolf Hitler che, il 21 novembre, nominò Kesselring "comandante supremo del settore sud - gruppo d'armate C" (Oberbefehlshabers Süd - Heeresgruppe C); Rommel fu inviato in Francia quale supervisore del Vallo Atlantico. Dopo esser riuscito a evacuare le forze d'occupazione di Sardegna e Corsica (circa 40000 uomini) verso l'isola d'Elba, Livorno e Piombino, l'8 ottobre Kesselring pose il generale von Senger und Etterlin al comando del XIV Corpo corazzato il quale, così, divenne il responsabile principale del cruciale settore occidentale della Linea Gustav, coincidente per estensione a quello della 5ª Armata statunitense. Von Senger dipendeva dalla 10ª Armata di von Vietinghoff.

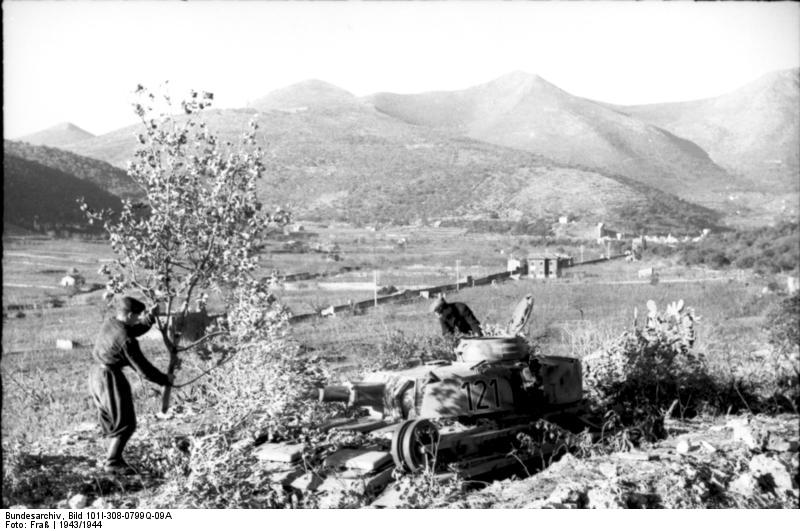
Camuffamento di un Panzer III sul fronte italiano

La 10ª Armata era composta da due corpi: il XIV Corpo corazzato teneva la Gustav dal mar Tirreno fino agli Appennini, ove si saldava al LXXVI Corpo corazzato del tenente generale Traugott Herr di presidio fino al mare Adriatico. Von Vietinghoff disponeva poi di una riserva mobile a sud di Roma, composta dalla 29ª Divisione granatieri corazzati (maggior generale Walter Fries), dalla 90ª Divisione granatieri corazzati (maggior generale Ernst-Günther Baade) e dalla Fallschirm-Panzer-Division 1 "Hermann Göring" (maggior generale Paul Conrath). A partire dal litorale, l'ala destra del XIV Corpo era composta dalla 94ª Divisione fanteria (maggior generale Georg Pfeiffer, sostituito il 2 gennaio 1944 dal tenente generale Bernhard Steinmetz), che abbracciava anche un buon tratto di costa fino a Terracina per prevenire potenziali sbarchi dietro le linee tedesche; dalla 15ª Divisione granatieri corazzati (maggior generale Eberhard Rodt) e dalla 3ª Divisione granatieri corazzati (maggior generale Fritz-Hubert Gräser), formata da Volksdeutsche e che durante il ripiegamento da Salerno aveva subito pesanti perdite. A nord seguiva la 305ª Divisione di fanteria (maggior generale Friedrich-Wilhelm Hauck) che, seppur di grande esperienza e combattività, lamentava deficienze nella mobilità, nella difesa anticarro e nella cooperazione con unità corazzate; essa, peraltro, era stata presa alla sprovvista dall'offensiva alleata contro la Linea Bernhardt e non era riuscita a fermare una prima penetrazione al centro dello schieramento tedesco: pertanto, fra la 3ª e la 305ª Divisione, fu inserita la più efficiente 26ª Divisione corazzata (maggior generale Smilo von Lüttwitz) che, tuttavia, come tutte le unità corazzate, non disponeva di consistenti forze di fanteria e poteva quindi controllare un settore non molto ampio: tra novembre e dicembre fu perciò sostituita con la 29ª Divisione granatieri corazzati e piazzata nei dintorni di Roma. In ogni caso, la 3ª Divisione granatieri corazzati fu gradualmente ritirata dal fronte e sostituita dalla 44ª Divisione fanteria (maggior generale di Fritz Franek), da poco ricostituita dopo la battaglia di Stalingrado, e così avvenne anche per la 305ª, man mano sostituita con la 5ª Divisione da montagna (maggior generale Julius Ringel): teoricamente adatta al terreno ma abituata alla pianura del fronte russo e a grandi manovre tattiche, trovò non poche difficoltà nelle aspre e scoscese zone di montagna e nel massiccio fuoco concentrato che caratterizzarono i combattimenti in Italia. In totale, all'inizio delle battaglie di Cassino, von Senger poteva contare su otto divisioni, tre di fanteria (44ª, 71ª, 94ª), due di granatieri corazzati (3ª, 15ª) e una da montagna (5ª), mentre il LXXVI Corpo sul lato adriatico annoverava due divisioni di fanteria (305ª, 334ª), la 1ª Divisione paracadutisti e la 26ª Divisione corazzata.

## Svolgimento della battaglia

### La prima battaglia

#### L'attacco sul Garigliano

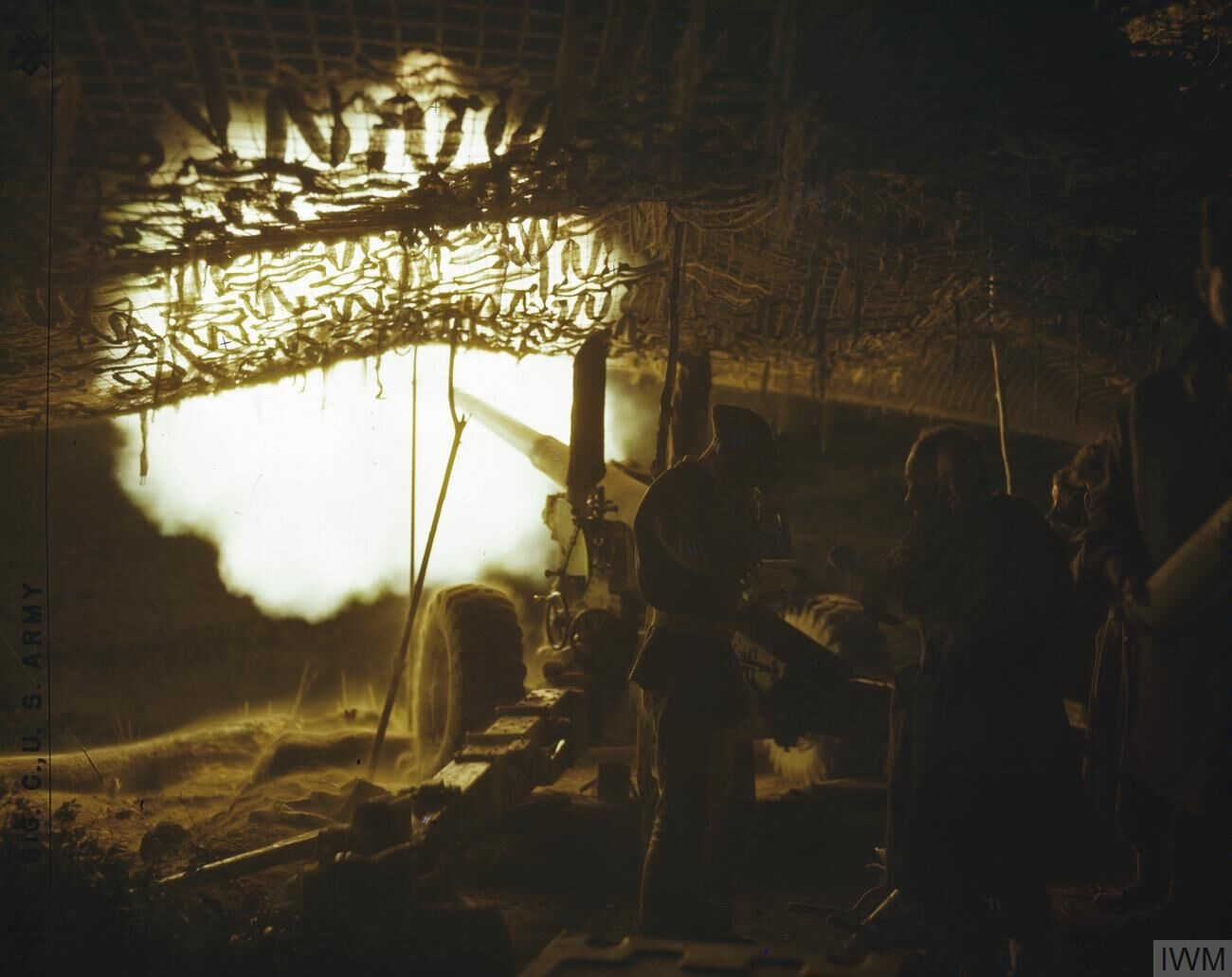
Artiglieria della 5ª Divisione in azione durante l'offensiva del 17-18 gennaio

La fase iniziale della prima battaglia di Cassino, collegata con l'attraversamento del Garigliano, fu pianificata da Clark: un assalto lungo il basso corso del fiume Rapido da parte della 36ª Divisione, che avrebbe tentato di forzare frontalmente il passaggio nella valle del Liri nei pressi di Sant'Angelo a sud di Cassino, doveva essere coordinato all'attacco sferrato dalla 34ª Divisione e dal CEF a nord di Cassino, per aggirare da destra lo schieramento tedesco. Alcune puntate offensive dovevano essere effettuate sul basso corso del Garigliano nella notte del 17-18 gennaio: il X Corpo britannico avrebbe contribuito all'operazione nel settore costiero nel tentativo di creare teste di ponte con la 5ª Divisione e la 56ª Divisione, in anticipazione all'attacco principale del 20 gennaio. Il generale McCreery previde che la 5ª Divisione conquistasse Minturno e prendesse posizione alla base della direttrice che conduceva ad Ausonia lungo la valle dell'Ausente, una gola che avrebbe permesso di raggiungere la valle del Liri alle spalle delle principali difese tedesche. Al centro dello schieramento la 56ª Divisione doveva conquistare il caposaldo di Castelforte e la 46ª Divisione si sarebbe assicurata una testa di ponte sulla riva opposta del Garigliano, in direzione di Sant'Ambrogio sul Garigliano, con l'ulteriore compito di proteggere il fianco sinistro della 36ª Divisione "Texas".
Dal 15 gennaio il II Corpo statunitense era ormai sul fiume Rapido e le divisioni francesi stavano causando non pochi problemi sul fianco settentrionale tedesco. La situazione del XIV Corpo corazzato di fronte al X Corpo non era brillante: la 94ª Divisione fanteria adottò l'ortodosso criterio di stabilire la linea di resistenza sul fiume, disponendo il grosso delle sue truppe sul terreno sopraelevato a poca distanza dalle rive del Garigliano e installando una forte linea di avamposti sul fiume stesso. Un reggimento fu posto sulle alture di Minturno e un altro sulle colline di Castelforte che, dalla valle dell'Ausente, si estendevano a nord fino alla linea di demarcazione con la 15ª Divisione granatieri corazzati, sul bordo meridionale della valle del Liri; infine un terzo reggimento fu piazzato lungo la costa. Tutti i punti più evidenti per l'attraversamento del fiume furono pesantemente minati e presidiati da solidi avamposti protetti da reticolati ma, a preoccupare i comandi tedeschi, fu soprattutto la precaria situazione strategica della 94ª Divisione la quale, priva di carri armati e artiglierie da montagna, era stata costretta a posizionare le sue batterie nella piana tra Minturno e Gaeta oppure nella valle dell'Ausente: dato che la fanteria tende a ripiegare verso le postazioni di artiglieria, una ritirata avrebbe assunto direzioni divergenti causando la rottura della divisione e del fronte.

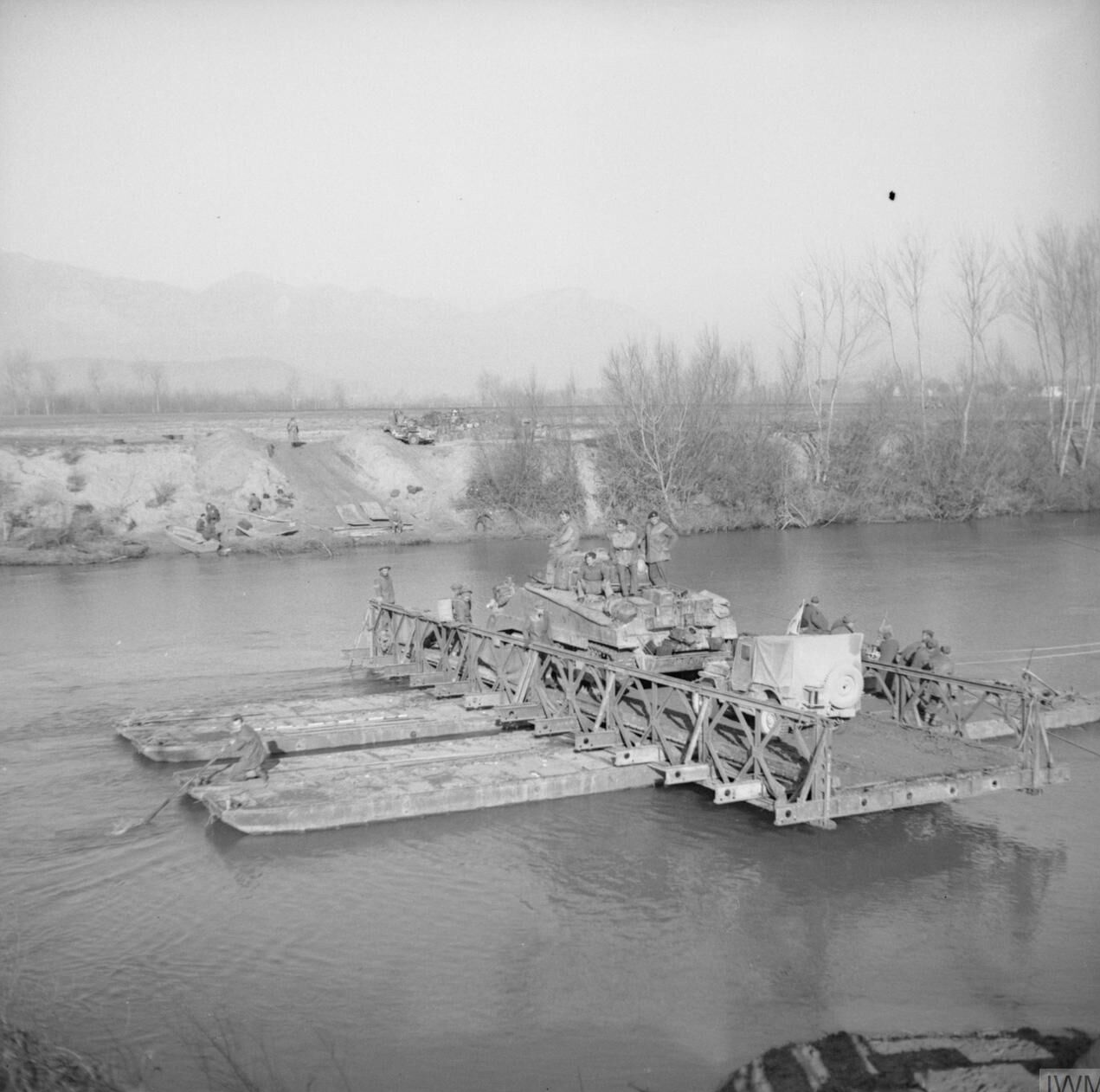
L'attraversamento del Garigliano da parte di un M4 Sherman britannico della 5ª Armata, 20 gennaio 1944

L'attacco britannico ebbe inizio senza particolari intoppi e colse di sorpresa la 94ª Divisione tedesca; nonostante duri combattimenti e le difficoltà incontrate a causa della forte corrente, il mattino seguente il X Corpo aveva portato dieci battaglioni sulla sponda opposta e i genieri stavano cercando di consentire il transito anche ad armi controcarro e mezzi pesanti. Il 18 gennaio entrambe le divisioni ampliarono la loro testa di ponte, nonostante la 5ª Divisione venisse in parte rallentata da vasti campi minati ai lati della via Appia (strada statale nº 7) e sulla spiaggia, i quali causarono gravi perdite. Al termine del secondo giorno di combattimenti la 56ª si attestò sul terreno sopraelevato ai due lati di Castelforte e il 19 la 5ª riuscì a entrare a Minturno, pur ricorrendo alle riserve prima del previsto. Il consolidamento della testa di ponte si rivelò lento a causa delle difficoltà di far superare il Garigliano ai mezzi corazzati e ai veicoli, dato che l'artiglieria tedesca frustrava ogni tentativo dei genieri di rendere operativi i ponti Bailey; potevano essere utilizzati solo di notte, perché di giorno le strade di accesso alle rive del fiume erano costantemente bersagliate. Tale situazione perdurò sino al maggio 1944: pertanto non si verificò un incisivo sfondamento della 94ª Divisione che, al contrario, resse bene all'urto e poté contare dopo pochi giorni sull'arrivo di riserve inviate dal feldmaresciallo Kesselring.

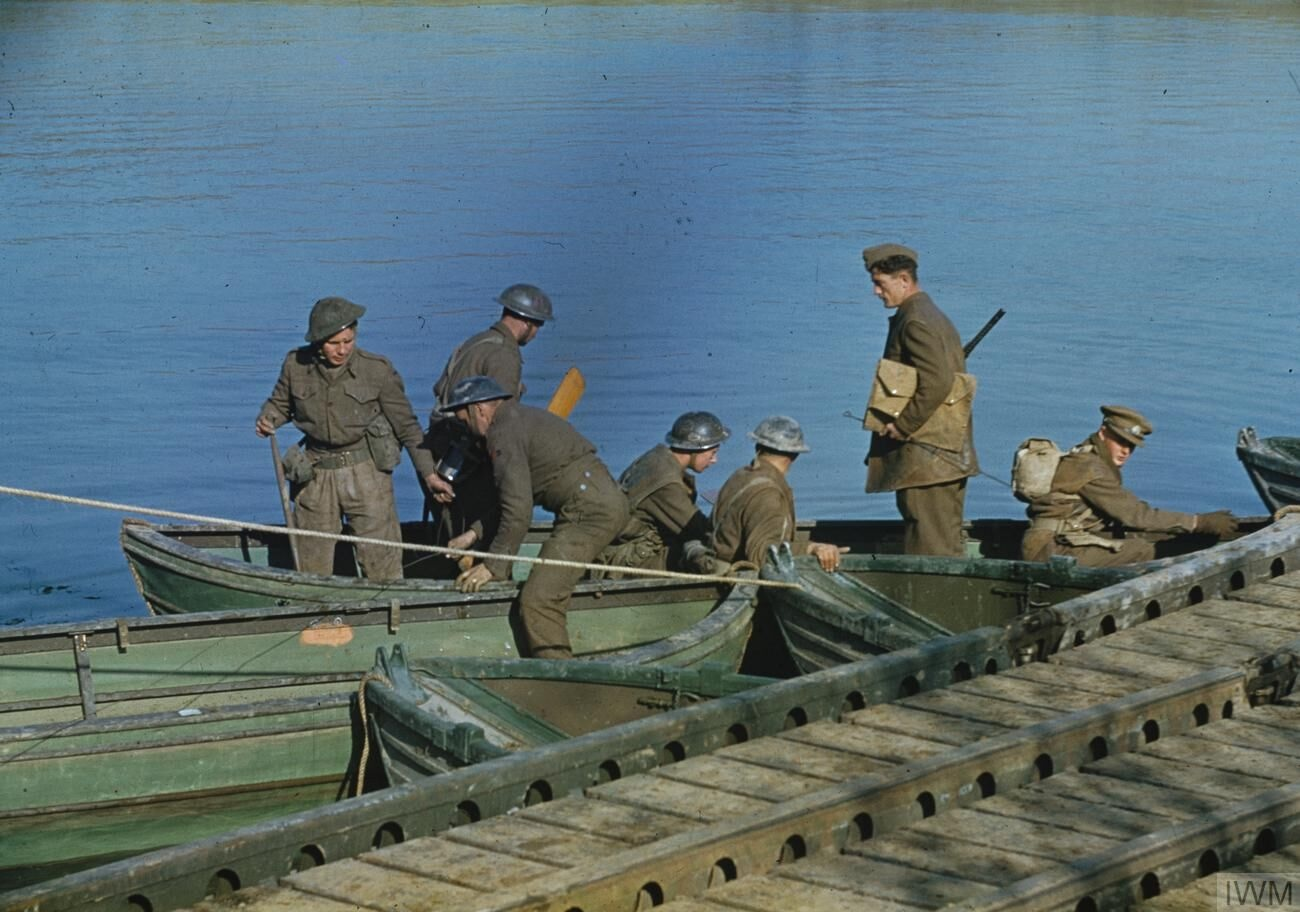
Genieri britannici al lavoro lungo un ponte di barche sul Garigliano

Quest'ultimo era stato sollecitato direttamente dal generale von Senger che, il 18 gennaio, aveva sottolineato la difficile posizione della 94ª Divisione e garantito una certa probabilità di successo con l'impiego delle riserve mobili. Kesselring, deciso a resistere a oltranza e consapevole che la Linea Hitler che correva qualche chilometro dietro Cassino non era ancora pronta, aveva approvato la richiesta e inviato la 29ª e la 90ª granatieri corazzati a sostegno del XIV Corpo corazzato. Grazie ai rinforzi i tedeschi imbastirono alcuni contrattacchi: il 21 fu ripreso Castelforte e il 23 colle Damiano (un'altura a metà strada fra Minturo e Castelforte); i britannici reagirono con decisione e si verificò un susseguirsi di scontri, continuati in modo altalenante fino al 9 febbraio. Quel giorno McCreery decise di passare sulla difensiva perché, nonostante le sue truppe tenessero saldamente le colline appena oltre il Garigliano, la testa di ponte britannica era ormai isolata dai tedeschi, che potevano martellare impunemente le linee di comunicazioni del X Corpo.
I comandi alleati furono soddisfatti di aver attraversato in forze il fiume e attratto sul fronte di Cassino due divisioni tedesche che, altrimenti, avrebbero potuto contrastare lo sbarco ad Anzio. Rimasero però del tutto delusi dalla prova della 46ª Divisione, che avrebbe dovuto superare il Garigliano e attaccare l'abitato di Sant'Ambrogio situato alla sutura tra la 94ª Divisione fanteria e la 15ª Divisione granatieri corazzati. La divisione partì all'attacco il 19 gennaio ma, poiché i tedeschi avevano aperto le chiuse della diga a monte del Rapido, non riuscì a valicare il fiume ora ingrossatosi. I difensori tedeschi furono affiancati dalla combattiva 29ª Divisione granatieri corazzati e in un solo giorno procurarono tante e tali perdite e difficoltà alla 46ª Divisione che il generale Hawkesworth sospese ogni attacco; questa decisione gli attirò accese recriminazioni da parte di Clark e del generale Walker che, il giorno successivo, avrebbe dovuto attaccare lungo il Rapido con la 36ª Divisione senza più contare sul supporto britannico alla sua sinistra.

#### La battaglia sul Rapido
Nella zona del Rapido interessata dai combattimenti i tedeschi godevano dell'eccellente punto di osservazione rappresentato dal paese di Sant'Angelo, posto su un promontorio di una quindicina di metri dall'altra parte del fiume e al centro della valle e che rappresentava l'obiettivo della 36ª Divisione. Nella notte tra il 20 e il 21 gennaio Walker avviò l'assalto con due reggimenti a nord e a sud dell'abitato, nonostante fosse cosciente delle condizioni sfavorevoli determinate dal fallimento britannico e dalla mancanza di passerelle e DUKW (assegnati allo sbarco di Anzio); nel rapporto che precedette l'attacco, il maggiore del genio Oran C. Stovall dichiarò: «In primo luogo, per noi sarebbe impossibile raggiungere il fiume. Secondo, non potremmo passare e, terzo, anche se lo attraversassimo in qualche modo non avremmo un posto in cui dirigerci»; era opinione comune che la valle, attaccata frontalmente, sarebbe diventata «un collo di bottiglia fangoso». Walker era inoltre preoccupato dalla composizione della divisione, formata in maggioranza da rimpiazzi, molti dei quali alla prima esperienza di combattimento, e aveva notato che il fiume era incassato tra rive praticamente verticali: la sua esigua larghezza (circa 10 metri) gli sconsigliò l'impiego dell'artiglieria per colpire la sponda opposta in concomitanza con l'attacco, il che lo costrinse a incominciare l'operazione nottetempo con tutti i relativi problemi di visibilità. Infine gli argini erano minati, protetti da ampi reticolati e i genieri statunitensi erano riusciti ad aprire e delimitare con nastro bianco solo pochi e stretti passaggi; nastro che, in alcuni casi, fu spostato nelle ore di buio da pattuglie tedesche.
Il 18 gennaio Walker, pur dubbioso, scrisse al generale Clark che la sua divisione sarebbe riuscita ad aprirsi un varco nella valle e, alle 20:00 del 20 gennaio, diede inizio alle operazioni. Gli uomini del 143º e del 141º Reggimento fanteria avanzarono in mezzo a una densa nebbia fino alle rive del fiume, ma molti incapparono nei campi minati; i tedeschi, ormai all'erta da giorni, ai primi segni di pericolo aprirono un fuoco d'infilata con le mitragliatrici. Gli statunitensi furono massacrati ancor prima di provare ad attraversare il fiume e l'artiglieria tedesca bersagliò e distrusse buona parte delle imbarcazioni preparate. Piccoli gruppi isolati di soldati riuscirono ad attraversare il Rapido, ma i contrattacchi tedeschi costrinsero i pochi sopravvissuti a riattraversare il fiume per mettersi in salvo; il 3º Battaglione del 143º Reggimento non riuscì nemmeno ad avvicinarsi alle sponde del Rapido: i campi minati e il fuoco nemico scompaginarono la formazione e gli ufficiali persero il controllo della situazione. A nord di Sant'Angelo un battaglione del 141º riuscì a passare un ponte ma i genieri, al buio e sotto il tiro nemico, non riuscirono a sminare le due rive, organizzare un servizio di traghetto o installare i ponti Bailey. Alle prime luci del giorno Walker non poté far altro che rilevare la portata del disastro e tentò di annullare l'operazione, tuttavia il maggior generale Keyes gli impose di riprendere l'attacco nel primo pomeriggio.
Dopo un violento tiro d'artiglieria, alle 16:00 il 143º Reggimento rinnovò l'offensiva e in effetti riuscì ad attraversare il fiume ma in nottata, senza l'appoggio delle armi pesanti, fu ricacciato sulla riva di partenza da un contrattacco tedesco. Il 141º Reggimento, invece, si mosse solo alle 22:00 e il risultato fu la sanguinosa ripetizione di quanto accaduto la notte prima; la debole testa di ponte, coraggiosamente tenuta nella notte dagli statunitensi, fu spazzata via dai tedeschi alle prime luci del giorno. Solo allora intervenne lo stesso Clark che annullò il terzo tentativo ordinato ostinatamente da Keyes. In due giorni di battaglia la 36ª Divisione perse circa 2000 uomini, ossia il 60% delle forze coinvolte. Sulla riva destra si contarono 430 statunitensi morti e 770 prigionieri, sulla riva tenuta dagli statunitensi giacevano altri 900 uomini tra morti e feriti, mentre i tedeschi ebbero 64 morti e 179 feriti: l'attacco si era concluso con un completo fallimento, tra i peggiori della storia militare statunitense nella seconda guerra mondiale.

#### Il massiccio di Cassino

Goumiers della 2ª Divisione marocchina ascoltano le direttive date da un ufficiale prima dei combattimenti

Il 22 gennaio 1944 le truppe anglo-statunitensi del VI Corpo d'armata sbarcarono ad Anzio e Nettuno senza trovare resistenza; Kesselring apprese del fatto solo alle 08:20, ossia sei ore dopo l'approdo delle prime truppe. Il generale Lucas però fu troppo prudente e, invece di avanzare in profondità, decise di trincerarsi per aspettare il contrattacco tedesco; in questo modo la testa di sbarco di Anzio fu rapidamente accerchiata e isolata. Concepiti per aiutare le forze a Cassino e tagliare le linee di comunicazioni tedesche, nella pratica gli sbarchi ad Anzio si verificarono proprio mentre gli attacchi del X e del II Corpo si stavano esaurendo e l'avanzata a nord del CEF si era appena fermata. Tuttavia le pressioni politiche e dell'opinione pubblica costrinsero Clark a continuare l'offensiva su Cassino – «abbiamo un gran bisogno di tenerli impegnati». Sul concetto insisté anche il primo ministro Churchill, che affermò: «anche una battaglia d'attrito è meglio che stare fermi a guardare combattere i russi».
Il generale Clark decise quindi di riprendere gli attacchi il 25 gennaio, utilizzando la 34ª Divisione e invitando i riluttanti sottoposti Juin e McCreery a fare il possibile per lanciare offensive nei loro settori. Il piano prevedeva l'attacco della 34ª Divisione contro la parte settentrionale dell'abitato di Cassino, in contemporanea all'assalto diretto contro il massiccio di Cassino e affidato ai francesi: esso avrebbe portato a un aggiramento da destra delle linee tedesche. La 34ª Divisione, però, avrebbe dovuto oltrepassare il Rapido, poi la zona allagata proprio a nord della città e infine puntare a Quota 213 (che domina l'abitato di Caira) e a una vecchia caserma fortificata a 3 chilometri da Cassino. Il CEF avrebbe attaccato colle Abate e Belvedere a destra della 34ª Divisione: in questo modo si sperava che i francesi avrebbero coperto il fianco destro degli statunitensi e distolto parte della guarnigione tedesca da Cassino. Il generale Juin, tuttavia, non volle rinunciare alla progettata conquista di Atina, perché lo considerava il perno del suo aggiramento oltre la Gustav e, al contrario, riteneva il Belvedere uno degli accessi più difficili, considerando che le sue truppe avrebbero dovuto attraversare i fiumi Rapido e Secco e arrampicarsi per circa 800 metri sulla nuda roccia (con tutti gli annessi problemi logistici e di rifornimento) in piena vista delle posizioni tedesche di monte Cifalco.
In quella zona i tedeschi schieravano la 44ª Divisione, non a pieno organico. Il 24 gennaio la 3ª Divisione fanteria algerina varcò il Secco, superò i campi minati e travolse le difese dei reparti tedeschi per poi scalare in mezzo a molte difficoltà e grosse perdite colle Belvedere, occupato durante il secondo giorno di combattimenti. Su colle Abate, invece, i battaglioni algerini furono praticamente annientati: furono capaci di prenderlo solo il 26 gennaio e ritrovarsi a ridosso di monte Cairo, ma lo slancio offensivo era ormai terminato e i tedeschi, rinforzati da un reggimento inviato dalla 71ª Divisione e da un reggimento della 90ª Divisione granatieri corazzati, contrattaccarono e cacciarono i francesi da colle Abate. Non riuscirono però a respingerli oltre, perché si trattava di truppe di pianura non abituate al terreno montagnoso e senza l'equipaggiamento adatto; invece «le truppe coloniali si batterono qui, come altrove, con estremo accanimento e senza curarsi delle perdite» come scrisse il generale von Senger. Secondo lo storico Eddy Bauer, tutto sommato, il Corpo francese aveva raggiunto lo scopo dell'attacco: seppur al costo di grosse perdite, erano stati attratti circa due terzi dei 44 battaglioni che in quel momento si opponevano alla 5ª Armata.

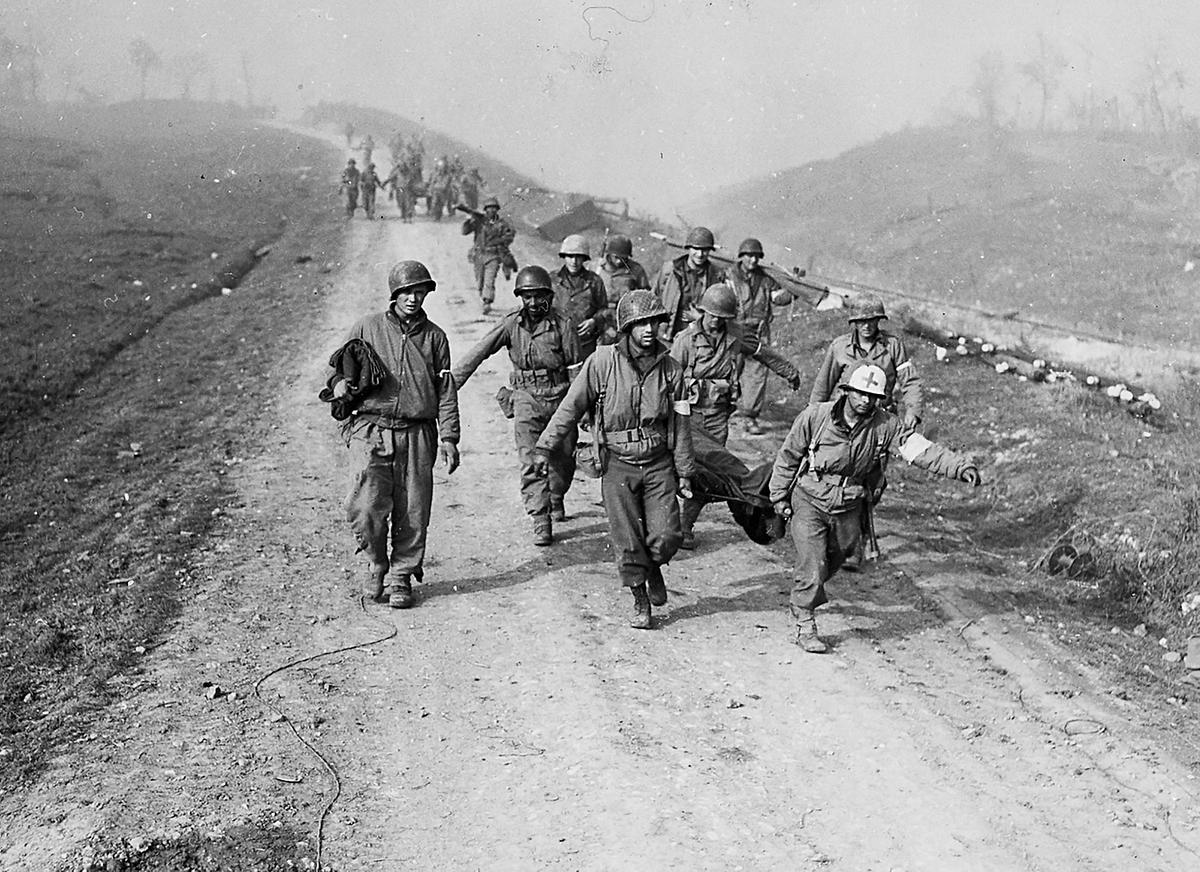
Una colonna di barellieri riporta i feriti oltre le linee alleate dopo i combattimenti del 23 gennaio

Poco più a sud, dopo un pesante martellamento di artiglieria, la 34ª Divisione tentò di stabilire alcune teste di ponte oltre il Rapido con due reggimenti, ma la prima notte entrambi i tentativi furono bloccati; gli statunitensi insistettero nell'operazione finché nella notte del 30 gennaio il 168º Reggimento riuscì a passare, consolidando una piccola testa di ponte proprio mentre i francesi occupavano monte Cairo e le alture circostanti. Al contempo, il 133º Reggimento era avanzato nella valle di Cassino: queste due unità rinnovarono quindi gli attacchi alle colline dietro la cittadina e il generale Keyes inviò di rinforzo il 142º Reggimento della 36ª Divisione, in precedenza non utilizzato. Il reparto si recò a destra delle forze del generale Ryder e si collegò al fianco sinistro del CEF in una zona elevata facente parte di Montecassino; da qui i franco-statunitensi incominciarono a colpire le difese tedesche. A valle il 133º giunse alla periferia dell'abitato e ingaggiò furiosi combattimenti che si protrassero per giorni, appoggiato dai carri medi M4 Sherman della 1ª Divisione corazzata che cercavano di attraversare il Rapido e di avanzare lungo la Casilina verso la valle del Liri.
La battaglia si trascinò per diversi giorni tra pioggia e nebbia, con rapidi attacchi a livello di compagnia; consolidata una posizione appena conquistata, gli uomini si trinceravano in fretta per affrontare l'inevitabile contrattacco nemico, che spesso degenerava in scontri corpo a corpo combattuti con abbondante impiego di bombe a mano: i combattimenti dettero evidente dimostrazione delle capacità di resistenza dei tedeschi, che pure accusarono perdite al ritmo di un battaglione al giorno. Il 4 febbraio i battaglioni della 34ª Divisione fanteria si erano comunque avvicinati all'abbazia: due posizioni molto importanti, colle Sant'Angelo e Quota 593 (nota anche come "testa di serpente") furono conquistate e perse in virtù del coordinamento delle difese attuato da von Senger; egli ritirò inoltre la 44ª Divisione e la rimpiazzò con la 90ª Divisione granatieri corazzati, appena disimpegnata dal fronte meridionale, affidando al generale Baade il comando del settore. Visto lo stallo sanguinoso, il maresciallo Alexander decise d'intervenire personalmente presso il generale Clark e gli dette tempo fino al 12 febbraio per impegnare la 34ª Divisione a Cassino: se a quel punto la divisione non avesse ancora preso la cittadina e l'abbazia, l'intero II Corpo statunitense avrebbe passato il compito al neocostituito Corpo d'armata neozelandese del tenente generale Bernard Freyberg, che poteva contare su truppe neozelandesi e indiane richiamate dal settore adriatico. Il generale statunitense ordinò quindi un ultimo tentativo per l'11 febbraio, ma l'offensiva si infranse alle prime battute dinanzi ai decisi contrattacchi tedeschi. Il giorno successivo, per ironia, von Senger propose a Kesselring il disimpegno da Cassino e il ripiegamento sulla cosiddetta "Linea C", situata a tergo di Anzio: anche i tedeschi erano allo stremo delle loro forze ma, ormai, gli Alleati avevano perso qualsiasi spunto offensivo. Il 13 unità della 4ª Divisione indiana diedero il cambio alla 34ª Divisione per consolidare le posizioni.
Le perdite alleate furono gravi: tra il 17 gennaio e l'11 febbraio i britannici persero 4000 uomini tra morti e feriti, pur avendo consolidato una testa di ponte nel basso corso del Garigliano. La sconfitta della 36ª Divisione sul Rapido costò 1700 perdite e la 34ª Divisione, che aveva aperto una piccola breccia a nord di Cassino, conteggiò 220 tra morti e feriti. Il Corpo francese aveva compiuto l'avanzata più riuscita incuneandosi fra le montagne, ma aveva perso circa 2500 uomini. In pratica cinque divisioni alleate erano state messe fuori combattimento, gran parte dei reparti di fanteria era ridotto a un quarto dei suoi effettivi e i tedeschi, seppur provati, potevano reclamare una vittoria difensiva, facilitata dall'eccessiva rigidità tattica degli Alleati e dall'inoperosità dell'8ª Armata del generale Leese sul versante orientale.

### La seconda battaglia

#### Il bombardamento dell'abbazia

Le direttrici d'attacco durante la seconda battaglia di Cassino

Nel dicembre 1943 i tedeschi avevano dichiarato "zona neutrale" una fascia di 300 metri intorno a Montecassino: tuttavia questo non impedì loro di utilizzare le caverne vicino alle fondamenta come magazzini per le munizioni, di distruggere le costruzioni attorno al monastero per liberare il campo di tiro, di posizionare mitragliatrici, armi pesanti e punti d'osservazione per l'artiglieria al punto che l'abbazia, di fatto, era stata integrata nel fronte difensivo. L'abate Gregorio Diamare si lamentò varie volte, senza successo, delle violazioni tedesche e peraltro, il 26 dicembre, fu lo stesso generale von Senger a dare ordine di «allestire difese fino alle mura dell'abbazia, se necessario». Furono evacuati gli sfollati presenti a Montecassino, fatta eccezione per tre famiglie, Diamare e una mezza dozzina di monaci, ma l'intensificarsi della battaglia fece sì che diverse centinaia di civili si riversassero tra le mura del monastero.
Il maresciallo Alexander, oggetto di pressioni da parte di Londra e Washington preoccupate dalla lentezza dell'avanzata, si dimostrò deciso a non allentare l'offensiva pur cominciata così male. Il 12 febbraio, stesso giorno della disfatta, procedette come aveva stabilito e mobilitò il Corpo d'armata neozelandese, formato dalla 2ª Divisione neozelandese (maggior generale Howard Kippenberger), dalla 4ª Divisione indiana (maggior generale Francis Tucker che il 6 febbraio, per questioni di salute, cedette il comando al pari grado Harry Dimoline) e dalla 78ª Divisione fanteria britannica (maggior generale D.C. Butterworth). La progettata nuova offensiva ricalcò quella di gennaio: la 4ª Divisione indiana avrebbe assaltato il monastero, liberato l'altura e sarebbe discesa nella valle del Liri, mentre la 2ª Divisione neozelandese avrebbe passato il Rapido appena a nord di Sant'Angelo, preso Cassino e aperto l'accesso alla valle alla 1ª Divisione corazzata che, così, sarebbe potuto avanzare alla volta di Anzio.
Quello stesso giorno il generale Freyberg, che aveva ricevuto diverse testimonianze circa la presenza di osservatori tedeschi nell'abbazia, presentò ufficialmente richiesta di bombardare la struttura. Il generale Clark si trovava in ispezione alla testa di ponte di Anzio e fu avvertito dal suo capo di stato maggiore, maggior generale Alfred Gruenther: incerto sul da farsi, il comandante della 5ª Armata rimandò la decisione chiedendo il parere di Alexander. Questi diede istintivamente ragione al neozelandese, affermando: «Quando i soldati stanno combattendo per una giusta causa e sono pronti ad affrontare anche la morte e la mutilazione, non si può permettere che dei mattoni e dell'intonaco, per quanto venerandi, abbiano un peso di fronte a vite umane». L'unico a poter dare l'ordine esecutivo rimaneva comunque Clark, al quale Freyberg comunicò due ulteriori argomentazioni per avere via libera: dapprima gli fece notare che se avesse rifiutato il bombardamento si sarebbe dovuto accollare la responsabilità di un eventuale fallimento dell'attacco, quindi si richiamò alla "necessità militare" che il precedente comandante supremo Eisenhower aveva postulato quale discrimine imprescindibile per scegliere se sacrificare i soldati alleati o salvaguardare l'eredità artistico-culturale italiana. L'accenno alla "necessità militare" mise Clark in una posizione scomoda e rafforzò quella di Freyberg tanto che, dopo aver ricevuto l'approvazione dai vertici, il bombardamento dell'abbazia fu fissato per il 13 febbraio. A causa dell'imponenza della struttura si decise di utilizzare i quadrimotori Boeing B-17 Flying Fortress della Fifteenth Air Force: le difficoltà di coordinamento tra forze di terra e aeree erano state valutate, ma le tecniche per un'operazione del genere non erano ancora state ben sperimentate appieno e, quindi, si scartò l'idea di sincronizzare strettamente l'incursione aerea e l'offensiva terrestre.
Il maltempo costrinse a rinviare il bombardamento alla mattina del 15 febbraio; intanto, il 14, si fecero esplodere sopra l'abbazia proiettili di artiglieria contenenti volantini che avvisavano l'imminente distruzione del monastero. Quando la notizia arrivò agli sfollati alcuni fuggirono nelle grotte vicine, altri si ripararono nei sotterranei e altri furono evacuati nella notte dai tedeschi. Alle 09:45 del 15 febbraio la prima ondata aerea sganciò 253 tonnellate di bombe ad alto potenziale e incendiarie, seguita da una seconda ondata di North American B-25 Mitchell e Martin B-26 Marauder della Mediterranean Allied Air Forces che rilasciò altre 100 tonnellate di bombe a partire dalle 13:00. Gli attacchi furono seguiti da un poderoso tiro di artiglieria. L'effetto sull'edificio fu drammatico, ma la mancata coordinazione tra forze aeree e di terra non permise agli Alleati di occupare le rovine dell'abbazia che, invece, furono rapidamente sfruttate dai tedeschi; inoltre, cineoperatori dell'esercito tedesco inviarono a Berlino le riprese delle macerie fumanti, per farne materiale di propaganda.

#### L'attacco del Corpo neozelandese

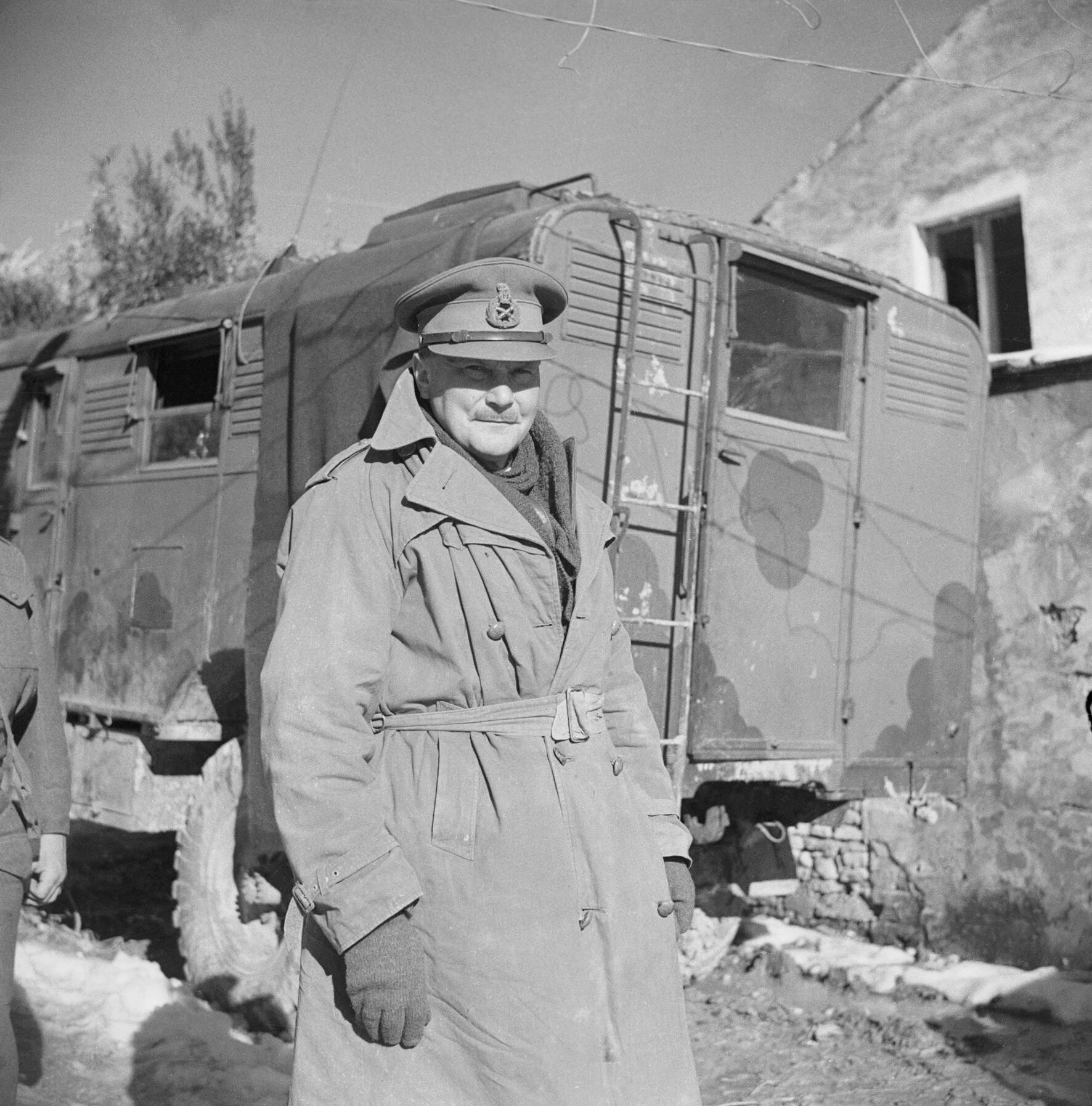
Il tenente generale Bernard Freyberg, il maggior sostenitore del bombardamento dell'abbazia di Montecassino

Concluso il bombardamento emersero subito gravi falle nella pianificazione degli Alleati: le mura del monastero erano ancora intatte alla base, perciò non si era creato nessun facile accesso. Il generale Freyberg ricevette rapporti scoraggianti circa la preparazione delle truppe destinate a condurre l'assalto all'altura; il generale Dimoline, inoltre, aveva fatto sapere al suo superiore che Quota 593 era ancora in mani tedesche (e non statunitensi come si pensava) e domandò più tempo per organizzarsi. Ma l'urgenza creata dal pericoloso contrattacco tedesco ad Anzio (operazione Fischfang) e le favorevoli condizioni meteorologiche per i bombardieri provocarono l'accantonamento della richiesta. Nel pomeriggio del 15 febbraio Freyberg ordinò l'attacco all'abbazia, ma i comandanti al fronte si rifiutarono: finché Quota 593 fosse stata presidiata dai tedeschi, qualsiasi movimento verso Montecassino sarebbe stato fermato dal fuoco di fiancheggiamento proveniente dall'altura. Fu dunque giocoforza pianificare, per l'imbrunire, l'espugnazione di Quota 593, compito che andò al battaglione "Sussex". L'attacco fu preceduto da una seconda incursione sull'abbazia ma, dato che nessuno conosceva la reale consistenza dei difensori di Quota 593, reparti della 4ª Divisione indiana effettuarono un primo attacco alla cieca e furono respinti. Una seconda offensiva, scattata dopo aver ricevuto i rifornimenti portati dai muli lungo difficili mulattiere, si infranse contro i robusti capisaldi costruiti dalla 90ª Divisione granatieri corazzati e costò grosse perdite. In quelle due notti più del 50% degli uomini del "Sussex" rimase ucciso o ferito.

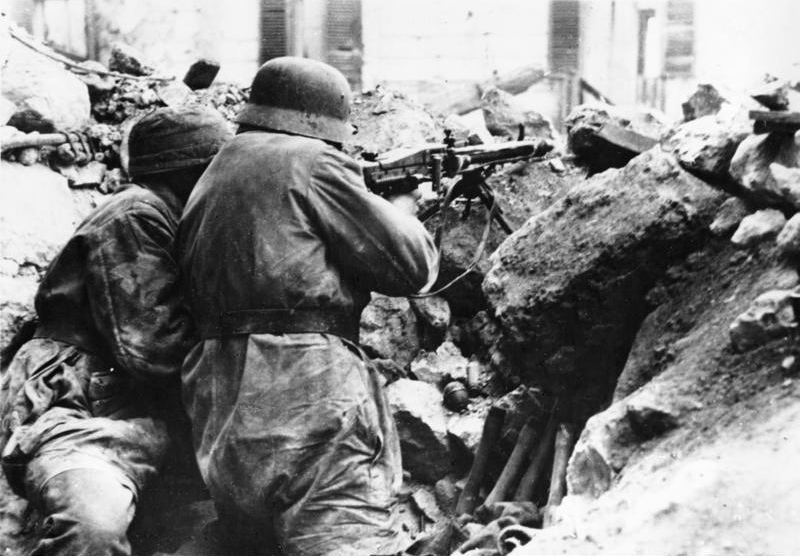
Paracadutisti tedeschi appostati tra le macerie di Cassino con una MG 42; sulle pietre sottostanti, pronte all'uso, si riconoscono le caratteristiche Stielhandgranate 24 e una Eihandgranate 39

In quegli stessi giorni la situazione della testa di ponte ad Anzio era peggiorata e, dunque, il generale Clark sollecitò Freyberg a rinnovare gli attacchi su Cassino pur di attirare riserve tedesche. Il generale neozelandese ordinò un nuovo assalto al monastero e, simultaneamente, un attacco nella valle del Liri da parte della 2ª Divisione neozelandese, a dispetto dei grossi problemi logistici: la divisione indiana doveva superare ripidi sentieri e scalare la roccia nuda, i neozelandesi furono ostacolati dagli allagamenti e dalla pioggia che, incessante dal 4 febbraio, aveva reso il terreno impraticabile. Solo la direttrice del terrapieno ferroviario, che portava alla stazione di Cassino, era percorribile, seppur in parte distrutta e in larga parte minata. Perciò il generale Kippenberger decise di tentare l'assalto alla stazione con un solo battaglione, lasciando ai genieri il compito successivo di riparare la strada e consentire ai mezzi corazzati e al resto della divisione di avanzare. Il reparto scelto fu il tenace 28º Battaglione maori che, alle 21:30 del 17 febbraio, incominciò ad avanzare verso la stazione imbattendosi subito nei campi minati, nei reticolati e nel tiro delle mitragliatrici tedesche. Dopo circa un'ora i maori raggiunsero il primo obiettivo, un edificio a sud della stazione, da cui avanzarono verso l'obiettivo: per un'ora vi infuriarono feroci scontri ravvicinati contro i paracadutisti tedeschi. Le prime luci del giorno trovarono il battaglione attestato nella stazione ferroviaria e i genieri vicini al completamento del lavoro loro affidato che, tuttavia, non poté essere continuato durante il giorno sotto il tiro dell'artiglieria tedesca; i genieri dovettero ritirarsi e lasciarono i maori isolati. Il generale Kippenberger si trovò quindi di fronte a un dilemma: ordinare all'artiglieria di creare una cortina fumogena attorno alla stazione durante tutto il giorno (facilitando, però, anche eventuali puntate offensive tedesche) oppure mantenere le posizioni raggiunte e sperare che l'artiglieria alleata fosse capace di sostenerli alla bisogna. Kippenberger scelse il male minore e ordinò all'artiglieria di stendere una cortina fumogena, ma ciò non impedì ai tedeschi di contrattaccare supportati dai carri armati (tra cui alcuni M4 Sherman appena catturati); i maori furono sconfitti e costretti a ripiegare sui punti di partenza con gravi perdite: dei 200 uomini partiti all'attacco il 17 ben 130 erano rimasti uccisi o feriti.
Nel frattempo, le truppe indiane si erano trovate in grosse difficoltà sui colli dell'abbazia. Ai tre battaglioni dell'11ª Brigata fu ordinato di passare le posizioni del "Sussex" e, nottetempo, attaccare di nuovo Quota 593 e avanzare verso l'abbazia, in modo tale da entrare a Cassino da nord e congiungersi con i maori. Quota 593 fu conquistata solo parzialmente da un pugno di Gurkha, ma le postazioni rivolte al monastero erano ancora saldamente in mano dei tedeschi che, quindi, potevano battere il terreno percorso dai reparti indiani alla volta dell'abbazia. Sottoposti a un terribile tiro incrociato da Quota 593 e da quelle davanti a loro, i Gurkha furono costretti a ritirarsi e con la luce del giorno si decise di rinunciare definitivamente all'attacco. Le perdite furono molto gravi: il 1º Battaglione del 9º Reggimento Gurkha (1/9) aveva perso 100 uomini, il 1/2 contò 149 vittime compresi quasi tutti gli ufficiali britannici; sorte peggiore toccò al 4/6 "Rajputana" con poco meno di 200 perdite, un duro colpo per una divisione considerata d'élite. Il 18 febbraio la battaglia ebbe termine e i tedeschi rimasero padroni del campo; per di più il generale von Senger poté trasformare i resti dell'abbazia in una fortezza inespugnabile. Per i tedeschi si trattò di una netta vittoria difensiva, amplificata dai successi ottenuti ad Anzio dalla 14ª Armata negli stessi giorni, le cui unità stavano penetrando pur a fatica verso la costa; per un momento sembrò addirittura che gli Alleati dovessero evacuare la testa di ponte. Il bombardamento dell'abbazia venne considerato un avvenimento luttuoso ma, secondo lo storico Morris, non si trattò in sé di un errore tattico: la vera deficienza operativa fu la completa mancanza di coordinazione fra l'attacco aereo e quello terrestre.

### La terza battaglia

#### Il bombardamento di Cassino
(Fridolin von Senger und Etterlin)

Le direttrici d'attacco durante la terza battaglia di Cassino

Su pressione dei vertici politici alleati e dello stesso generale Freyberg, il maresciallo Alexander si risolse a ordinare un nuovo attacco alla linea Gustav sempre allo scopo di alleggerire la pressione sulla testa di ponte di Anzio. Freyberg mantenne come obiettivi il monastero e la via Casilina, ma organizzò l'offensiva perché calasse da nord, verso la città di Cassino e la collina del Castello (Rocca Janula) che sorgeva tra il monastero e la città stessa: difatti le sconfitte patite a Sant'Angelo, alla stazione e nell'ancora inondata valle del Rapido forzarono la selezione di questa direttrice, l'unica percorribile per i mezzi corazzati. Dato che la città era stata pesantemente fortificata, Freyberg predispose un massiccio bombardamento aereo e di artiglieria che l'avrebbe distrutta e permesso ai neozelandesi di occuparla, aprendo l'accesso alla valle del Liri. Dalla collina del Castello unità della 4ª Divisione indiana avrebbero investito i tornanti che conducevano all'abbazia e preso Quota 435 (Hangman's Hill, la "collina dell'impiccato") a meno di 300 metri dalle rovine, da dove sarebbero partiti gli attacchi per la conquista di Montecassino. Il 22 febbraio gli ultimi elementi della 34ª Divisione statunitense, rimasti nella parte nordorientale della città, ricevettero il cambio da unità neozelandesi che, a loro volta, cedettero alla 78ª Divisione fanteria britannica le posizioni davanti a Sant'Angelo: proprio questa unità, secondo Freyberg, avrebbe dovuto sfruttare il successo dei neozelandesi e penetrare nella valle del Liri assieme al Combat Command B della 1ª Divisione corazzata, per ricongiungersi al VI Corpo d'armata statunitense ad Anzio. La forza aerea, infine, sarebbe stata impiegata su larga scala, nel tentativo di fare strage dei difensori e lasciare tramortiti i pochi sopravvissuti al punto tale di renderli incapaci di opporre resistenza. Clark espresse la propria perplessità sul piano e lo imitò anche il tenente generale Ira C. Eaker, comandante delle forze aeree nel Mediterraneo che, memore di quanto avvenuto a Montecassino, si dichiarò non troppo ottimista circa il previsto bombardamento. In una lettera al capo di stato maggiore dell'USAAF a Washington, generale Henry Arnold, scrisse: «Non aspettarti una grande vittoria da questa operazione [...] ]», i bombardamenti «serviranno a poco se le forze terrestri non attaccheranno subito [...] ]». In ogni caso, non esistendo alternative plausibili, il piano di Freyberg fu accettato.

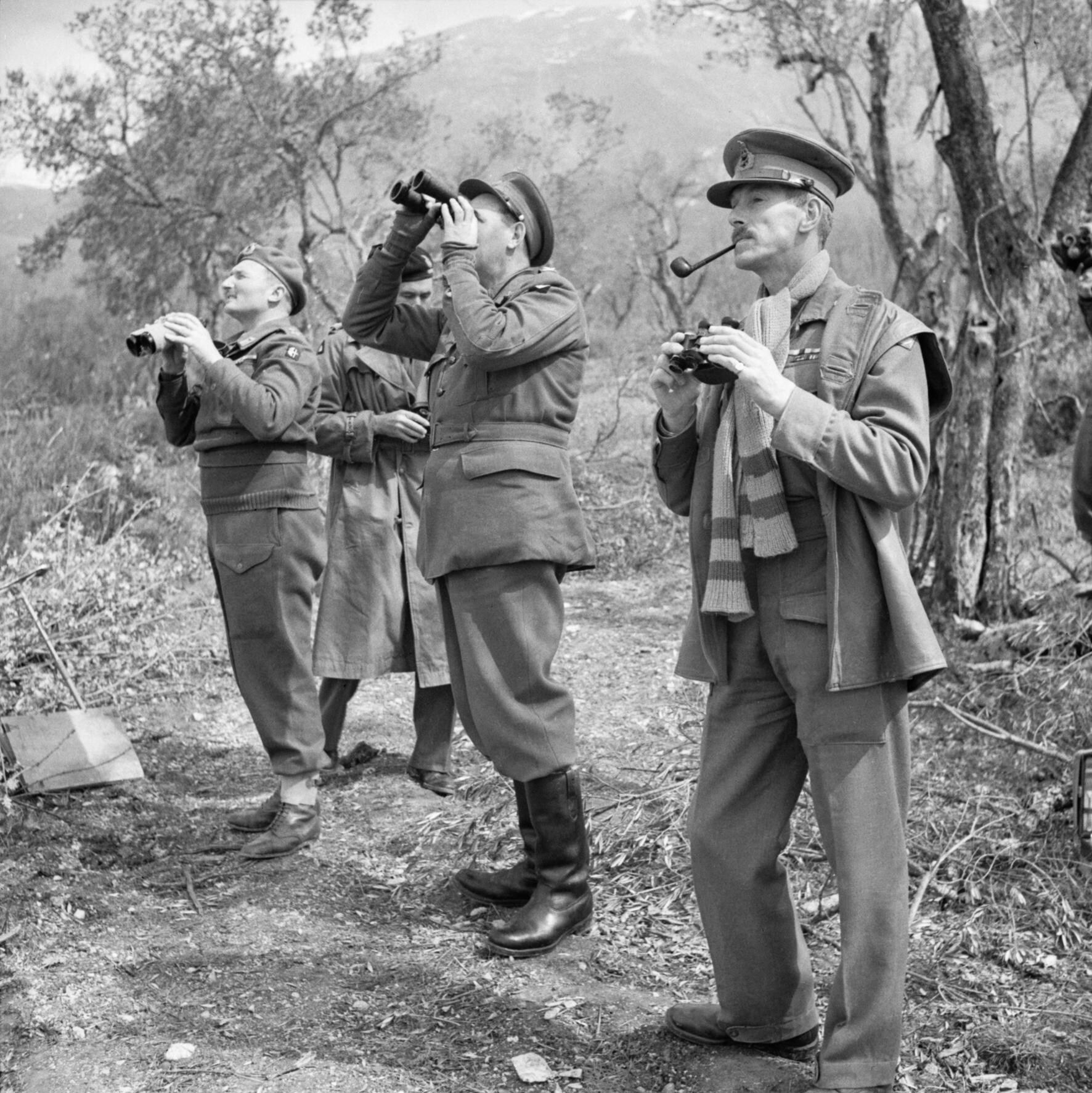
Il comandante dell'8ª Armata, generale Leese, assiste al bombardamento di Cassino

Tutto fu predisposto per il 24 febbraio ma la pioggia incessante costrinse gli Alleati a rimandare l'attacco: durante questo stallo gli uomini furono tenuti nelle postazioni avanzate per tre settimane, esposti alle intemperie, al fango e agli sporadici attacchi dell'artiglieria tedesca; entrambi gli schieramenti in attesa lamentarono problemi e perdite. La difficile situazione ebbe una clamorosa conferma il 2 marzo, quando il generale Kippenberger calpestò una mina su monte Trocchio e perse entrambi i piedi; inoltre, il maltempo persistente contribuì a ostacolare la già precaria distribuzione dei rifornimenti e, addirittura, i soldati appostati sulle linee più elevate e più esposte alla pioggia torrenziale non poterono godere né di ripari né di pasti caldi per giorni interi. Anche il versante tedesco soffriva gravi carenze logistiche ma, nonostante il fuoco continuo dell'artiglieria alleata, che di giorno batteva i tragitti per gli approvvigionamenti, i tedeschi continuarono a rafforzare le posizioni difensive nei dintorni e dentro l'abbazia. Nel frattempo, un battaglione alla volta, gli uomini dell'esperta 1ª Divisione paracadutisti (maggior generale Richard Heidrich) si erano affiancati al 1º Reggimento paracadutisti che già combatteva a Cassino, andando a sostituire completamente la 90ª Divisione granatieri corazzati. I paracadutisti rappresentavano una forza d'élite dell'esercito tedesco, una divisione ben addestrata, motivata e indottrinata, sì che il generale von Senger le lasciò ampia libertà d'azione.

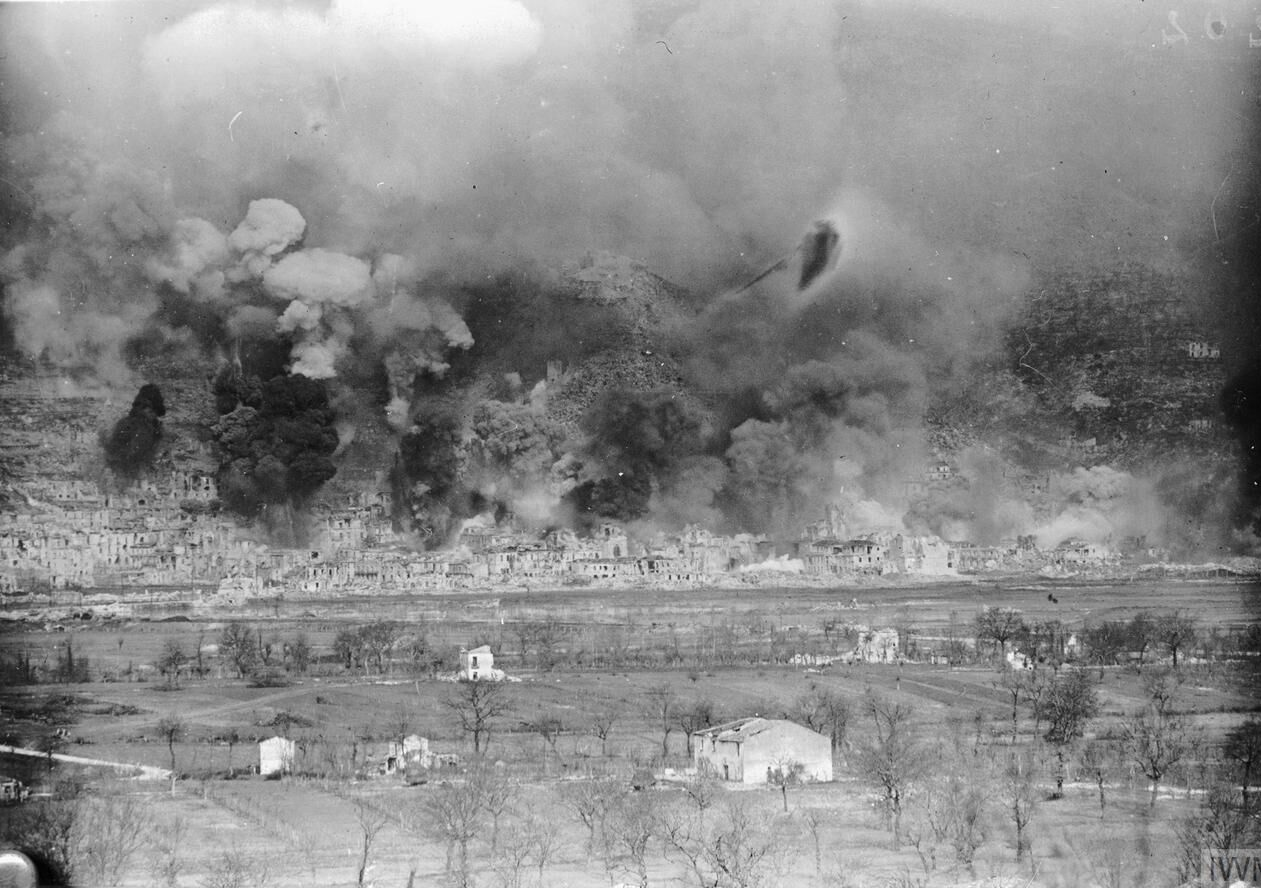
15 marzo 1944: Cassino viene sconvolta dal nutrito bombardamento anglo-statunitense

Il 14 marzo il cielo si schiarì abbastanza da consentire l'attacco per il giorno seguente e, nella notte, le truppe alleate di prima linea furono ritirate senza che i tedeschi se ne accorgessero. Intorno alle 08:00 giunsero sulla città i primi apparecchi e per le successive quattro ore 575 bombardieri medi e pesanti e 200 cacciabombardieri, la più imponente forza aerea mai raccolta nel teatro di guerra del Mediterraneo, sganciarono oltre 1000 tonnellate di esplosivo ad alto potenziale su circa 2,6 chilometri quadrati di terreno. La cittadina, che già aveva sofferto per i combattimenti precedenti, fu questa volta completamente demolita, anche se solo circa la metà delle bombe colpì il bersaglio; al termine del bombardamento 748 pezzi rovesciarono su Cassino e sul monastero 195969 proietti di ogni calibro. A metà pomeriggio molti cannoni tacquero, ma l'abbazia in rovina continuò a essere colpita per il resto della giornata e fino alle prime ore del giorno successivo. Perfino il generale Freyberg rimase colpito dalla «terribile unilateralità dello spettacolo», ma il giornalista statunitense Christopher Buckley, che il 1º settembre 1939 era a Varsavia, scrisse: «Ricordo, per averlo visto con i miei occhi, chi ha la responsabilità di avere sguinzagliato questa spaventosa arma».
Dei circa 300 uomini del 3º Reggimento paracadutisti annidati a Cassino, almeno la metà rimase uccisa o ferita e molti dei sopravvissuti approfittarono della pausa tra l'incursione aerea e il cannoneggiamento per rifugiarsi nelle fognature, imitando i pochi civili che ancora non avevano abbandonato la città. Anche in questo caso, però, il fuoco amico fece registrare molte perdite tra le file alleate: qualche ordigno cadde sulla 4ª Divisione indiana, sulla 3ª Divisione marocchina e su un accampamento polacco, con circa 100 morti complessivi. Inoltre centinaia di bombe furono rilasciate per errore su Venafro, Isernia, Pozzilli, Montaquila e Cervaro causando decine di morti tra la popolazione civile. Intorno alle 14:00, seguendo il fuoco di sbarramento dell'artiglieria, due compagnie del 25º Battaglione neozelandese, appoggiate da alcuni Sherman del 19º Reggimento corazzato, incominciarono ad avanzare verso la collina del Castello: imboccarono da nord via Caruso con l'intenzione di sgomberare la città, ma fin da subito si accorsero che l'avanzata sarebbe stata molto più difficile del previsto. Infatti i paracadutisti della guarnigione erano emersi dai loro rifugi appena il bombardamento si era attenuato e offrirono una solida resistenza, che si appoggiò oltretutto alle immani devastazioni, ai crateri e ai giganteschi ammassi di macerie, i quali costringevano gli attaccanti a passare attraverso stretti passaggi..

#### L'offensiva attraverso la città

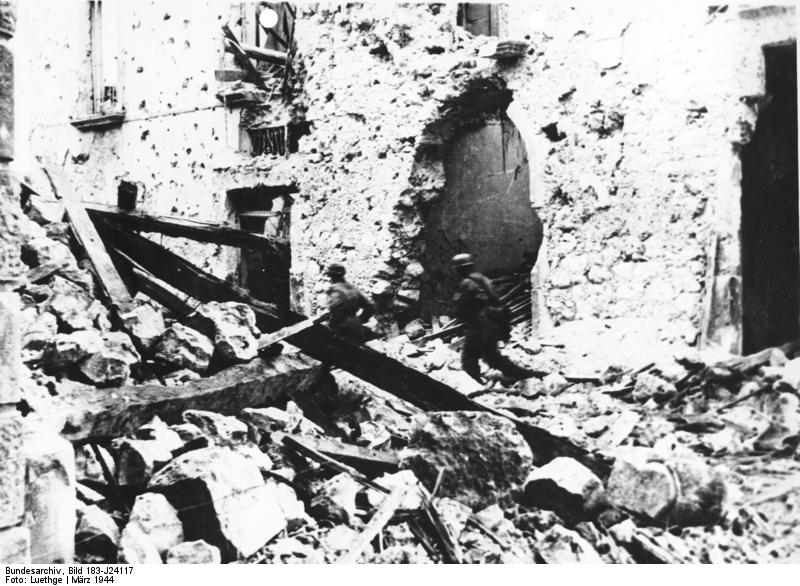
Paracadutisti tedeschi in azione tra le macerie di Cassino

I combattimenti tra tedeschi e neozelandesi si fecero subito accaniti. I primi fanti, protetti da una cortina fumogena, avanzarono per liberare gli edifici alla base della collina del castello, da dove avrebbero tentato di impadronirsi dell'Hotel Continental, un edificio leggermente sopraelevato che sorgeva alla svolta a sinistra della Casilina attraverso Cassino; nel frattempo i genieri e i bulldozer cercavano di aprire vie percorribili per i carri armati. I movimenti e gli scontri, però, andarono a rilento e a metà pomeriggio i tedeschi incominciarono un pesante bombardamento d'artiglieria sui quartieri settentrionali, concentrando il tiro proprio su via Caruso, dove i bersagli si ammucchiavano nel tentativo di accedere alla cittadina.
Verso sera, a peggiorare la situazione, incominciò una pioggia torrenziale non prevista dal servizio meteorologico e che riempì d'acqua le buche; arrivarono rinforzi, ma la resistenza tedesca non fu spezzata. Al calare della notte il centro di Cassino e la collina del Castello erano in mano alle forze neozelandesi, seppure ancora esposte al tiro dei tedeschi. Asserragliati all'interno di Rocca Janula, i neozelandesi furono raggiunti con circa due ore di ritardo rispetto a quanto preventivato dal battaglione "Essex" della 4ª Divisione indiana, che avrebbe dovuto risalire la collina del Castello fino alla "collina dell'impiccato" e quindi attaccare il monastero: il battaglione era stato gravemente ostacolato dalla pioggia, dall'oscurità e dai capisaldi tedeschi ancora attivi ai piedi della collina.
Prima che gli elementi dell'"Essex" potessero raggiungere la vetta e dare il cambio ai neozelandesi, sopraggiunse la mezzanotte e i piani di attacco all'abbazia sfumarono; di conseguenza le compagnie di retroguardia si ritrovarono allo scoperto quando ebbe inizio il bombardamento tedesco contro la collina del Castello. I fucilieri del 1/6 "Rajputana" furono messi fuori combattimento ancor prima di entrare in azione e dovettero attaccare di notte e con forze esigue Quota 235 (posizionata tra i tornanti che conducono al monastero). Gli indiani si lanciarono in avanti intorno alle 04:30 del 16 marzo e, dopo svariati attacchi infruttuosi durati tutta la notte, al mattino furono affiancati da alcune compagnie Gurkha che consentirono di continuare gli attacchi lungo i tornanti del monastero. Riuscirono così a distrarre i tedeschi dall'infiltrazione di alcuni plotoni del 1/9 Gurkha verso la "collina dell'impiccato".

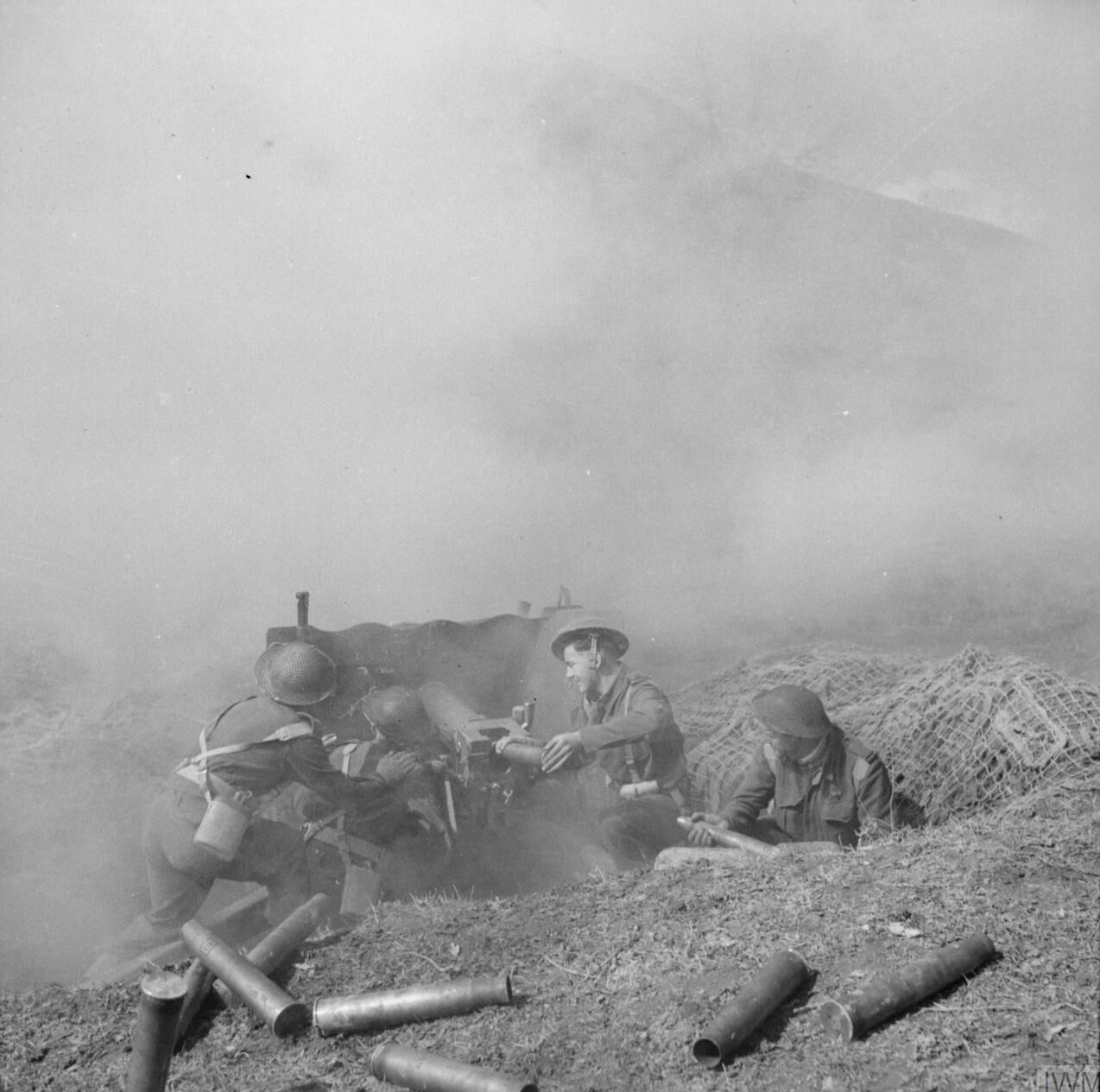
Artiglieri neozelandesi in azione con un pezzo da 6 libbre

Le conquiste del primo giorno si rivelarono modeste e incapaci di fornire una solida base per proseguire l'offensiva. Il generale Kippenberger fu rimpiazzato dal maggior generale Beresford Parkinson, che inviò altre compagnie del 25º e 26º Battaglione della 5ª Brigata. La città dovette essere rastrellata strada per strada ma, in quel tipo di combattimento, i neozelandesi non poterono sfruttare la superiorità d'artiglieria di cui godevano; al contrario i paracadutisti tedeschi si giovarono del mare di rovine che era diventata Cassino: le vie erano sparite sotto le macerie, non esistevano punti di riferimento e le uniche costruzioni identificabili (la stazione, l'Hotel Continental e l'Hotel des Roses) erano saldamente occupate da loro. Anche gli scontri attorno alla posizione chiave della "collina dell'impiccato" e lungo i tornanti del monastero si erano fatti intensi. Trincerati nell'abbazia sventrata, i tedeschi segnalavano ogni movimento dei nemici; le batterie di mortai e i cecchini imponevano ai soldati attaccanti un vero e proprio stillicidio; anche di notte i tiratori scelti e le bombe colpivano i barellieri e rendevano difficili i rifornimenti.
Ai piedi della collina del Castello, i neozelandesi continuavano a combattere tra le rovine della città: il 16 marzo alcuni carri armati furono capaci di arrivare a breve distanza dalla via Casilina grazie anche al prodigioso lavoro dei genieri e, a fine giornata, i due terzi di Cassino erano in mano alleata; il giorno seguente fu occupato quello che rimaneva del giardino botanico e il 26º Battaglione riprese il possesso della stazione. A quel punto la resistenza tedesca era stata circoscritta all'Hotel Continental e all'Hotel des Roses ma, fintanto che i due edifici fossero rimasti in mano ai paracadutisti, l'accesso alla statale e al monastero sarebbero stati preclusi. I combattimenti dunque proseguirono fino al 18 marzo, ma ogni assalto fu contenuto dai tedeschi, costringendo il generale Freyberg a giocare la mattina seguente la sua ultima carta: il battaglione maori. Il 19, mentre i Gurkha e gli uomini dell'"Essex" avrebbero condotto un nuovo assalto al monastero, il battaglione e 35 carri armati sarebbero avanzati lungo il percorso approntato dai genieri durante il periodo di stallo, che da Caira portava fin sotto il massiccio alla fattoria Albaneta.

#### La collina del Castello

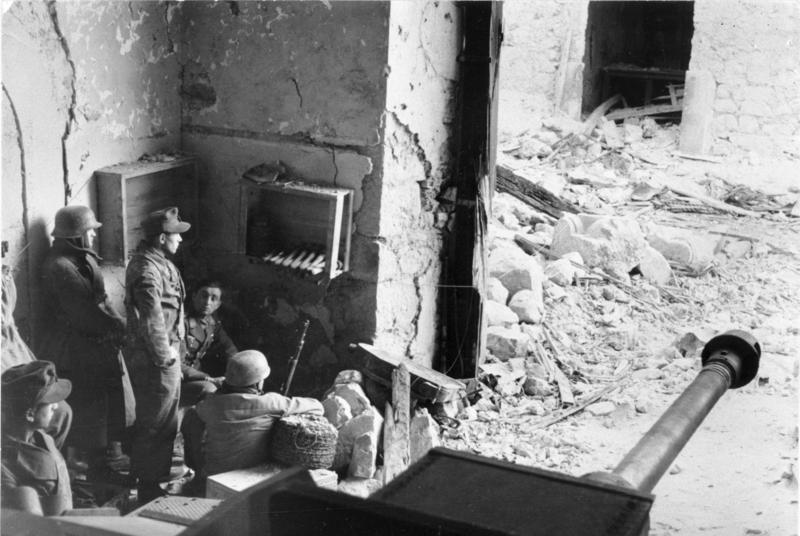
Soldati tedeschi appostati nelle rovine di Cassino; il pezzo da 75 mm in primo piano in basso a destra appartiene a un cannone d'assalto StuG III

Anche i tedeschi erano consci dell'importanza cruciale della collina del Castello, che non solo sovrastava la parte settentrionale dell'abitato ma era fondamentale per gli sforzi alleati contro le quote superiori. Il 18 marzo, anticipando le intenzioni del generale Freyberg, i tedeschi passarono al contrattacco sia verso la stazione sia verso Rocca Janula. L'attacco alla stazione fallì ma fu una vera sorpresa per i neozelandesi che, fino a quel momento, credevano che i tedeschi fossero ormai spacciati; anche quello contro la collina del Castello mise in seria difficoltà le forze di Freyberg. Circa 300 uomini del 1º Battaglione paracadutisti, partendo dal monastero, si lanciarono giù per la collina assaltando le posizioni dell'"Essex" e dei "Rajputana" nel vecchio castello; di conseguenza il battaglione Gurkha a Quota 435 rimase isolato e, nei giorni successivi, dovette resistere da solo alla pressione dei paracadutisti. I combattimenti sulla collina furono molto duri, tra assalti e scontri corpo a corpo anche all'interno del cortile del Castello, dove in un paio di occasioni i tedeschi riuscirono a penetrare per poi essere sanguinosamente respinti dal fuoco delle armi automatiche dei difensori. La ferocia di questi combattimenti e la precaria situazione degli uomini sulla collina del Castello costrinsero a rinviare l'attacco alla fattoria Albaneta, ma non pervenne alcun contrordine al reparto di carristi. I mezzi corazzati mossero in avanti ma, senza il supporto della fanteria, per i tedeschi fu facile colpirli ripetutamente da posizioni vantaggiose; una dozzina di carri fu messa fuori combattimento e i rimanenti ricevettero l'ordine di ripiegare. Fu così messa a nudo, ancora una volta, la mancanza di coordinamento tra i comandi inferiori alleati.
Il 20 marzo la battaglia era ormai in stallo, eppure il generale Clark insistette perché il Corpo neozelandese compisse un ultimo tentativo. Egli, infatti, era da poco venuto a conoscenza della nuova direttiva del maresciallo Alexander per trasferire l'8ª Armata britannica dal settore adriatico e concentrare il peso combinato delle due armate in un'unica, poderosa offensiva sul fronte di Cassino: quando ciò sarebbe avvenuto Cassino non sarebbe più stata una battaglia della sola 5ª Armata, in qualche modo avallando i mai abbandonati sospetti di Clark sui britannici. Gli scontri si trascinarono dunque per altri due giorni e, il 22 marzo, Clark diede a Freyberg altre 36 ore per provare a conquistare l'abbazia. Diverse compagnie del 2º Battaglione fucilieri Gurkha e il 6º Battaglione "Royal West Kent" attaccarono i tornanti, ma furono nuovamente respinti; un'ennesima offensiva dei neozelandesi contro l'Hotel Continental fallì a sua volta: le due divisioni erano ormai allo stremo. Il 23 marzo fu deciso di ritirare le truppe isolate da giorni dalla "collina dell'impiccato" e fermare l'offensiva che aveva minato pesantemente anche il morale dei neozelandesi, tanto da portare la divisione sull'orlo della disgregazione. Le posizioni non abbandonate dagli indiani furono affidate alla 78ª Divisione britannica e la grande unità indiana, ormai decimata, fu ritirata e spostata sull'Adriatico: il comandante, generale Tucker, osservò che «la 4ª Divisione ha perso più di una battaglia» e che « [...] aveva perso parte della propria sostanza». Il terzo attacco a Cassino causò circa 2500 perdite nel Corpo neozelandese nell'arco di undici giorni, quasi il doppio di quelle tedesche; la più martoriata fu la divisione indiana che da metà febbraio, fra morti e feriti, aveva avuto circa 4000 vittime.

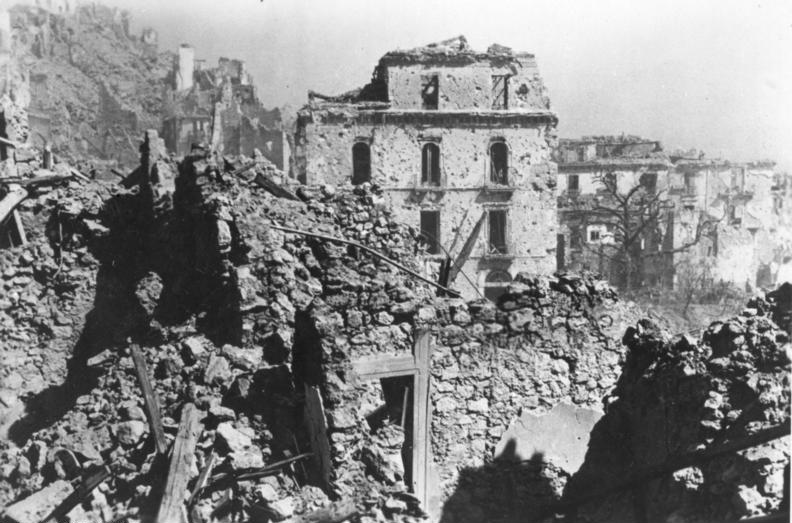
La città di Cassino come si presentava nelle settimane della sanguinosa battaglia

La terza battaglia si concluse dunque con un'altra sconfitta tattica per gli Alleati e con una vittoria difensiva dei tedeschi; questi ultimi, tuttavia, pagarono un prezzo elevato e i loro battaglioni furono ridotti a una consistenza variabile fra i 40 e i 120 uomini. La battaglia fu oggetto successivamente di valutazioni controverse; il generale von Senger l'avrebbe giudicata come «difficilmente comprensibile». Dopo gli attacchi del dicembre 1943 del generale Juin e i tentativi del generale McCreery a gennaio contro l'ala destra del XIV Corpo corazzato, i comandi alleati avevano deciso di concentrare l'attacco contro il caposaldo di Cassino, l'unica zona che avrebbe teoricamente consentito l'utilizzo massiccio delle forze corazzate, ma anche area ove le opere difensive tedesche erano più dense. L'attacco era stato ideato per alleviare la pressione su Anzio, che tuttavia era ormai calata al momento della terza battaglia, dato che la situazione sulla testa di ponte si era ormai stabilizzata; queste valutazioni contribuirono soltanto a sollevare ulteriori perplessità. Dopo il fallimento delle prime due offensive, il generale Freyberg, sempre assillato dal problema di contenere le perdite, continuò a essere restio a impegnare le proprie riserve e decise di insistere con una manovra a tenaglia e ad affidarsi all'aeronautica, nonostante la distruzione dell'abbazia avesse già evidenziato che i bombardamenti intensivi non avevano scardinato il fronte tedesco (oltre a generare cumuli di macerie che ostacolavano gli stessi attaccanti).
La mancanza di fantasia operativa nei comandi alleati facilitò il compito dei difensori, i quali potevano ora contare sulle truppe più combattive dell'esercito tedesco, plasmate nel fanatismo e nel credo nella causa hitleriana, ma anche da uno spirito di corpo e da un addestramento superiore alla media. I tedeschi dislocati a Cassino poterono sfruttare gli insegnamenti di Stalingrado circa le battaglie urbane e l'utilizzo di pochi e isolati carri armati, i quali venivano mimetizzati per colpire a distanza ravvicinata i mezzi nemici per poi ritirarsi dalla scena. Quale risultato della battaglia si ebbe un miglioramento del morale dei paracadutisti tedeschi, che si dissero orgogliosi della tenacia dimostrata durante i combattimenti contro un nemico più potente; ma la scarsità di mezzi e la completa assenza della Luftwaffe dal campo di battaglia non erano sfuggiti agli alti comandi tedeschi, che temevano un ritorno alla guerra di movimento, per la quale gli Alleati avevano abbondanza di materiale.
Gli alti comandi alleati, a Cassino, si segnalarono per la mancanza di idee brillanti. Freyberg e gli altri generali del Commonwealth erano insofferenti nei confronti di Clark per la sua presunta noncuranza a riguardo delle perdite, ma la strategia della guerra di logoramento fu soprattutto frutto della volontà di Alexander. Dal canto loro, i comandanti britannici continuavano a considerare il carro armato l'arma decisiva, ma l'orografia dell'Italia creava solo congestione, caos e ritardi; la linea Gustav dimostrò ancora una volta come l'antico principio, secondo il quale l'attaccante deve godere di un vantaggio numerico minimo di tre a uno, era ancora validissimo su un terreno montagnoso: il generale Freyberg, al contrario, non raggiunse mai nemmeno la proporzione di due a uno. Solo con la conclusione del terzo assalto il maresciallo Alexander prese in considerazione quello che i generali Juin e Keyes suggerivano da mesi, ossia compiere un'ampia manovra di aggiramento condotta su un terreno accessibile ad almeno due divisioni agili e ben equipaggiate.

### La sospensione dei combattimenti e le retrovie

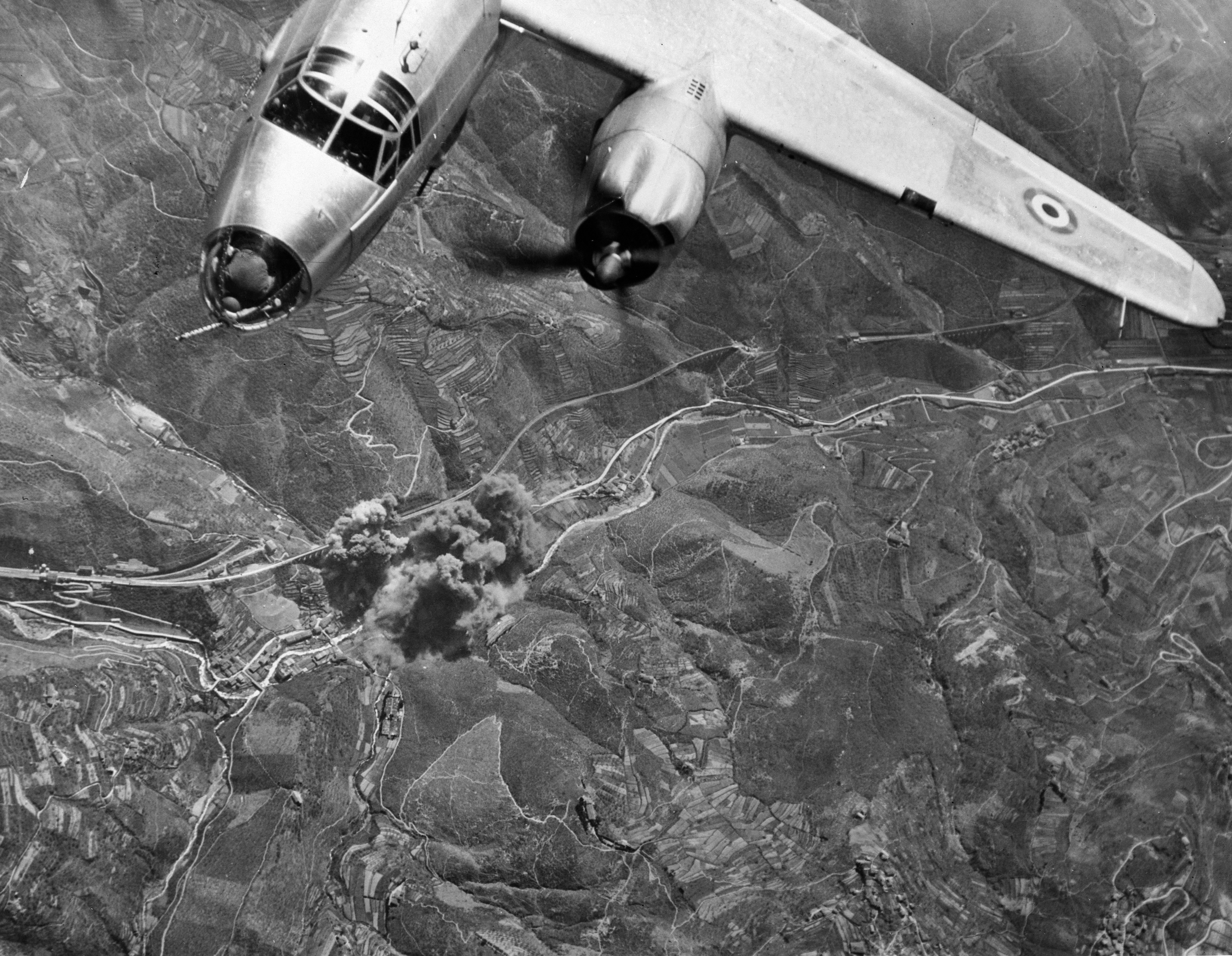
Un B-26 durante un'azione di bombardamento delle linee di comunicazione tedesche nei pressi di Piteccio

Alla fine di marzo il fronte in stallo passava attraverso la città distrutta e sia il Castello, sia il disagevole saliente che dalla Testa di Serpente passava verso monte Castellone e colle Abate, erano sotto controllo alleato (sebbene in alcuni punti le linee fossero a ridosso di capisaldi tedeschi). A nord di Cassino le truppe francesi furono rimpiazzate in questo periodo dalla 4ª Divisione dell'8ª Armata e successivamente dai neozelandesi che, così, ebbero modo di riposare dopo i duri scontri sostenuti.
Dietro il fronte la popolazione civile continuava a soffrire. Oltre alle numerose vittime causate dal fuoco di entrambi gli schieramenti, molti furono i morti per malaria, propagatasi dopo che i tedeschi avevano aperto le chiuse e inondato la vallata del Rapido e con l'accumularsi dei cadaveri. Nel frattempo, nelle retrovie, avevano cominciato a circolare le prime accuse mosse ai nordafricani francesi, in particolare ai goumier (le truppe da montagna marocchine irregolari, utilizzate sempre più massicciamente dal generale Juin) circa l'aver commesso stupri e saccheggi su vasta scala. Juin ricevette numerose proteste sul comportamento dei suoi uomini e persino Papa Pio XII intervenne tanto che, nei giorni della liberazione di Roma, alle truppe alleate di colore fu impedito di partecipare alle parate commemorative dell'evento. Il sottotenente Norman Lewis, ufficiale addetto alla raccolta informazioni della 5ª Armata, riferì di numerose brutalità e stupri anche fino ad Afragola, perpetrati pare da nordafricani insubordinati. Le violenze avrebbero raggiunto l'apice nella primavera-estate del 1944, in concomitanza con lo sfondamento del fronte di Cassino. Nel Lazio si sarebbero verificato il 70% dei casi di stupro denunciati al termine del conflitto, sebbene gli storici ritengano che la maggior parte delle donne non sporse denuncia e il numero ufficiale sottostimi l'accaduto. Nel dopoguerra si volle tuttavia evitare di enfatizzare i racconti delle violenze che sarebbero divenute note come "marocchinate", perché la descrizione di una condotta criminale da parte degli eserciti alleati avrebbe ostacolato il percorso politico del Paese nel contesto internazionale. Per i contemporanei, inoltre, il comportamento dell'occupante tedesco, causa di stenti e privazioni, risultò paradossalmente più comprensibile - in quanto dettato da irrinunciabili esigenze militari – della violenza subita dalle truppe alleate. Le accuse assunsero nei mesi successivi una certa consistenza, al punto da dover essere gestite con particolare cautela: il corrispondente Leonard Marsland Gander del The Daily Telegraph osservò che «I goumiers sono diventati una leggenda, oggetto di aneddoti di cattivo gusto [...] non c'è resoconto dei loro stupri o di altre malefatte che non sia troppo strampalato per essere riferito come vero».

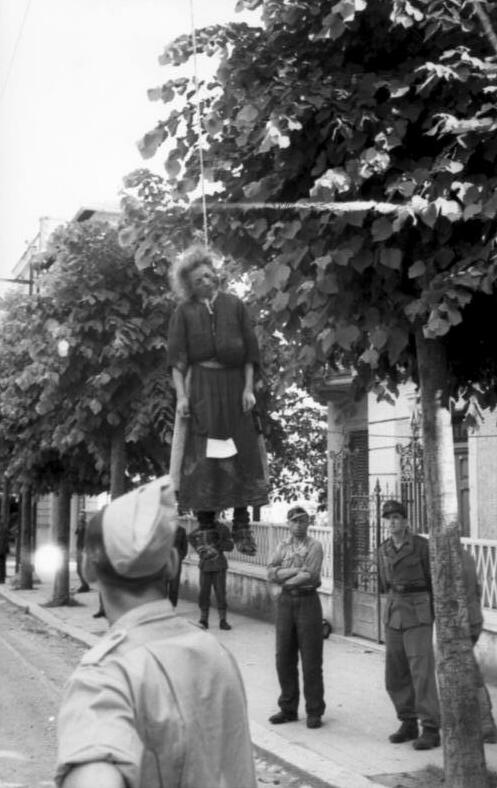
Donna impiccata dai nazifascisti a Roma: sulla gonna è appuntato un cartello con le accuse per le quali è stata sommariamente giustiziata. Attorno a lei, soldati tedeschi.

Napoli era intanto divenuta l'ideale contraltare ai pericoli e alla bruttura del fronte. I ristoranti sul lungomare erano aperti, il Teatro di San Carlo rimasto indenne offriva spettacoli e si potevano fare gite fino all'Isola di Capri; inoltre pullulavano i bordelli, meta assai frequentata che, tuttavia, era sorgente di malattie veneree: si dovette promuovere una rete di "stazioni di profilassi" che, a stento, contenne nel marzo 1944 un'epidemia di gonorrea. Dalla fine del 1943 si era riaffacciato il tifo esantematico, debellato nell'inverno-primavera 1944 mediante l'impiego su vasta scala del DDT. Le condizioni della popolazione, comunque, rimasero misere: comuni erano povertà, prostituzione e criminalità sfacciata. L'amministrazione militare alleata si trovò costretta a garantire ai civili l'indispensabile per la sopravvivenza e il mantenimento della sicurezza pubblica, nonché a dedicarsi al ripristino del porto, dell'impianto idroelettrico e della rete ferroviaria (infrastrutture utili alla campagna in corso). Questi sforzi non impedirono tuttavia l'affermarsi di un fiorente mercato nero e di lucrosi traffici di forniture rubate agli Alleati; un bollettino dello Psychological Warfare Bureau dell'aprile 1944 riportò che componevano il 65% del reddito procapite napoletano.
Anche nel resto della penisola la vita quotidiana era dura e desolante, sia a causa della predatoria occupazione tedesca e delle operazioni antipartigiane (alle quali contribuirono i reparti della RSI) sia in ragione della prolungata campagna di bombardamenti aerei statunitensi, volta a disarticolare la griglia stradale e ferroviaria per ostacolare la Wehrmacht: da metà marzo a metà maggio 1944 essa contò 50000 missioni e 26000 tonnellate di bombe sganciate. Roma era stata dichiarata città aperta, ma l'esercito tedesco vi aveva installato comandi militari e ne sfruttò la rete viario-ferroviaria per le proprie necessità militari; di conseguenza gli Alleati si sentirono legittimati a colpire dal cielo obiettivi sensibili con la precisione che gli strumenti dell'epoca consentivano, suscitando così indignazione tra la popolazione. In città la repressione era affidata al comando della Gestapo di via Tasso e alle SS che torturavano i prigionieri, catturati anche grazie all'azione delle milizie fasciste, soprattutto della Banda Koch che godeva di grandi poteri, totale impunità e che commise svariati crimini. Dal gennaio 1944, inoltre, si inasprirono le misure di controllo e la persecuzione degli ebrei, mentre la massa di sfollati, la mancanza di acqua e luce, la scarsità di alimenti incrementavano il mercato nero, le ruberie, i tumulti e il tasso di mortalità (specie tra i bambini). I tedeschi, con la complicità e l'appoggio dei fascisti repubblicani, si dedicarono inoltre al rastrellamento di uomini abili al lavoro e alla repressione della resistenza che, il 23 marzo 1944, mise comunque a segno un inaspettato attentato dinamitardo a Roma – atto cui gli occupanti risposero con l'eccidio delle Fosse Ardeatine, molte delle cui vittime furono prelevate da via Tasso e dal carcere di Regina Coeli con la collaborazione attiva del funzionario di polizia Pietro Caruso. In generale il fenomeno resistenziale, proprio dall'inverno 1944, si era confermato un'ulteriore minaccia alle linee di comunicazione e di rifornimento tedesche: si è calcolato che in primavera interessasse ormai più di 70000 individui, operanti in buona parte in Italia settentrionale attraverso sabotaggi, imboscate e attacchi mordi-e-fuggi. Addirittura, secondo il maresciallo Alexander, al 22 maggio i tedeschi avevano dovuto distaccare sei divisioni per controbattere l'imperante guerriglia e il feldmaresciallo Kellering ammise che «la quota di perdite da parte tedesca è stata assai più elevata di quella delle bande».
Il sistema logistico tedesco in Italia, dunque, era compromesso al punto tale che i rifornimenti al Gruppo d'armate C furono sempre più esigui. Le decimate divisioni schierate a Cassino erano carenti di tutto, compresi disinfettanti, sapone, insulina, cerotti, insetticidi, foraggio, ferri e chiodi per i cavalli; la penuria di carburante si era fatta critica sullo scorcio del 1943, sì che i meccanici cercarono di ricavarlo dalle vinacce e dall'acetone delle fabbriche di vernici. Ordini severi imposero il limite di 40 km/h agli automezzi e, persino, si sperimentarono ruote in legno per risparmiare gli pneumatici. In più i reparti tedeschi erano bersaglio della numerosa artiglieria alleata, ben rifornita di munizioni, che rendeva azzardati anche gli spostamenti per recare l'acqua in prima linea. Particolarmente famigerata divenne la cosiddetta Senke der Tode ("valle della morte"), in realtà uno stretto passaggio che si snodava dalle retrovie tedesche all'abbazia. Il paracadutista Werner Eggert ricordò come « [...] molti dei nostri uomini morirono nel corso di quella salita di un'ora o della discesa, che ne richiedeva mezza».

### Riorganizzazione e preparazione

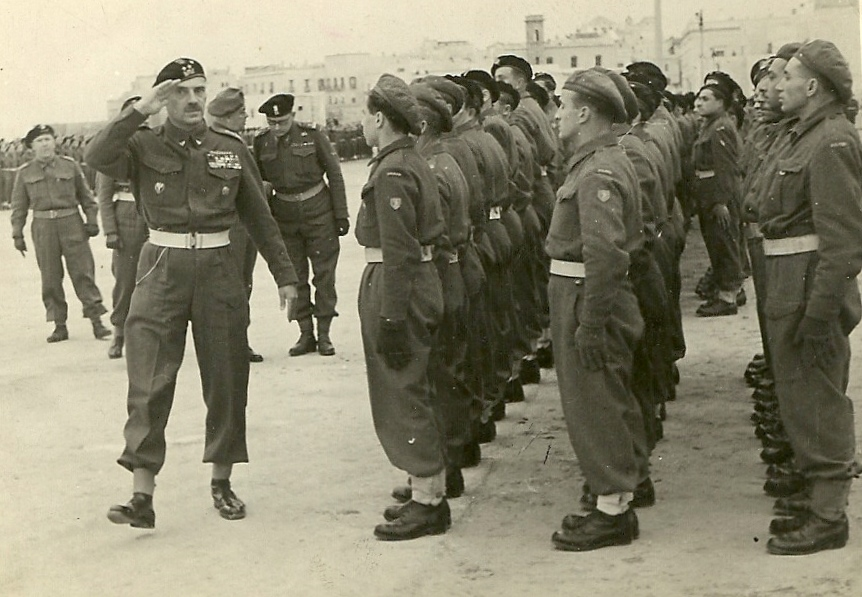
Il generale Anders, comandante in capo del II Corpo d'armata polacco, passa in rassegna le sue truppe

In aprile il generale Clark fu convocato a Washington dove gli fu comunicata la data dell'operazione Overlord: intuì subito che la campagna d'Italia sarebbe passata in secondo piano, una prospettiva che preoccupava anche il maresciallo Alexander, il quale approfittò della pausa primaverile per recarsi a Londra e convincere il War Office a opporsi a qualunque tentativo di sbarco nella Francia meridionale (operazione Dragoon) – o in qualunque altra parte del Mediterraneo occidentale – allo scopo di proseguire con energia la campagna d'Italia.
Peraltro già il 22 marzo il generale Wilson aveva inviato a Londra la propria valutazione sulla situazione strategica: riteneva imperativo concentrare gli sforzi sulla campagna in Italia dove, a maggio, era prevista una potente offensiva contro la linea Gustav, e annullare Dragoon, o relegarla a semplice manovra diversiva. Sia il primo ministro Churchill e gli stati maggiori britannici, sia il generale Eisenhower approvarono il documento, ma il capo di stato maggiore dell'esercito statunitense Marshall autorizzò l'invio del naviglio in Gran Bretagna e suggerì invece di rinviare Dragoon al 10 luglio, così da procedere con l'offensiva primaverile (convenzionalmente nominata operazione Diadem). Egli fece però presente che, caduta Roma, la campagna d'Italia sarebbe passata inesorabilmente in secondo piano.

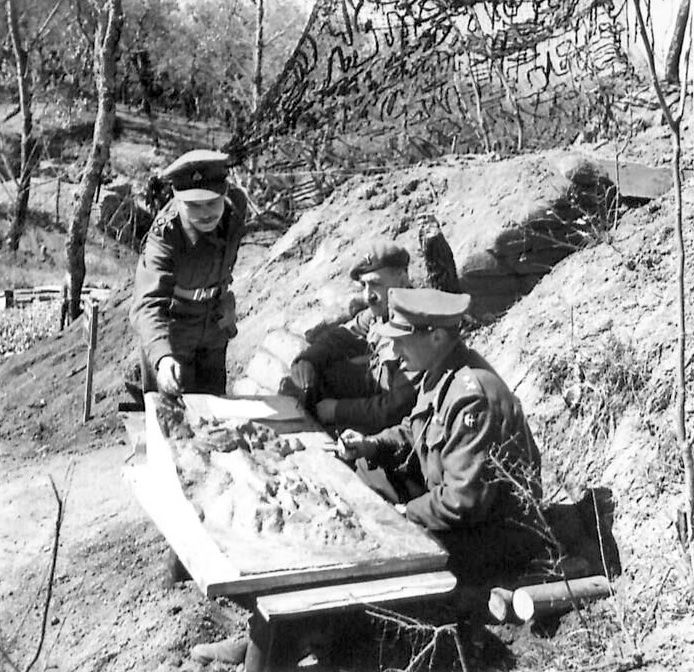
Aprile 1944: ufficiali britannici (seduto a destra il maggior generale Charles Keightley, comandante della 78ª Divisione fanteria) studiano un plastico dell'area di Cassino, in vista della quarta offensiva alleata nel settore

Alla fine l'operazione Diadem ricevette un riluttante segnale unilaterale di via libera e lo sbarco in Francia meridionale, nonostante le obiezioni statunitensi, fu ridotto a piano di copertura dell'offensiva in Italia: cominciò così il complicato trasferimento dell'8ª Armata a ovest degli Appennini. La scarsità di navi fece egualmente rallentare l'arrivo di nuove divisioni dal Nordafrica e dal Medio Oriente e, pertanto, lo stato maggiore britannico concluse che il dispiegamento non sarebbe potuto avvenire prima della metà di aprile, inducendo Alexander a rinviare Diadem all'11 maggio 1944. Per depistare e ostacolare i tedeschi (già sottoposti alla campagna aerea) gli Alleati programmarono l'impiego di unità di sabotaggio dietro le linee nemiche (ad esempio l'operazione Ginny); la dislocazione arretrata fino all'ultimo delle nuove unità; la conduzione di esercitazioni anfibie nella zona di Napoli-Salerno che ricadeva nel raggio d'azione della ricognizione della Luftwaffe, in modo da far credere al feldmaresciallo Kesselring l'imminenza di un altro sbarco.
L'operazione Diadem, creatura del maresciallo Alexander, puntava soprattutto a sconfiggere le forze del generale von Vietinghoff, come dichiarato nell'ordine operativo n. 1 del 5 maggio: «distruggere l'ala destra della 10ª Armata tedesca; ricacciare ciò che resta di essa e della 14ª Armata a nord di Roma; e incalzare il nemico fino alla linea Pisa-Rimini infliggendogli nel contempo le massime perdite». Compito dell'armata britannica fu quello di operare lo sfondamento su Cassino e avanzare lungo la Casilina passando a est di Roma, quindi puntare su Ancona e Firenze (e successivamente, a seconda della decisione dello stato maggiore combinato, dirigersi a nord-ovest verso la Francia o a nord-est verso l'Austria, come i britannici speravano). La 5ª Armata di Clark avrebbe espugnato la gola di Ausonia e sarebbe avanzata parallelamente ai britannici per ricongiungersi al VI Corpo d'armata statunitense che, a sua volta, da Anzio avrebbe puntato verso Valmontone, tagliando così la ritirata alla 10ª Armata di von Vietinghoff; la 5ª Armata avrebbe quindi marciato su Roma per occupare gli aeroporti di Viterbo e i porti di Civitavecchia e Livorno. Lo sfondamento di Anzio sarebbe dovuto avvenire solo su ordine di Alexander e, comunque, con 24 ore di preavviso sul giorno D+4 (ovvero il 16 maggio). Le forze lasciate sulla costa adriatica sarebbero state poste sotto il comando diretto dal 15º Gruppo d'armate e avrebbero incalzato la ritirata tedesca.

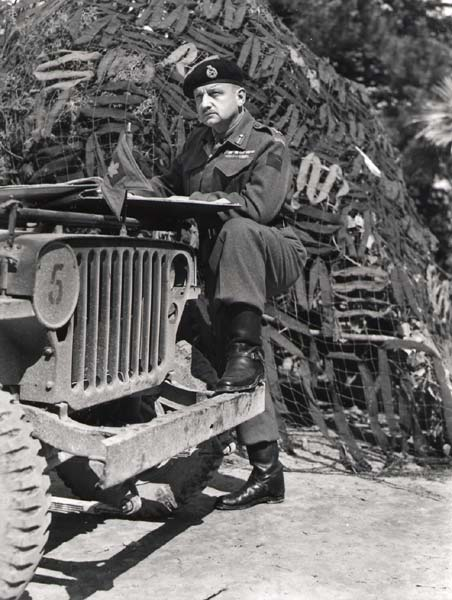
Il tenente generale Eedson Burns, al comando del corpo d'armata canadese schierato nella primavera 1944 al fronte di Cassino

Durante questa fase i britannici ricevettero un quantitativo imponente di mezzi corazzati, riuniti in tre divisioni (1ª e 6ª Divisione corazzata britannica, 6ª Divisione sudafricana) e tre brigate corazzate (21ª e 25ª Brigata carri, 7ª Brigata corazzata); anche la fanteria fu aumentata con l'arrivo della 4ª Divisione britannica, dell'8ª Divisione indiana, della Brigata Ebraica e della 3ª Brigata di montagna greca. Gli statunitensi furono affiancati dall'85ª e dall'88ª Divisione fanteria, le prime due grandi unità giunte in Italia formate da militari di leva. Si verificarono infine importanti spostamenti: il II Corpo polacco andò a sostituire il CEF a nord di Cassino e il XIII Corpo d'armata britannico prese in consegna Cassino dal Corpo neozelandese, che fu sciolto. La linea di demarcazione della 5ª Armata fu spostata più a sud, sul limite meridionale della valle del Liri; l'armata rimpiazzò il X Corpo britannico con il II Corpo statunitense, piazzato lungo il Garigliano, e con il CEF a presidio del settore collinoso di Ausonia; il X Corpo britannico e il I Corpo d'armata canadese (tenente generale Eedson Burns) furono messi a disposizione dell'8ª Armata. Il settore adriatico fu infine lasciato al V Corpo d'armata britannico.
Il II Corpo statunitense (85ª e 88ª Divisione) avrebbe attaccato lungo la costa verso Minturno; il CEF, che aveva inglobato la 1ª Divisione motorizzata francese e la 4ª Divisione da montagna marocchina, doveva attaccare le colline in direzione di Ausonia e quindi avanzare lungo il difficile terreno dei monti Aurunci. Ad Anzio il VI Corpo passò da quattro a sei divisioni (le britanniche 1ª e 5ª, le statunitensi 3ª, 34ª, 45ª e la 1ª corazzata) e costituì una riserva d'armata con la 36ª Divisione. Alla destra delle forze coloniali francesi, lungo la linea del Rapido, incominciava lo schieramento dell'8ª Armata del generale Leese che, da sinistra a destra, allineava il XIII Corpo d'armata e il II Corpo polacco. Il XIII Corpo (tenente generale Sidney Kirkman) si articolava sulla 4ª Divisione britannica e sull'8ª Divisione indiana, che avrebbero attaccato in direzione Sant'Angelo (ricalcando la fallita offensiva della 36ª Divisione nel febbraio 1944), e disponeva inoltre della 78ª Divisione fanteria e della 6ª Divisione corazzata britanniche, posizionate nelle retrovie per sfruttare l'eventuale successo; in appoggio erano pronte anche la 1ª Divisione fanteria e la 5ª Divisione corazzata del I Corpo d'armata canadese. Queste sei divisioni avrebbero sostenuto il peso dell'attacco sia contro la linea Gustav, sia contro la successiva linea Hitler/Senger – una serie di difese in costruzione, che si snodava attraverso la valle del Liri da Pontecorvo ad Aquino, per poi risalire verso Piedimonte e ricongiungersi alla Gustav a monte Cairo: era fondamentale sfondare questo secondo ostacolo prima che i tedeschi potessero adeguatamente presidiarlo e rinforzarlo, aprendo così la strada per Roma. Sui monti attorno a Cassino si trovava il II Corpo d'armata polacco del tenente generale Władysław Anders, che era stato ingrossato da una brigata corazzata: essa e le due divisioni del corpo ebbero il difficile compito di conquistare l'abbazia e, quindi, ricongiungersi con il XIII Corpo. Infine, sulle montagne a destra dei polacchi, fu posizionato il X Corpo d'armata britannico con la 2ª Divisione neozelandese, la 24ª Brigata corazzata e il Corpo Italiano di Liberazione.

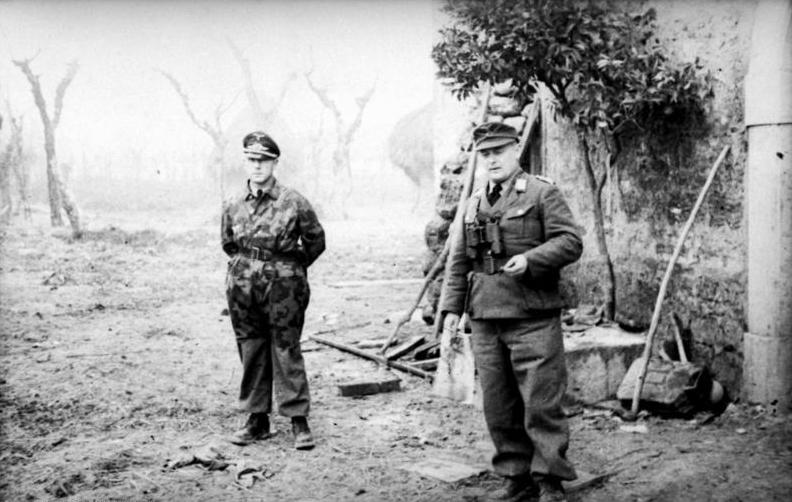
Il colonnello Sebastian Ludwig Heilmann, comandante del 3º Reggimento paracadutisti, e il generale Richard Heidrich, protagonisti dell'accanita difesa di Cassino

Anche i tedeschi avevano provveduto a riorganizzarsi. Il settore del XIV Corpo corazzato del generale von Senger era stato ridotto dal mare fino alla via Casilina, mentre il settore da Cassino fino ai monti appenninici era stato affidato al LI Corpo da montagna del generale Valentin Feurstein, che Kesselring aveva trasferito dopo essersi accorto del rischieramento dell'8ª Armata. Il LI Corpo assunse le posizioni prima tenute dalla 5ª Divisione da montagna, dalla 44ª Divisione fanteria e dalla 1ª Divisione paracadutisti, ancora a Cassino: von Senger fu quindi escluso, con sua grande irritazione, dalla difesa della cittadina. La 15ª Divisione granatieri corazzati, che per tre mesi aveva sorvegliato Sant'Angelo e il Rapido, fu sostituita dal "Gruppo Bode" (parte della 305ª Divisione) ma, poiché questo reparto fu ritenuto troppo debole, i granatieri corazzati lasciarono sul posto un distaccamento. La 71ª Divisione, che aveva dato buona prova nei combattimenti a Cassino di gennaio-febbraio, fu posta a presidio del settore superiore del Garigliano, dinanzi al CEF di Juin; la 94ª Divisione continuò a controllarne il basso corso davanti alle posizioni del II Corpo del generale Keyes. Kesselring affidò il settore adriatico al tenente generale Hauck, il comandante della 305ª Divisione, che oltre a quanto restava della sua unità ebbe la 334ª Divisione di fanteria e la 114ª Divisione Jäger (truppe di second'ordine con le quali dovette tenere circa 95 chilometri di fronte).
Kesselring, però, era ancora preoccupato da un possibile sbarco a nord di Roma e, dunque, piazzò la divisione corazzata "Hermann Göring" tra Livorno e Genova, la 29ª Divisione granatieri corazzati a Civitavecchia, la 26ª Divisione corazzata sui colli Albani poco a nord-ovest della testa di sbarco di Anzio; la 90ª Divisione granatieri corazzati fu divisa in due gruppi: uno alla foce del Tevere e l'altro lungo la via Casilina, nei pressi di Valmontone. Una parte della 15ª Divisione granatieri corazzati rimase dietro lo schieramento delle divisioni 94ª e 71ª, sulla costa di Terracina, sempre con l'idea di contrastare un eventuale sbarco. Secondo lo storico Jackson l'analisi di queste disposizioni confermerebbe che il piano di copertura del maresciallo Alexander funzionò a dovere, sia nel nascondere le forze in campo sia nel depistare i tedeschi. La Luftwaffe era in netta difficoltà e, a dimostrazione di quanto incerta fosse la visione tedesca della situazione, alla fine di aprile Hitler indisse una riunione all'Obersalzberg con diversi ufficiali superiori tra cui von Vietinghoff, von Senger e Baade che, pertanto, rientrarono in Germania e là si trovavano quando scattò l'operazione Diadem. Alexander, dal canto suo, aveva finalmente raggiunto una superiorità di uomini nella proporzione di tre a uno nel settore di Cassino e di due a uno nel settore del Garigliano; difatti, lungo il fronte di 30 chilometri, ai 57 battaglioni e circa 300 apparecchi tedeschi gli Alleati opponevano 1600 cannoni, 2000 carri armati e 3000 aerei.

### La quarta battaglia

#### L'attacco generale
(Sir Winston Churchill in una lettera al generale Alexander dell'11 maggio 1944)

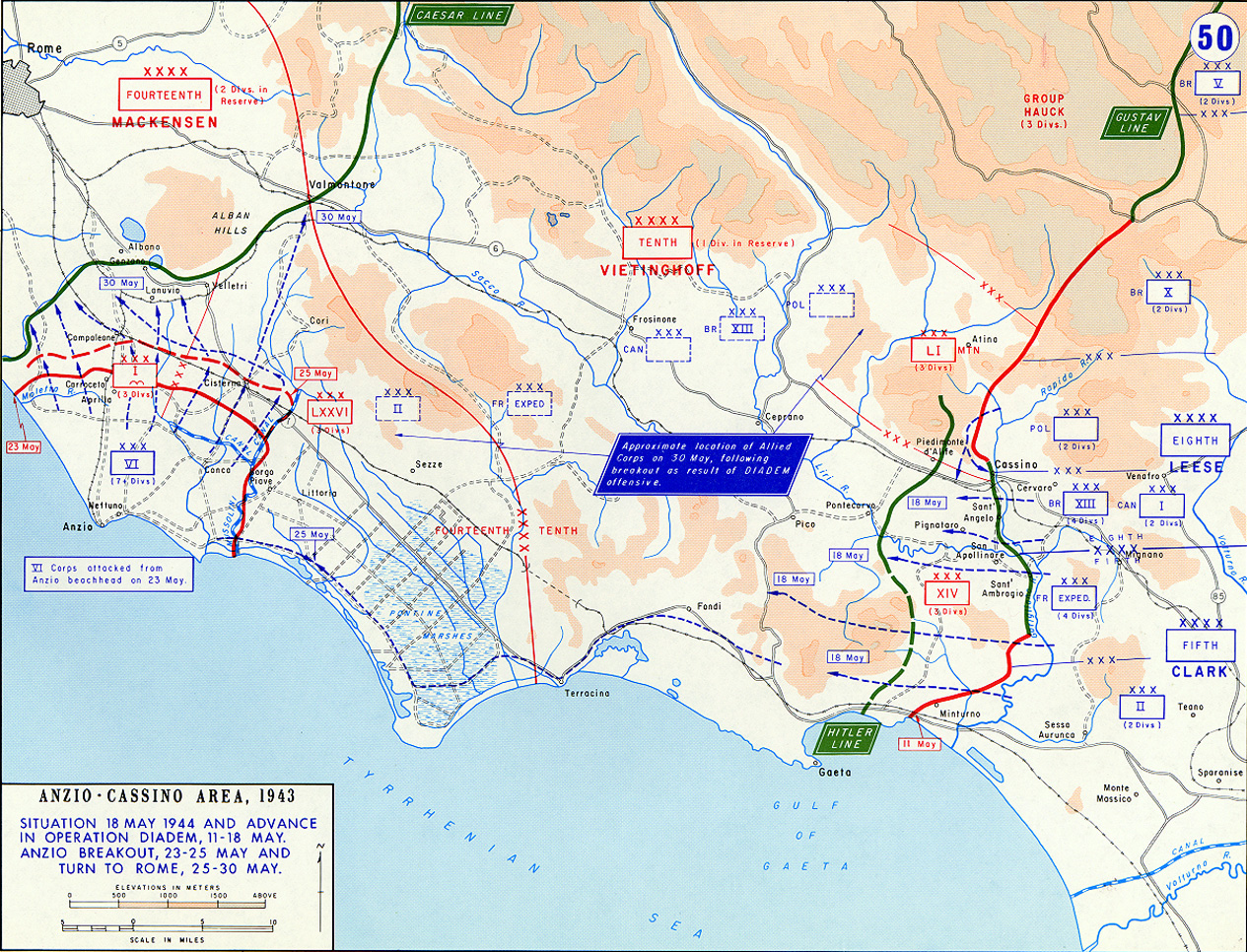
L'operazione Diadem in una mappa del servizio cartografico dell'esercito statunitense

Per tutta la sera dell'11 maggio l'artiglieria alleata continuò con l'usuale bombardamento delle postazioni tedesche per non far sospettare alcunché, fino a diminuire notevolmente verso le 22:00; cessò anche il tiro di controbatteria dei tedeschi, che avevano in programma un avvicendamento notturno di truppe e, pertanto, non avevano intenzione di disturbare la quiete. Improvvisamente, alle ore 23:00, la totalità dell'artiglieria della 5ª Armata aprì il fuoco contemporaneamente e, per quaranta minuti, martellò le postazioni tedesche in preparazione all'attacco delle fanterie secondo le direttive dell'operazione Diadem.
Sulla costa il II Corpo d'armata statunitense cozzò contro l'ostinata difesa della 94ª Divisione tedesca, che resistette agli attacchi molto meglio di quanto il feldmaresciallo Kesselring e il generale von Senger si fossero aspettati. Nella valle del Liri, il XIII Corpo dovette sostenere duri combattimenti per ogni metro di terreno conquistato: l'8ª Divisione indiana costituì a sud di Sant'Angelo una precaria testa di ponte oltre il Rapido e, nella notte, i genieri riuscirono a mettere in opera due ponti da 30 tonnellate; con l'appoggio dei mezzi corazzati che poterono affluire dall'alba, la divisione riuscì ad ampliare e consolidare il suo punto d'appoggio e a respingere i contrattacchi del Gruppo Bode. A nord della cittadina, più vicino alle pendici di Montecassino, la 4ª Divisione britannica non ebbe altrettanta fortuna: costituì due piccole teste di ponte, ma non ebbe a immediata disposizione dei ponti perché i punti migliori dove erigerli erano strettamente sorvegliati dalle postazioni tedesche nel monastero e, d'altro canto, i reparti del genio erano tenuti lontani dal Rapido dal tiro dell'artiglieria. Occorse tutta la seconda notte per poter costruire un ponte nel settore della 4ª Divisione, ma anche così l'unità fu duramente contrastata da distaccamenti dei paracadutisti, della 44ª e della 5ª Divisione da montagna fatte affluire da nord. Alla sera del 13 maggio, comunque, il XIII Corpo aveva stabilito due teste di ponte oltre il Rapido e le due divisioni si erano ricongiunte dietro Sant'Angelo, ma erano ben lontane dallo sfondamento; il campo di battaglia era ancora dominato dal monastero e gli artiglieri tedeschi erano ancora in grado di battere la valle sottostante.

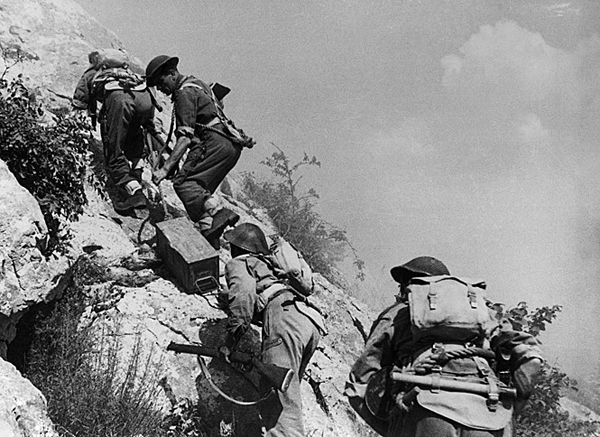
Soldati polacchi intenti nel difficile trasporto di approvvigionamenti sulla linea del fronte

Nell'offensiva generale il II Corpo d'armata polacco soffrì dure perdite. Il generale Anders aveva deciso, per schiacciare i difensori, di compiere un attacco simultaneo contro tutti i capisaldi tedeschi, per evitare che potessero appoggiarsi reciprocamente come era accaduto negli attacchi dei mesi precedenti. Egli optò per non assaltare il monastero stesso bensì, irrompendo oltre i crinali situati alle sue spalle e avanzando su un ampio fronte con le sue divisioni, di tagliare la sottostante via Casilina e stringere, così, il presidio di Cassino e il monastero fra sé e la 4ª Divisione attestata nella valle del Liri. I polacchi ebbero tutto il tempo di rifornire le proprie posizioni e di migliorare le strade di accesso al massiccio di Cassino, consentendo lo schieramento di alcuni carri armati; non fu però ritenuto opportuno pattugliare tutto il settore, per non rivelare interamente piani e forze polacchi. In questa zona l'avvicendamento dei reparti tedeschi riuscì appena prima dell'inizio dell'offensiva alleata e i polacchi si trovarono in un'inaspettata inferiorità numerica locale; sebbene, all'inizio, l'attacco polacco avesse raccolto alcuni risultati positivi, ben presto i reparti furono inchiodati dal fuoco incrociato di armi automatiche e dal tiro dei mortai. Alla fine della giornata i polacchi erano riusciti a espugnare molte postazioni tedesche eppure, all'alba del 13, si ritrovarono in una pessima posizione, avvinghiati su pendii esposti al fuoco tedesco, con flebili collegamenti e scarse possibilità di ripiegare o avanzare, seguire o indietreggiare. Nel corso del pomeriggio il generale Anders fu costretto a ordinare la ritirata sui punti di partenza: i polacchi avevano perso quasi metà degli effettivi partiti all'attacco senza aver conseguito alcun risultato apprezzabile, se non quello di aver impegnato parte delle forze del generale Heidrich che, altrimenti, avrebbero ostacolato molto più duramente la 4ª Divisione.

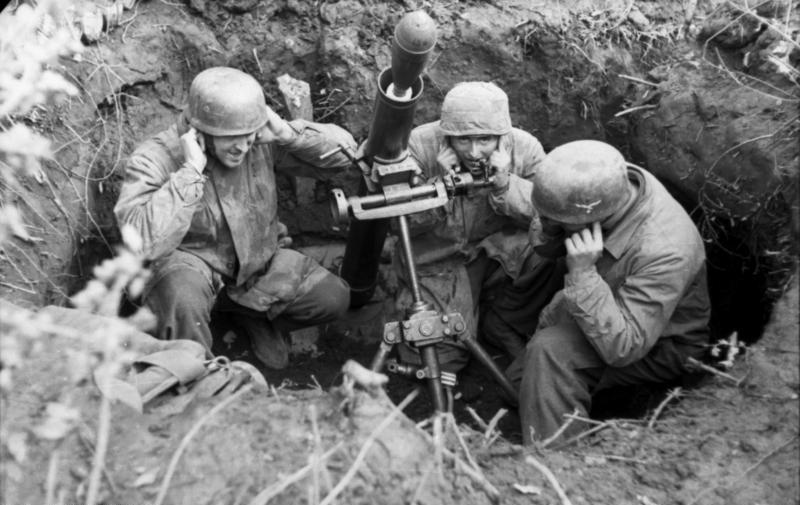
Fallschirmjäger pronti al fuoco con un mortaio da 81 mm

L'unico successo apprezzabile fu raggiunto nel settore francese, dove le truppe coloniali, a loro agio sul terreno montagnoso, crearono molti problemi ai tedeschi che (dal canto loro) non si aspettavano un attacco importante contro la 71ª Divisione, colta quindi di sorpresa. Operando con trasporti someggiati e muovendosi su terreno ritenuto invalicabile, il 13 maggio le forze del generale Juin espugnarono Monte Maio, il bastione meridionale della linea Gustav nella valle del Liri. Il comando tedesco non era riuscito ad avere informazioni sicure sulla composizione della 5ª Armata e del CEF e le due divisioni sull'ala sinistra del XIV Corpo corazzato si rivelarono troppo deboli di fronte a forze avversarie preponderanti; ben presto si rese evidente che anche le posizioni occupate erano meno resistenti di quanto i tedeschi avessero ritenuto. La 90ª Divisione granatieri cominciò a muoversi lungo la Casilina solo il 13 maggio, ma nei giorni 14 e 15 il settore vide decisive azioni alleate: Juin irruppe nella valle dell'Ausente e occupò Ausonia. Il II Corpo di Keyes avanzò nella sua scia ricacciando verso est, lungo la strada costiera che portava a Formia e Gaeta, la provata 94ª Divisione, il cui fianco sinistro era rimasto scoperto a causa dell'avanzata francese; i resti della 71ª Divisione fanteria tedesca erano in ripiegamento verso Esperia. Le due divisioni tedesche nel settore meridionale furono così divise dalla massa priva di sentieri dei monti Aurunci e Juin colse l'occasione inviando circa 12000 goumiers nel varco apertosi attraverso le montagne per tagliare ai tedeschi la strada laterale che portava da Pico a Formia, dietro la linea Hitler: soltanto gli sforzi delle unità sparpagliate della 15ª Divisione granatieri corazzati evitarono al XIV Corpo la completa disfatta. La sorpresa nel comando tedesco fu totale e la puntata offensiva del corpo di Juin si rivelò inarrestabile, anche perché gli Aurunci, considerati impraticabili dal generale von Senger, erano presidiati solo da alcuni distaccamenti che avrebbero dovuto sbarrare le gole; essi furono invece aggirati, accerchiati e fatti prigionieri dalle agili truppe coloniali francesi che, con il loro successo, contribuirono non poco al crollo di tutto il fronte tedesco.

#### La conquista di Montecassino
La débâcle del XIV Corpo nella valle del Liri non ebbe grossi effetti sulla combattività del LI Corpo da montagna del generale Feurstein, deciso a non cedere Cassino alla rinnovata pressione alleata. L'8ª Divisione indiana, sfruttando il successo francese, riuscì ad avanzare dalla testa di ponte oltre il Rapido, ma la 4ª Divisione britannica continuò a lamentare grosse difficoltà; il generale Kirkman, pertanto, ordinò alla 78ª Divisione fanteria di passare lungo la direttrice della 4ª Divisione e di irrompere verso la Casilina, in concomitanza con un rinnovato attacco portato dai polacchi dietro Montecassino, previsto per il 15 maggio.

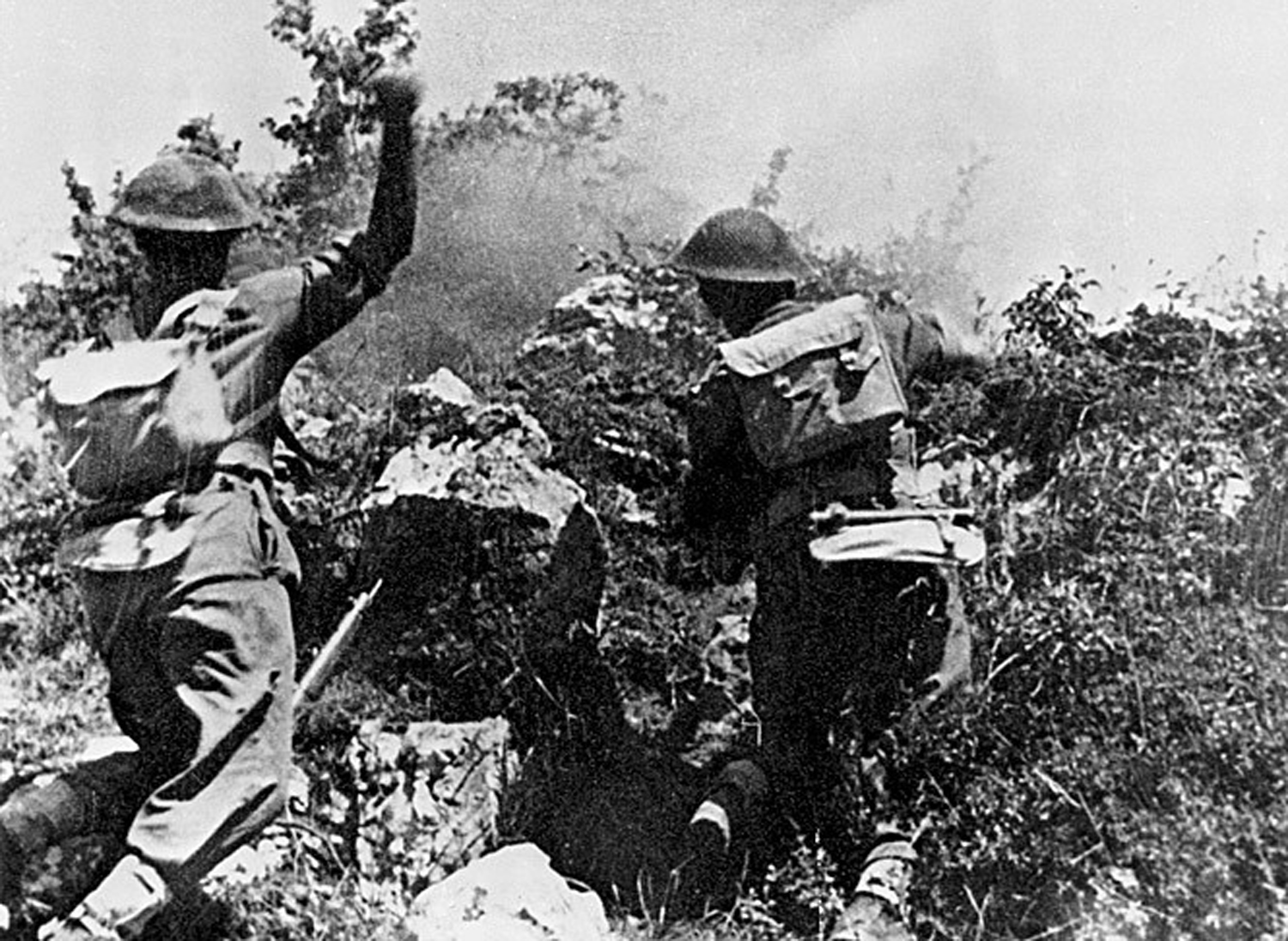
Soldati polacchi in azione sulle alture di Montecassino

Anche la 78ª Divisione, però, non riuscì a risolvere granché, dato che i ponti che avrebbe dovuto attraversare erano ancora sotto il tiro dell'artiglieria tedesca: i comandi britannici rinviarono l'attacco al 18 maggio e il generale Leese ordinò al I Corpo canadese di spostarsi in avanti; il corpo incominciò ad attraversare il Rapido il 15 maggio nel settore dell'8ª Divisione. Il giorno successivo la 78ª Divisione, stavolta con l'appoggio di una brigata corazzata della 6ª Divisione corazzata britannica, incominciò un metodico attacco avvolgente per tagliare la strada statale a ovest di Cassino, mentre la 4ª Divisione condusse un'azione simile ma in un arco più interno a quello della 78ª Divisione, allo scopo di recidere la strada più vicino a Cassino. Poiché entrambi gli attacchi fecero costanti progressi, Leese autorizzò il generale Anders a incominciare il secondo attacco contro Montecassino nella mattinata del 17 maggio.

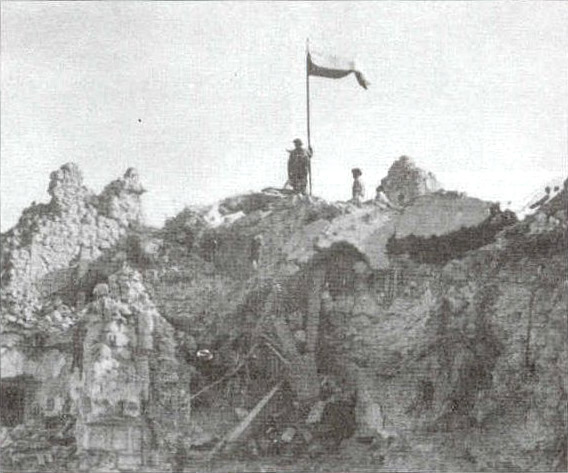
La bandiera polacca sventola sulle rovine di Montecassino, 18 maggio 1944

Nei giorni fra i due attacchi i polacchi si erano dedicati alla ricostituzione dei loro reparti, oltre a mantenere all'erta i tedeschi con costanti attacchi di artiglieria, tiri di mortaio e richiesta di missioni aeree; estese e aggressive azioni di pattuglia consentirono ai polacchi di conoscere meglio il terreno e la dislocazione delle postazioni nemiche e, così, Anders poté meglio pianificare il secondo assalto all'abbazia. La battaglia intrapresa il 17 fu cruenta, dato che gli uomini del generale Heidrich reagirono in modo determinato ma, data la superiorità locale polacca, la difesa tedesca cominciò a cedere; già nella notte precedente all'offensiva i polacchi riuscirono a espugnare l'ambita Quota 593, grazie agli enormi sforzi delle unità della Divisione "Karpackich", un successo che modificò subito l'equilibro tattico nella battaglia sulle alture di Cassino. I polacchi, appesantiti da un carico supplementare di munizioni, si aprirono il cammino lungo i pendii di Quota 593 e impegnarono i difensori con nutriti lanci di bombe a mano e il fuoco incrociato di armi leggere; la battaglia degenerò in una miriade di piccoli scontri a livello di plotone, sempre più vicina alle rovine del monastero: le forze tedesche si assottigliarono notevolmente a causa delle perdite, ma anche i polacchi, verso tarda mattinata, incominciarono a soffrire mancanza di uomini, soprattutto a causa dei tiri di sbarramento dei mortai sfuggiti all'attenzione dei cacciabombardieri. Dietro le linee polacche furono formati in tutta fretta nuovi reparti, raccogliendo persino autisti, cuochi e altro personale non combattente, per alimentare l'avanzata. In serata queste unità improvvisate ripristinarono il contatto con le linee avanzate e gli uomini ripresero a procedere verso la vetta, ma a quel punto entrambi gli schieramenti erano esausti. Nel frattempo i comandi tedeschi avevano dovuto affrontare la pericolosa penetrazione della 4ª e 78ª Divisione fanteria: si profilava l'accerchiamento e annientamento dei paracadutisti asserragliati sul massiccio di Cassino e Heidrich, non disponendo di uomini a sufficienza, dispose di ripiegare durante la notte. Il mattino successivo solo poche retroguardie occupavano ancora alcuni capisaldi a ovest del monastero, per impedire alle truppe di Kirkman di chiudere la sacca attorno a Cassino; una pattuglia del 12º Lancieri "Podolski" si arrampicò verso il monastero e s'imbatté solo in alcuni tedeschi feriti o morenti, abbandonati dai compagni. Dopodiché penetrò in quel che restava del monastero e issò sulle sue rovine la bandiera polacca: un trombettiere suonò le note dell'Hejnał, una melodia militare polacca medievale, suscitando commozione tra i soldati. L'atto simbolicò suggellò la fine della battaglia per Cassino, completamente rasa al suolo nei sei mesi di combattimenti e descritta come «un'orrenda fossa comune», percorsa da malaria, altre patologie e punteggiata da circa mezzo milione di mine.

#### Lo sfondamento della Gustav
Mentre si svolgeva la lotta per l'abbazia, l'attacco del CEF era proseguito speditamente. Alla caduta di Cassino la 1ª Divisione motorizzata del generale Juin era già in marcia lungo la sponda meridionale del Liri e aveva raggiunto la linea Hitler, a sud di Pontecorvo. La 3ª Divisione algerina aveva occupato Sant'Oliva sull'estremità meridionale della linea e i contingenti di goumiers, più la 4ª Divisione marocchina, avevano superato la prima metà dei monti Aurunci, dominando quindi la strada laterale Pico-Formia. Anche il II Corpo d'armata, dopo le incertezze iniziali, aveva guadagnato velocità: Formia fu conquistata il 17 maggio dall'85ª Divisione fanteria e Gaeta due giorni dopo; l'88ª Divisione era invece impegnata in battaglia tra le colline e riuscì a prendere Itri, sulla strada Pico-Formia, il 19.

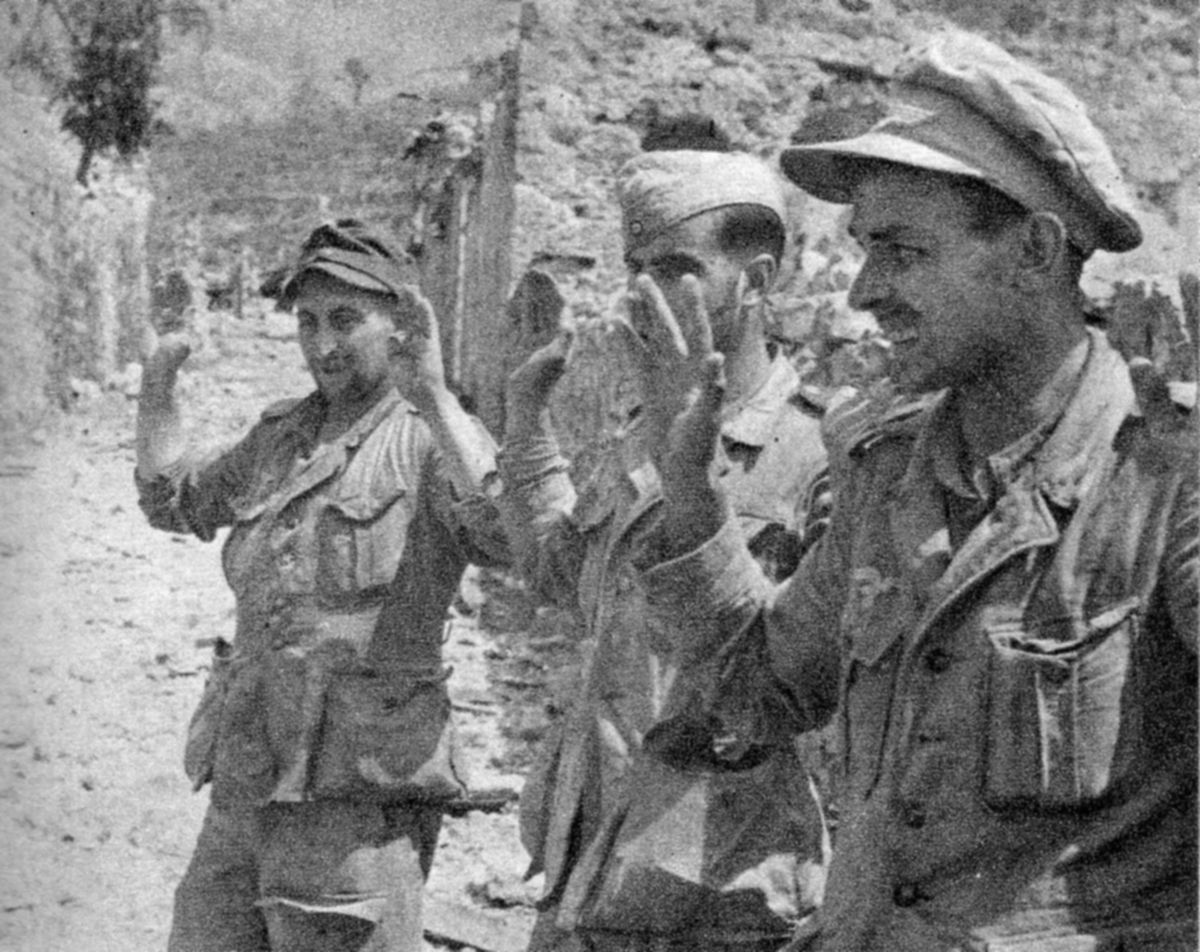
Prigionieri tedeschi a Piedimonte

La temuta battaglia per la linea Hitler, ribattezzata dai tedeschi "linea Senger", non si verificò: l'intero settore meridionale della 10ª Armata era stato espugnato prima che i tedeschi avessero potuto adeguatamente presidiarlo e anche prima che il I Corpo d'armata canadese, cui era stato affidato il compito di assaltarla, potesse avvistarla; peraltro i servizi d'intercettazione tedeschi in Italia rimasero sorpresi dalla presenza di questa unità nelle valli del Liri, dato che si riteneva si stesse imbarcando nel porto di Napoli per lanciare un attacco anfibio a nord di Roma. Il feldmaresciallo Kesselring non si rese conto della disfatta del XIV Corpo corazzato fino al 17 maggio e solo allora comprese la gravità della situazione; per bloccare l'avanzata francese intorno all'estremità meridionale della linea Hitler, e salvare quindi la 10ª Armata, ordinò alla 26ª Divisione corazzata di precipitarsi dai colli Albani alla zona di Pico-Pontecorvo; mise in movimento, dalla costa adriatica, pure la 305ª e la 334ª Divisione fanteria, le quali furono sostituite dalla 237. Infanterie-Division fatta affluire in fretta dall'Istria. La 305ª Divisione doveva congiungersi alla 26ª Divisione corazzata e sbarrare il passo al CEF ma, quando i combattimenti sulla linea Hitler incominciarono il 18 maggio, erano già state impegnate tre delle cinque divisioni mobili della Wehrmacht in Italia, peraltro senza piani precisi di contrattacco: Kesselring, infatti, mantenne ancora per qualche giorno la convinzione che, sulle linee Gustav e Senger, fosse in atto un'operazione diversiva per distrarlo da un attacco anfibio. Le controffensive tedesche, dunque, si svilupparono in modo disordinato e inefficiente nel tentativo di tamponare i vuoti creati dal cedimento delle 71ª e della 94ª Divisione fanteria e la tenuta del settore sud della linea Senger fu presto messa in pericolo.
Nel frattempo gli Alleati avevano aggredito anche il cardine settentrionale della linea difensiva tedesca. Infatti, non appena Cassino fu occupata, i polacchi avevano attaccato lungo gli speroni meridionali di monte Cairo per aggirare e, se possibile, espugnare il settore nord della linea Senger: il paese fortificato di Piedimonte. Il maresciallo Alexander, supervisore dell'offensiva, ordinò al generale Juin di continuare a premere verso Pico per aggirare la linea da sud, al XIII Corpo di puntare su Aquino e al I Corpo canadese di liberare Pontecorvo. Il CEF mosse per primo all'offensiva su Pico e impegnò duri scontri con le riserve tedesche, giunte alla spicciolata e subito lanciate in battaglia; il paese fu comunque occupato il 22 maggio e solo l'estrema opposizione del gruppo 26ª Divisione corazzata-305ª Divisione fanteria impedì a Juin di completare la manovra di aggiramento e dirigersi su Ceprano. Tre giorni più tardi anche i polacchi, sull'altro lato della valle del Liri, respinsero i tedeschi ed entrarono a Piedimonte. Quello stesso giorno il generale canadese Burns annunciò l'abbattimento della linea Senger nel settore del suo corpo d'armata, aprendo finalmente la strada all'8ª Armata.

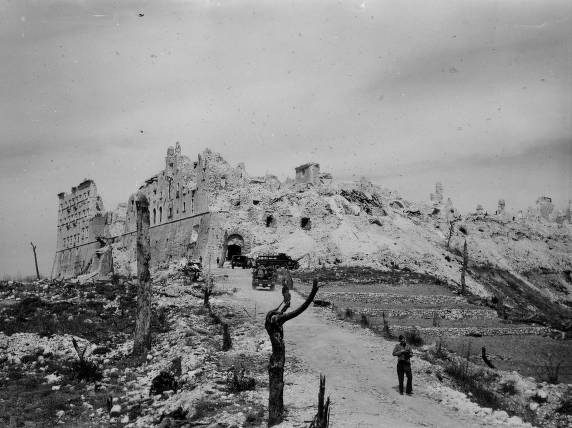
L'abbazia di Montecassino al termine dei combattimenti

Incredibilmente, solo a questo punto della campagna i comandi alleati si resero conto che la valle del Liri non era affatto "l'autostrada per Roma" come avevano sempre immaginato: la strada statale Casilina, l'unica moderna infrastruttura percorribile dalle unità motorizzate alleate, presentava varie strozzature in corrispondenza dei ponti sul Rapido e rimaneva esposta all'osservazione e al tiro delle unità tedesche piazzate sulle alture lungo la valle. Si formarono enormi ingorghi, dato che una divisione corazzata anglo-statunitense a pieno organico comprendeva, mediamente, 700 carri armati medi, 300 altri mezzi blindati, 50 cannoni semoventi, 2000 semicingolati e 10000 tra camion e trattori pesanti; le tre divisioni corazzate della 5ª Armata, perciò, si invischiarono nella modesta valle del Liri e i cannoni anticarro tedeschi, ben piazzati e mimetizzati, causarono grosse perdite agli avversari. In ogni caso la situazione globale della 10ª Armata era diventata drammatica e, nel settore di competenza del X Corpo britannico, i tedeschi incominciarono il loro programma di ritirata combattuta tra il 24 e il 25 maggio; il giorno successivo i neozelandesi e alcuni reparti italiani avanzarono lungo l'asse Atina-Sora-Avezzano ma senza brillare particolarmente, dato che si trovarono di fronte un terreno difficile, numerosi campi minati, estese demolizioni e improvvise azioni tedesche di retroguardia.
Il 19 maggio il feldmaresciallo Kesselring aveva dato istruzioni al generale von Mackensen di spostare la 29ª Divisione granatieri corazzati dalla testa di ponte di Anzio al settore di Cassino; il comandante supremo tedesco in Italia, infatti, nutriva preoccupazioni sempre maggiori per la traballante ala destra del suo schieramento, sulla quale concentrò tutta la sua attenzione. La divisione, tuttavia, fu trattenuta dalla 14ª Armata per diversi giorni, dato che von Mackensen volle disporre di una riserva mobile nell'ipotesi, da lui temuta, di un'offensiva del VI Corpo statunitense per ricongiungersi alla 5ª Armata. Alla fine egli cedette e la 29ª Divisione, assieme alla 15ª Divisione granatieri corazzati, si portò a est ma troppo tardi: il 22 maggio truppe statunitensi erano già penetrate nella gola di Terracina, respinsero gli affrettati contrattacchi tedeschi e, nella notte tra il 23 e il 24, entrarono in città; la malconcia 29ª Divisione, assieme ai resti della 71ª e della 94ª Divisione fanteria, si ritirò sui monti Lepini verso la via Casilina per evitare di essere tagliata fuori. Intanto, lo stesso 23 maggio, era scattata l'azione di rottura dell'accerchiamento di Anzio (operazione Buffalo): il tenente generale Lucian Truscott, rimpiazzo del cauto generale Lucas, coordinò un riuscito assalto e spezzò l'anello tedesco attorno alla testa di ponte. Due giorni più tardi, tuttavia, il generale Clark emise il controverso ordine di non ricercare il collegamento con il VI Corpo (e accerchiare così la 10ª Armata tedesca) e di marciare direttamente su Roma, per far sì che i soldati statunitensi fossero i primi a raggiungere la capitale – soprattutto in anticipo del previsto sbarco in Normandia, che egli sapeva essere programmato per il 5 giugno.

### L'avanzata finale e la conquista di Roma

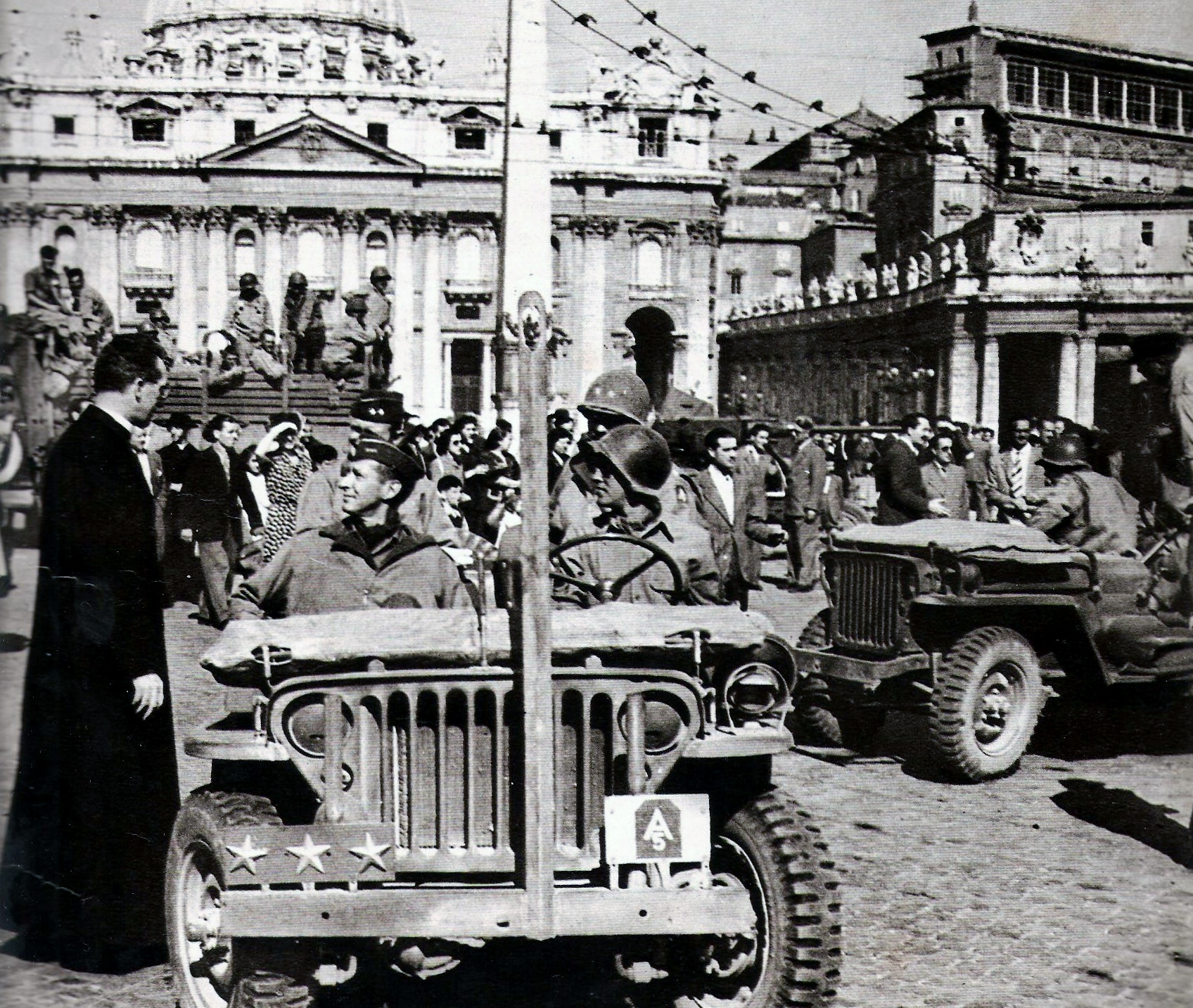
Il generale Clark in Piazza San Pietro

Il crollo delle posizioni tedesche delineò chiaramente la possibile interruzione della via di fuga per della 10ª Armata presso Valmontone tanto che, il 26 maggio, il generale von Senger propose al suo superiore von Vietinghoff di rischierare le divisioni mobili sul profondo fianco destro, dove le truppe del II Corpo statunitense si erano congiunte con quelle del VI Corpo ad Anzio. Von Senger ricevette libertà d'azione solo il 3 giugno, quando ormai le truppe di Clark si apprestavano a entrare a Roma, ma riuscì ugualmente a far ripiegare i suoi uomini lungo la rotabile per Subiaco, mantenendo il contatto con il LI Corpo da montagna e allo stesso tempo rintuzzando gli Alleati.
Quel giorno stesso Hitler autorizzò Kesselring ad abbandonare la capitale, manovra peraltro già in atto con poche interferenze da parte della popolazione. In campo alleato, invece, nacque una sorta di gara tra il II Corpo del generale Keyes (sulla via Casilina) e il VI Corpo di Truscott (sulla via Appia) per arrivare per primi in città: a un incrocio di periferia ci fu il ricongiungimento tra le due forze, una colonna di corazzati della 1ª Divisione con un reggimento dell'85ª Divisione fanteria proveniente da sud. I carri della 1ª Divisione sono ritenuti in genere i primi che arrivarono in centro: dopo essersi fermati sotto il cartello azzurro con la scritta "Roma", aspettarono l'arrivo di Clark che prima si fece fotografare e, subito dopo, fece togliere il cartello per prenderlo come trofeo. Clark era convinto di aver battuto di un giorno la data fissata per l'operazione Overlord; in realtà il maltempo aveva costretto il generale Eisenhower a rimandare di ventiquattr'ore lo sbarco in Normandia.

## Bilancio e conclusioni

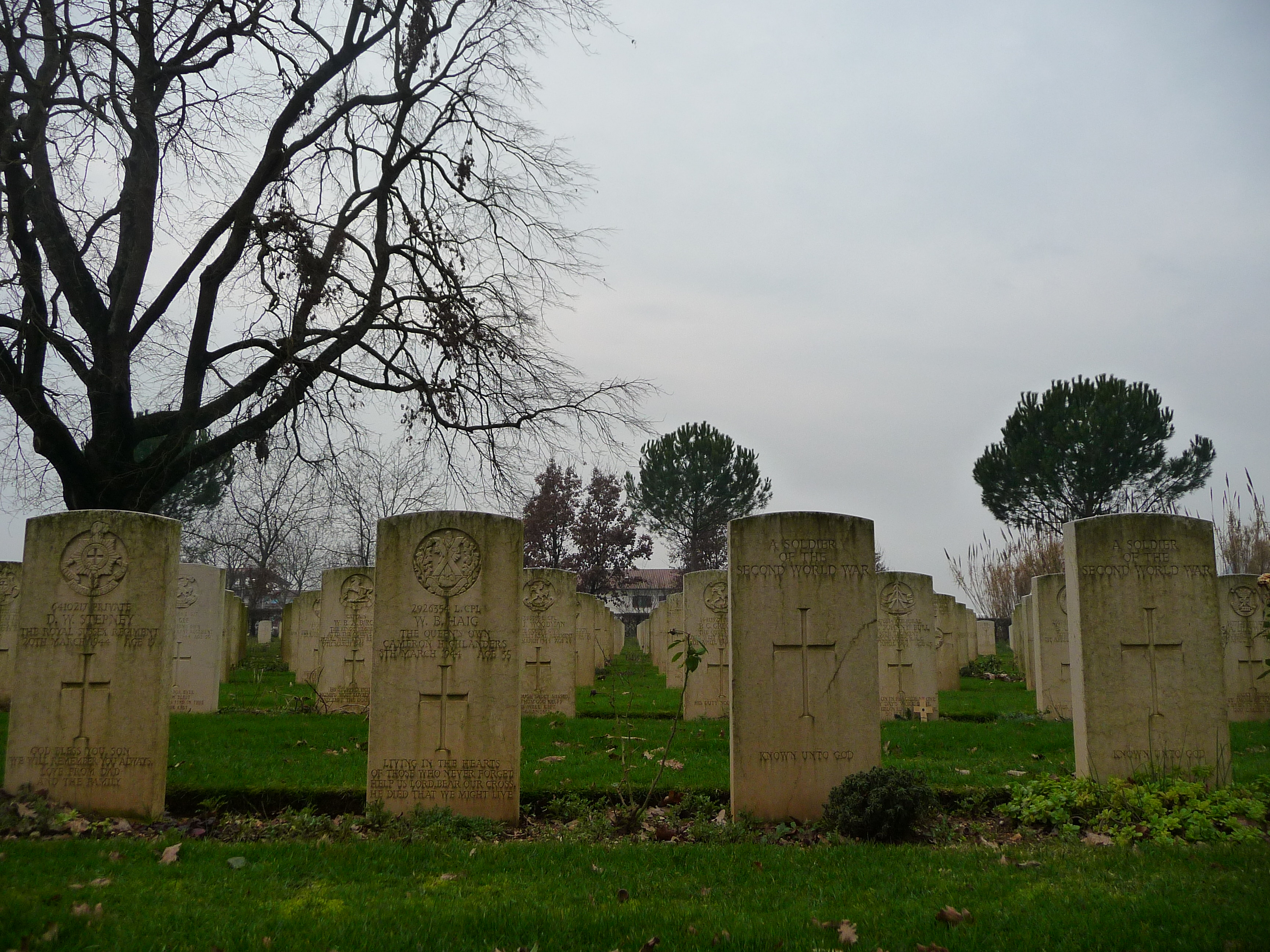
Tombe al cimitero di guerra del Commonwealth di Cassino

La difficoltà avuta dagli Alleati nel superare il caposaldo di Cassino è stata ampiamente discussa dagli storici e dagli stessi militari alleati. Secondo lo storico ed ex generale dell'esercito britannico William G. F. Jackson, l'incertezza e la drammatica situazione strategica degli Alleati a Cassino fu in parte una conseguenza di quella che definì «la tirannia di Overlord». Per i britannici la progettazione di Overlord avrebbe dovuto lasciare quanta più elasticità possibile alla data dell'operazione, in modo tale da sfruttare al massimo il logoramento delle forze tedesche nei Balcani; gli statunitensi, invece, intendevano fissare una data certa, per impedire che il teatro mediterraneo continuasse a dragare uomini, risorse e mezzi. Essi ritenevano altresì che le forze lasciate nel Mediterraneo dovessero concentrarsi su una sola linea d'attacco principale, e non disperdersi in una serie di operazioni minori. Fu Stalin ad appoggiare le argomentazioni statunitensi, contribuendo in ultimo alla rinuncia da parte di Churchill della sua strategia mediterranea.
Le previsioni alleate per una conquista di Roma entro l'inizio del gennaio 1944 furono smentite dalla dura realtà del fronte di Cassino e dalle inesatte valutazioni del teatro di guerra mediterraneo: il primo colpo a Cassino e lo sbarco ad Anzio furono infatti frustrati dalle riserve mobili di Kesselring. I ruoli di Anzio e Cassino si invertirono: infatti le battaglie intraprese a Cassino servirono a ridurre la pressione sulle truppe ad Anzio le quali, invece, avrebbero dovuto contribuire al forzamento della valle del Liri e del Sacco; è pur vero, comunque, che la vittoria difensiva di Cassino fu seguita dal fallimento del contrattacco della 14ª Armata a sud di Roma, ancorché iniziato con discreti successi per i tedeschi, al punto che il morale del Gruppo d'armate C ne uscì scosso. Nessuno dei due contendenti riuscì a sopraffare l'altro: i tedeschi rimasero aggrappati alla linea Gustav nonostante la minaccia portata nelle retrovie, gli Alleati neutralizzarono il grosso concentramento di forze ad Anzio dando inizio a un periodo di guerra di logoramento che impose l'invio in Italia di sempre maggiori risorse per raggiungere obiettivi, definiti da Jackson «illusori» e che tardavano ad arrivare. Gli Alleati furono attratti dal miraggio politico della conquista di Roma e dal criterio militare di continuare a premere sui tedeschi, mentre questi ultimi furono attirati dalla fuggevole occasione politica di una vittoria e dalla necessità militare di difendere la più breve e forte linea difensiva in Italia. Inconsapevolmente, il feldmaresciallo Kesselring e i suoi collaboratori si prestarono alle necessità del maresciallo Alexander: impegnare truppe nemiche in previsione di Overlord. D'altra parte, gli Alleati azzerarono le loro possibilità di approntare per tempo l'operazione Dragoon in concomitanza con Overlord.

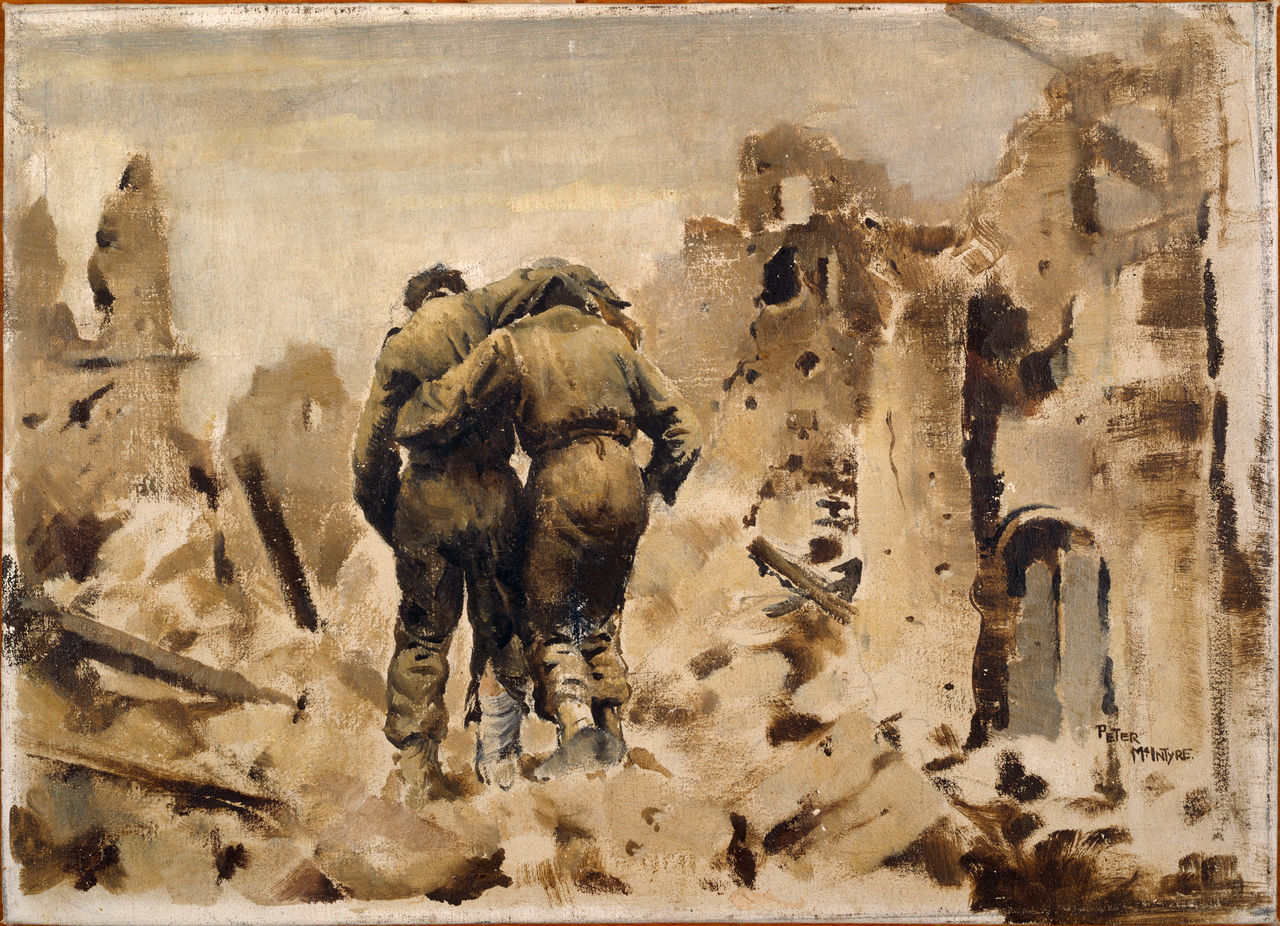
Wounded at Cassino, March 1944, quadro del pittore neozelandese Peter McIntyre

L'accanita resistenza opposta dai tedeschi – scrisse il generale von Senger – significò, per gli Alleati, un'avanzata di appena 15 chilometri in tre mesi nella zona di Cassino e deludenti ritorni alle posizioni di partenza durante i successivi tentativi di sfondamento, cosa che destò l'interesse dell'opinione pubblica di tutto il mondo su questo teatro, l'unico aperto dagli Alleati occidentali in Europa all'inizio del 1944; furono però i tedeschi a sfruttare meglio questa situazione. La propaganda nazista esasperò i successi difensivi per alimentare un «inopportuno ottimismo della popolazione», mentre i comandi alleati furono indotti a trarre conclusioni sbagliate dalle difficoltà incontrate a Cassino. Secondo von Senger, gli Alleati non seppero sfruttare la loro enorme superiorità logistico-militare e, nel tentativo di sorprendere i tedeschi, si impegnarono in attacchi di piccola portata, sempre nei medesimi punti e con un impiego raffazzonato dell'arma aerea (l'esempio dell'abbazia è calzante). L'aver scelto Cassino come unica strada verso Roma fece sì che gli Alleati si precludessero la possibilità di attuare qualsiasi sorpresa operativa. I bombardieri strategici furono utilizzati per assolvere un compito a loro estraneo, quello di dare appoggio tattico alla fanteria e spianarle la strada, ma dopo ogni operazione aerea i mezzi corazzati si trovarono nell'impossibilità di percorrere il terreno sconvolto; l'artiglieria, inoltre, ebbe notevoli difficoltà ad accompagnare la fanteria che procedeva lentamente e molti soldati alleati furono vittima del fuoco amico. Nonostante ciò la resistenza dei tedeschi era segnata dalle gravi manchevolezze esistenti nella condotta di guerra dell'Asse. La scarsità di mezzi e la mancanza di aerei da ricognizione fecero subito sentire il loro peso ai difensori tedeschi, che poterono giovarsi (sempre secondo von Senger) solamente della rigida metodicità dei piani alleati: fu una caratteristica della lotta che permise alla 10ª Armata di resistere e far affluire, durante la notte, le riserve che occorrevano per i contrattacchi. Una rigidità operativa ravvisata criticamente anche dal feldmaresciallo Kesselring che, nel suo libro di memorie, osservò come «i comandi anglo-americani sembravano prigionieri dei loro piani rigidi; [...] non videro, o ignorarono, le occasioni per colpire i nemici ai fianchi; infine [...], sebbene in Italia fossero bloccate alcune divisioni tedesche con la più elevata capacità combattente, in un momento in cui erano richieste con urgenza nelle zone costiere della Francia, gli Alleati non seppero affatto approfittare dell'occasione».

### Esplicative
1. ↑  Il 14 ottobre era giunto a Cassino il tenente colonnello austriaco Julius Schlegel della divisione "Hermann Göring" che, prima della guerra, era uno storico dell'arte e bibliotecario. Prospettò all'abate Gregorio Diamare il pericolo che correva l'abbazia di Montecassino, che di lì a poco si sarebbe trovata al centro del fronte tedesco, e riuscì dunque a far mettere al sicuro gran parte dei tesori lì custoditi, che furono consegnati l'8 dicembre in Vaticano. Nonostante le accortezze dei monaci, circa quindici casse piene di opere d'arte raggiunsero comunque Berlino. L'evacuazione delle opere d'arte fu ampiamente strumentalizzata dalla propaganda tedesca. Vedi: Atkinson, p. 468, Parker, p. 59, von Senger, p. 285.
2. ↑  Nel dopoguerra i reduci della 36ª Divisione chiesero e ottennero dal Congresso l'apertura di una commissione d'inchiesta sulla battaglia, sperando di chiarire i fatti e dimostrare che il generale Clark aveva in pratica ordinato un attacco suicida. Clark criticò Walker per non essere mai andato personalmente al fronte, per non aver dato abbastanza energia alla seconda azione e per non aver ispirato i sottoposti: secondo il generale i dubbi di Walker furono trasmessi ai comandi inferiori, indebolendone lo spirito. Diversi resoconti appaiono critici nei confronti di Walker e della sua divisione e sembrano scagionare sia Clark, sia Keyes: «Si direbbe che l'operazione fosse condotta male dal comando e dallo stato maggiore della 36ª Divisione» scrisse a tal proposito nel 1957 Fred Majdalany nel suo Cassino, Portrait of a Battle. Vedi: Parker, p. 145, Morris, p. 291, von Senger, p. 272. Anche la storia ufficiale dell'esercito statunitense accusò i comandi, colpevoli di «una serie di contrattempi, una valanga di fallimenti, una sequela di sfortune» fra cui «una confusione crescente, che finì quasi per sfociare nell'isteria e nel panico». Vedi: Atkinson, p. 410.

### Bibliografiche
1. ↑  Rimane molto difficile conteggiare con precisione le perdite degli Alleati durante l'assalto alla linea Gustav; i dati qui inseriti sono stati presi dalla sintesi  Dal Volturno a Cassino - Le battaglie per Cassino: i caduti, su dalvolturnoacassino.it. URL consultato il 13 novembre 2018.
2. ↑  Parker, p. 10.
3. ↑  Morris, p. 313.
4. ↑  Parker, pp. 23-24.
5. ↑  Parker, p. 29.
6. ↑  Parker, pp. 34-35.
7. ↑  Parker, pp. 44-45.
8. ↑  Morris, pp. 234-235.
9. ↑  Parker, p. 45.
10. ↑  Morris, p. 235.
11. ↑  Morris, pp. 235-236.
12. ↑  Morris, p. 237.
13. ↑  Morris, p. 238.
14. ↑  Parker, pp. 17-55.
15. ↑  Ford, p. 31.
16. ↑  von Senger, pp. 260-261.
17. ↑  von Senger, p. 263.
18. ↑  Atkinson, p. 369.
19. ↑  Parker, p. 88.
20. ↑  Parker, p. 93.
21. ↑  Parker, p. 94.
22. ↑  Parker, pp. 94-95.
23. ↑  Parker, pp. 111-151.
24. 1 2  Morris, p. 250.
25. 1 2  Parker, p. 95.
26. ↑  Parker, p. 99.
27. ↑  Parker, pp. 101-102.
28. ↑  Kesselring, p. 227.
29. ↑  Atkinson, pp. 372-373.
30. ↑  Morris, pp. 251-252.
31. ↑  Morris, pp. 253-254.
32. ↑  Ford, pp. 24-25.
33. ↑  von Senger, p. 253.
34. 1 2  Kesselring, p. 226.
35. ↑  von Senger, p. 254.
36. ↑  Ford, p. 26.
37. ↑  Lo storico William Jackson commette un errore quando, nel riportare gli scontri lungo il fiume Garigliano del gennaio 1944, parla ancora del generale Pfeiffer. Vedi: von Senger, pp. 256-257, (EN) 94. Infanterie-Division, su lexikon-der-wehrmacht.de. URL consultato il 19 aprile 2023.
38. ↑  von Senger, p. 257.
39. ↑  von Senger, pp. 259-260.
40. ↑  von Senger, p. 265.
41. ↑  Ford, pp. 26-27.
42. ↑  Shepperd, p. 275.
43. ↑  Parker, p. 111.
44. ↑  Jackson, p. 219.
45. ↑  von Senger, p. 268.
46. 1 2  Jackson, p. 221.
47. ↑  Parker, p. 119.
48. ↑  Jackson, p. 222.
49. ↑  von Senger, p. 270.
50. ↑  Parker, pp. 121-126-127.
51. ↑  Parker, pp. 128-129.
52. ↑  Parker, p. 133.
53. ↑  Morris, p. 287.
54. 1 2  Parker, pp. 132-134.
55. ↑  Morris, p. 288.
56. ↑  Morris, p. 289.
57. ↑  Morris, p. 290.
58. ↑  Parker, p. 144.
59. ↑  Atkinson, p. 409.
60. ↑  Parker, p. 147.
61. ↑  Morris, p. 296.
62. ↑  Parker, pp. 148-149.
63. ↑  Parker, p. 151.
64. ↑  Parker, p. 154.
65. ↑  Morris, p. 307.
66. ↑  Bauer, p. 109.
67. ↑  von Senger, p. 274.
68. 1 2  Bauer, p. 110.
69. 1 2  von Senger, p. 273.
70. ↑  Morris, p. 308.
71. ↑  Morris, p. 309.
72. ↑  Morris, pp. 310-311.
73. ↑  von Senger, p. 276.
74. ↑  Morris, p. 311.
75. ↑  Jackson, p. 240.
76. ↑  Morris, p. 312.
77. ↑  Hapgood-Richardson, p. 140.
78. ↑  Parker, p. 195.
79. ↑  Hapgood-Richardson, p. 257.
80. ↑  Parker, p. 196.
81. ↑  Hapgood-Richardson, p. 149.
82. ↑  Morris, p. 314.
83. ↑  Parker, pp. 193-194.
84. ↑  Parker, p. 197.
85. ↑  Parker, pp. 194-195.
86. ↑  Parker, p. 199.
87. ↑  Jackson, p. 244.
88. ↑  Parker, pp. 199-200.
89. ↑  Parker, p. 209.
90. ↑  Parker, p. 210.
91. ↑  von Senger, p. 289.
92. ↑  Parker, pp. 213-215.
93. ↑  Parker, pp. 215-216.
94. ↑  Parker, p. 216.
95. ↑  Parker, p. 217.
96. ↑  Morris, pp. 321-322.
97. ↑  Parker, p. 222.
98. 1 2 3  Morris, p. 322.
99. ↑  Parker, pp. 218-219.
100. ↑  Parker, p. 223.
101. ↑  von Senger, p. 303.
102. ↑  Parker, p. 224.
103. ↑  Parker, p. 225.
104. ↑  Morris, p. 335.
105. ↑  Morris, p. 334.
106. ↑  Atkinson, p. 533.
107. ↑  Parker, pp. 228-231-240.
108. ↑  Parker, p. 234.
109. 1 2  von Senger, p. 301.
110. ↑  von Senger, pp. 302-303.
111. ↑  Parker, p. 251.
112. 1 2  Morris, p. 337.
113. ↑  Atkinson, p. 539.
114. ↑  Atkinson, pp. 540-541.
115. ↑   Giovanni Petrucci, Il bombardamento del 15 marzo 1944 su Cassino. La devastazione di Venafro fu un tragico errore di molti bombardieri alleati, in Studi Cassinati, n. 4, 2006. URL consultato il 18 gennaio 2025.
116. ↑  Parker, pp. 256-257.
117. ↑  Parker, pp. 257-258.
118. ↑  Parker, pp. 258-260.
119. ↑  Parker, pp. 261-262.
120. ↑  Parker, pp. 262-263.
121. ↑  Morris, pp. 338-339.
122. ↑  Parker, p. 265.
123. 1 2  Parker, p. 266.
124. ↑  Morris, p. 340.
125. ↑  Parker, pp. 275-276.
126. ↑  Morris, p. 341.
127. ↑  Parker, p. 281.
128. ↑  Parker, pp. 286-287.
129. ↑  Atkinson, p. 551.
130. ↑  Morris, p. 342.
131. 1 2  von Senger, p. 295.
132. ↑  von Senger, pp. 298-299.
133. ↑  Parker, p. 293.
134. ↑  Parker, p. 291.
135. ↑  L'albergo Continental, ad esempio, poté essere difeso con efficacia grazie a un carro armato posto nell'atrio. Vedi: von Senger, p. 304.
136. ↑  Jackson, pp. 267-268.
137. ↑  von Senger, p. 308.
138. ↑  Atkinson, p. 552.
139. ↑  Atkinson, p. 553.
140. ↑  Parker, p. 294.
141. ↑  Parker, p. 304.
142. ↑  Parker, pp. 294-295.
143. ↑  Ponzani, pp. 228-229.
144. ↑  Parker, p. 295.
145. ↑  Lewis, p. 171.
146. ↑  Ponzani, p. 236.
147. ↑  Ponzani, p. 247.
148. ↑  Ponzani, p. 233.
149. ↑  Leonard Marsland Gander, citato in Jean Christophe Notin La Campagne d'Italie, Librarie Académique Perrin, 2002, p. 500. Vedi: Parker, p. 296.
150. ↑  Parker, p. 243.
151. ↑  Parker, p. 245.
152. ↑  Porzio, p. 44.
153. ↑  Parker, p. 241.
154. ↑  Porzio, pp. 43, 45.
155. ↑  Lewis, p. 143.
156. 1 2  Morris, p. 349.
157. ↑  Atkinson, p. 584.
158. 1 2  Atkinson, pp. 557-558.
159. 1 2   Charles F. Delzell, I nemici di Mussolini. Storia della Resistenza in Italia, Roma, Castelvecchi, 2013,  pp. 314-320, ISBN 978-88-6944-105-9.
160. ↑   Giorgio Bocca, Storia dell'Italia partigiana. Settembre 1943-maggio 1945, Milano, Mondadori, 1996,  pp. 288-292, ISBN 88-04-43056-7.
161. ↑  Kesselring, p. 274.
162. ↑  Parker, p. 303.
163. ↑  Atkinson, p. 529.
164. ↑  Morris, pp. 352-353.
165. ↑  Jackson, pp. 275-276.
166. ↑  Jackson, p. 277.
167. ↑  Morris, p. 359.
168. ↑  Jackson, pp. 279-280.
169. ↑  Jackson, pp. 284-285.
170. ↑  Jackson, pp. 280-281.
171. ↑  Morris, p. 353.
172. ↑  Jackson, p. 281.
173. ↑  Ford, pp. 74-75.
174. ↑  Ford, p. 76.
175. ↑  von Senger, p. 346.
176. ↑  Jackson, pp. 286-287.
177. ↑  Jackson, p. 287.
178. ↑  Jackson, p. 288.
179. ↑  Parker, pp. 320-321.
180. ↑   James Holland, L'anno terribile, Milano, Longanesi, 2009,  p. 63, ISBN 978-88-304-2449-4.
181. ↑  Parker, p. 343.
182. ↑  Jackson, p. 291.
183. 1 2  Jackson, p. 292.
184. ↑  Morris, p. 367.
185. ↑  Jackson, p. 293.
186. ↑  Jackson, p. 294.
187. ↑  Kesselring, p. 240.
188. ↑  Jackson, pp. 294-295.
189. ↑   Raymond Cartier, La seconda guerra mondiale, Milano, Mondadori, 2018  [1965],  pp. 731-732, ISBN 978-88-04-64374-6.
190. 1 2  Jackson, p. 295.
191. 1 2  Jackson, p. 296.
192. ↑  Parker, pp. 382-383.
193. ↑  Morris, p. 369.
194. ↑  Parker, pp. 389, 395.
195. ↑  Jackson, pp. 296-297.
196. ↑  Jackson, p. 297.
197. ↑  Jackson, p. 298.
198. ↑  Jackson, p. 299.
199. ↑  Morris, p. 371.
200. ↑  Morris, p. 372.
201. ↑  Shepperd, p. 335.
202. ↑  Jackson, pp. 300-301.
203. ↑  Parker, p. 393.
204. ↑  Morris, p. 380.
205. ↑  von Senger, pp. 352-354.
206. ↑  Morris, p. 384.
207. ↑  Morris, p. 385.
208. ↑  Jackson, p. 199.
209. ↑  Jackson, pp. 200-201.
210. ↑  Jackson, pp. 202-203.
211. ↑  Jackson, p. 205.
212. ↑  Jackson, pp. 218-219.
213. ↑  von Senger, p. 307.
214. ↑  von Senger, p. 299.
215. ↑  von Senger, pp. 300-304.
216. ↑  von Senger, pp. 307-308.
217. ↑  Atkinson, p. 682.